# Chiến dịch Market Garden
Chiến dịch Market Garden là một chiến dịch quân sự lớn của quân đội Đồng Minh trong Chiến tranh thế giới thứ hai, diễn ra từ ngày 17 tháng 9 năm 1944 tới ngày 25 tháng 9 năm 1944 tại Hà Lan. Mục tiêu của chiến dịch là tạo một hành lang dài 103 kilômét dưới sự kiểm soát của quân Đồng Minh và thiết lập một đầu cầu bắc qua Sông Rhine để có thể tiến công vào lãnh thổ của Đức Quốc Xã. Market Garden bao gồm hai nhiệm vụ chính: Lực lượng lính dù Anh, Mỹ và Ba Lan sẽ nhảy dù và đánh chiếm chín cây cầu (Market), và sẽ được theo sau bởi các lực lượng trên bộ (Garden). Theo kế hoạch dự tính sau khi các cầu được kiểm soát, lục quân Đồng Minh sẽ vượt sông Rhine, tấn công vào sườn của Phòng tuyến Siegfried và bao vây khu công nghiệp trọng yếu Ruhr của Đức.
Chiến dịch đổ bộ đường không được lên kế hoạch và thực hiện bởi Tập đoàn quân Không vận Đồng Minh số 1, và chiến dịch trên bộ sẽ được tiến hành bởi Quân đoàn XXX của Tập đoàn quân số 2 Anh Quốc. Đây là chiến dịch đổ bộ hàng không lớn nhất trong Chiến tranh thế giới thứ hai, và kết quả của chiến dịch đến giờ vẫn còn gây nhiều tranh cãi: Chiến dịch đã thành công trong việc giải phóng các thành phố ở Eindhoven, Nijmegen cùng với nhiều thị trấn khác ở Hà Lan, và hạn chế được các bãi phóng tên lửa V-2. Tuy nhiên, quân Đồng Minh đã không kiểm soát được đầu cầu trên Sông Rhine, và đà tiến công đã bị hoãn lại ở đó.

## Bối cảnh
Sau sự thất bại ở Normandie trong mùa hè năm 1944, các lực lượng Đức còn lại đã rút lui dọc nước Pháp và Vùng đất thấp về biên giới Đức vào cuối tháng 8. Ở phía bắc, trong tuần đầu tiên của tháng 9, Cụm tập đoàn quân 21 của Thống chế Bernard Montgomery, đã điều động Tập đoàn quân số 2 của Trung tướng Miles Dempsey tiến công trên con đường chạy từ Antwerp tới biên giới phía bắc của Bỉ, trong khi Tập đoàn quân số 1 Canada của Trung tướng Harry Crerar, đánh chiếm các cảng ở Dieppe, Le Harve và Boulogne-sur-Mer.
Ở phía nam, Cụm tập đoàn quân 12 của Trung tướng Omar Bradley, đang tiến tới gần biên giới Đức thì được lệnh tấn công Aachen cùng với Tập đoàn quân số 1 Hoa Kỳ của Trung tướng Courtney Hodges, để hỗ trợ cho cuộc tiến công của Montgomery vào Ruhr. Trong khi đó, Tập đoàn quân số 3 của Trung tướng George S. Patton, đã tiến về phía đông tới Saarland. Cùng lúc đó, Tập đoàn quân số 6 dưới quyền của Trung tướng Jacob L. Devers đang tiến về phía Đức sau cuộc đổ bộ của họ ở miền nam nước Pháp.

### Vấn đề hậu cần
Trước Ngày D, để làm gián đoạn hệ thống hậu cần của Đức, quân Đồng Minh đã tổ chức nhiều đợt không kích đánh phá vào mạng lưới đường sắt ở nước Pháp, mặc dù họ biết rõ điều này cũng sẽ ảnh hưởng tới chính họ trong trường hợp họ tiến công trên đất Pháp. Điều này đã được nhận thức rõ ràng trong quá trình lên kế hoạch cho Chiến dịch Overlord, và hệ thống cảng ở Brittany sẽ được chiếm đóng để tiếp nhận tiếp tế cho các mũi xung kích của quân Đồng Minh ở Pháp.

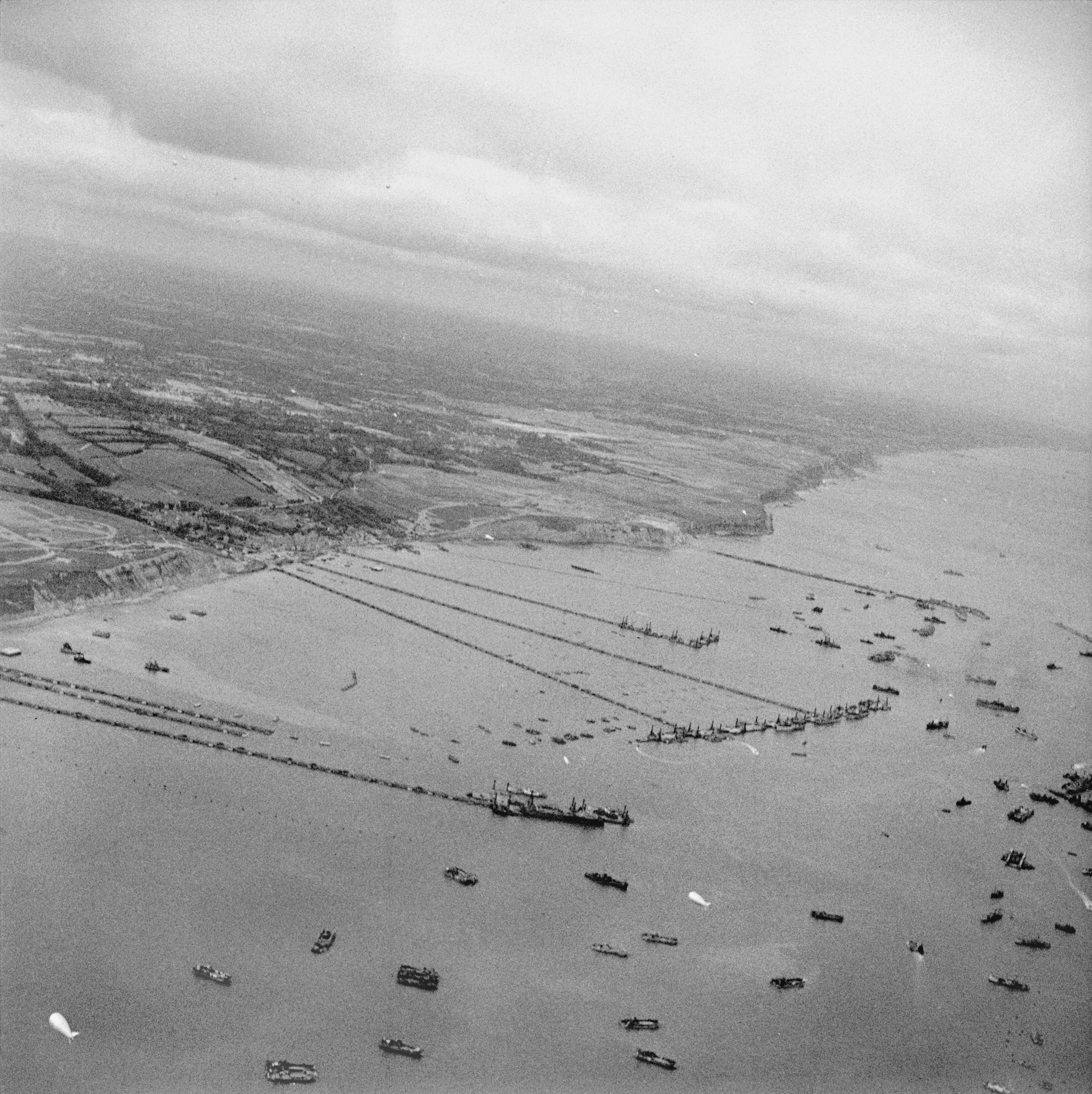
Cảng nhân tạo Mulberry ở ngoài khơi Arromanches, Normandie, tháng 9 năm 1944. Đây là một trong những cảng nhập tiếp tế quan trọng của quân Đồng Minh trong quá trình tiến công tại Mặt trận phía Tây.

Vào tháng 8, nguồn cung ứng cho các lực lượng Đồng Minh vẫn bị hạn chế và bị giới hạn tại các bãi đổ bộ ban đầu của Chiến dịch Overlord, cảng nước sâu Cherbourg ở mũi Bán đảo Cotentin, và một số cảng nhỏ ở Normandie. Mặc dù các hoạt động tiếp tế qua bãi biển đạt nhiều kết quả tốt hơn dự kiến, nhưng thời tiết xấu trong tháng 9 và nước biển dâng cao đã khiến các điểm tiếp tế này dần trở nên vô dụng và kém hiệu quả; và cảng Cherbourg, cảng nước sâu quan trọng ở Normandie, bị quân Đức phá hủy trước khi đầu hàng, chưa để đưa vào hoạt động trở lại lúc đó. Hệ thống cảng ở Brittany, vẫn nằm trong sự kiểm soát của Đức, cũng không còn phù hợp vì chúng nằm dọc theo bờ biển phía Tây nước Pháp, vượt quá tầm tiếp tế cho các cuộc tiến công nhanh chóng của Đồng minh về phía đông.
Vào ngày 4 tháng 9, quân của Montgomery đã chiếm đựoc hệ thống cảng lớn ở Antwerp một cách nguyên vẹn, nhưng khu vực Cửa sông Scheldt dẫn vào cảng vẫn nằm trong sự kiểm soát của quân Đức. Một số người cho rằng việc đánh chiếm thành công Le Havre và Antwerp khiến kế hoạch ban đầu là chiếm đóng các cảng của Pháp xa hơn về phía nam là không cần thiết. Quân đội Canada có thể chiếm được Antwerp sớm hơn nếu Montgomery cho ưu tiên đánh chiếm các đường tiếp cận, nhưng Eisenhower và Montgomery vẫn kiên trì với kế hoạch ban đầu là chiếm được nhiều cảng của Pháp.
Sự thất bại trong việc mở cảng ở Antwerps được coi là "một trong những sai lầm chiến thuật lớn nhất của cuộc chiến". "Sai lầm lớn" này cũng bao gồm việc không bao vây, cắt đứt được hơn 80.000 binh lính của Tập đoàn quân 15 Đức Quốc Xã bị mắc kẹt tại bờ biển phía tây Antwerp, và những họ sau đó được sơ tán về phía bắc qua Cửa sông Scheldt và sau đó là phía đông dọc theo Bán đảo Beveland. Những đơn vị này sau sẽ tham gia các trận chiến giành lấy các cây cầu ở khu vực Eindhoven và Nijmegen. Các cảng quan trọng khác trên bờ Biển Bắc, chẳng hạn như Dunkirk, vẫn nằm trong tay Đức cho đến tháng 5 năm 1945.
Các nỗ lực lớn nhằm mở lại mạng lưới đường sắt ở Pháp đã được tiến hành, và đến cuối tháng 8, 18.000 người, trong đó có hơn 5.000 tù binh chiến tranh, đã tham gia xây dựng các tuyến đường sắt. Sau nhiều lần trì hoãn, chuyến tàu đầu tiên đã tiếp tế thành công các kho quân nhu của Tập đoàn quân số 3 Hoa Kỳ tại Le Mans vào ngày 17 tháng 8. Nhưng những nỗ lực này đã quá muộn để có bất kỳ tác dụng nào đối với các trận chiến diễn ra sau Chiến dịch Cobra và các đợt tiến công tiếp theo vào Pháp. Thay vào đó, tất cả nguồn cung cấp cho quân đội phải được vận chuyển bằng xe tải, và họ không có đủ xe tải cho việc này. Các sư đoàn của Cụm tập đoàn quân 12 đã phải để lại toàn bộ pháo hạng nặng và một nửa số pháo hạng trung của họ ở phía tây Sông Seine để đưa các xe tải của họ đi làm nhiệm vụ tiếp tế cho các đơn vị khác. Cụm tập đoàn quân 21 phải huy động toàn bộ xe tải của hai sư đoàn và phải mượn bốn đại đội xe tải của người Anh để sử dụng.

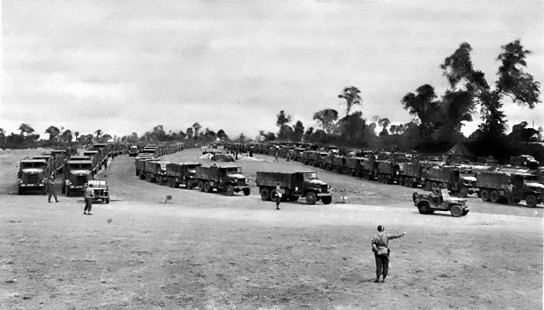
Một đoàn xe thuộc hệ thống "Tốc hành Red Ball" tại một điểm luân chuyển tiếp tế cho quân Đồng Minh.

Các đơn vị vận tải của hệ thống "Tốc hành Red Ball" (Red Ball Express) đã nỗ lực để giảm bớt những tác động của tình trạng thiếu phương tiện giao thông nhưng không thể giải quyết được vấn đề hậu cần một cách hoàn toàn. Khi các đà tiến công của quân Đồng Minh dọc nước Pháp và Bỉ vẫn được tiếp tục, khoảng cách giữa các điểm tiếp tế và tiền tuyến ngày càng bị kéo dài, vượt quá phạm vị hoạt động của các xe tải thông thường và dẫn đến việc phải thiết lập các điểm tiếp tế nhiên liệu cho các đoàn vận tải này. Mức tiêu thụ nhiên liệu tăng mạnh do phải mất tới năm gallon nhiên liệu để có thể đưa một gallon nhiên liệu tới các điểm tiếp tế. Các ống dẫn nhiên liệu tiếp tục được lắp đặt và mở rộng để giảm thiệu gánh nặng trên, nhưng việc lắp đặt lại tiêu tốn quá nhiều thời gian để có thể sử dụng trong thời gian ngắn. Đến ngày 28 tháng 8, Khu vực Hậu cần Đồng Minh thông báo không thể đảm bảo việc cung cấp nhiên liệu nữa, và cả Tập đoàn quân số 1 và 3 Hoa Kỳ đều báo cáo họ chỉ còn đủ nhiên liệu để sử dụng trong một ngày. Hơn nữa, việc huy động các phương tiện vận tải của các sư đoàn ngoài mặt trận đi đã làm giảm việc tác chiến và cơ động của các đơn vị ngoài mặt trận.
Vào ngày 30 tháng 8, các chỉ huy Đồng Minh đã đưa ra các quyết định ngừng nhập tiếp tế hoàn toàn, và Cụm tập đoàn quân 21 sẽ phải sử dụng các đơn vị trừ bị ở Normandie tới khi các cảng Dieppe và Boulogne-sur-Mer được đưa vào hoạt động trở lại. Tình hình càng trở nên trầm trọng hơn khi người Anh phát hiện ra hợp kim kim loại bị lỗi được sử dụng cho các piston ở cả động cơ ban đầu và động cơ thay thế của hơn 1.400 xe tải ba tấn của họ - do đó chúng chỉ có khả năng vận chuyển khoảng 800 tấn vận tải mỗi ngày, chỉ đủ để tiếp tế cho hai sư đoàn ngoài mặt trận. Các hoạt động tiến công của Đồng Minh dần bị trì trệ, và điều này đã cho giúp các đơn vị của Đức có những thời gian nghỉ ngơi đầu tiên sau nhiều tuần rút chạy liên tục.

## Sự chuẩn bị của quân Đồng Minh

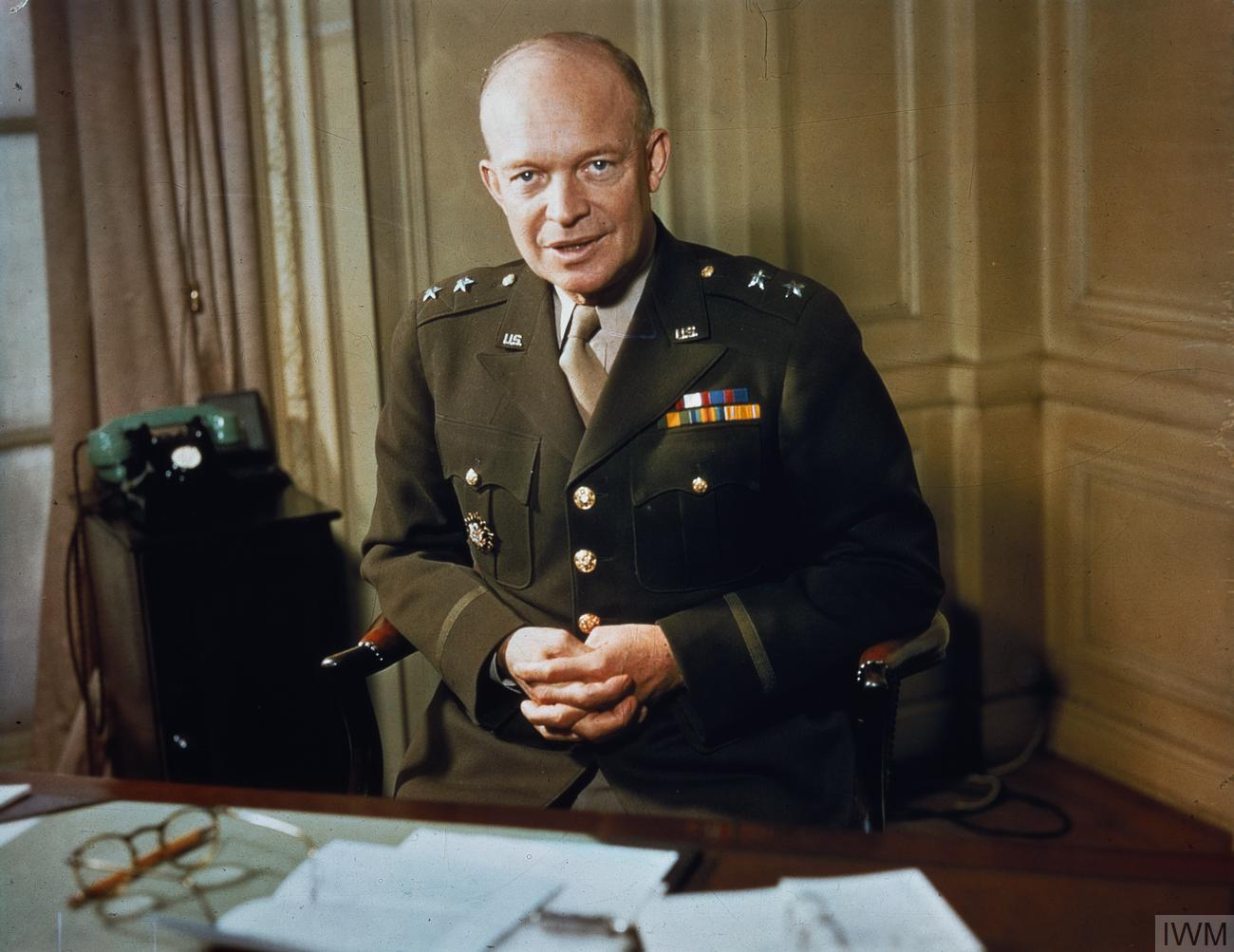
Đại tướng Dwight Eisenhower, Tư lệnh Tối cao Đồng Minh châu Âu. Ảnh chụp năm 1942, lúc này ông đang mang hàm Thiếu tướng.

Sau cuộc đổ bộ vào Normandie và sự thắng lợi của Trận Falaise, Đại tướng Dwight Eisenhower, Tư lệnh Tối cao Lực lượng Đồng Minh Châu Âu, đã ủng hộ việc truy đuổi các cánh quân Đức đang rút chạy về về phía bắc và phía đông qua sông Seine, và cuối cùng là đến sông Rhine trên một mặt trận rộng lớn. Dù ông nhất trí về việc ưu tiên cho Montgomery tiến quân về Ruhr, ông vẫn nghĩ rằng điều quan trọng là phải "cho Patton tiếp tục tiến công". Vào tuần đầu tiên của tháng 9 năm 1944, Eisenhower ủy quyền cho Tập đoàn quân số 1 Hoa Kỳ vượt Sông Rhine gần Cologne, Bonn và Koblenz trong khi Tập đoàn quân số 3 Hoa Kỳ vượt qua gần Mannheim, Mainz và Karlsruhe. Việc này đã vấp phải sự tranh cãi do đã đẩy vấn đề hậu cần, vốn đang gặp nhiều vấn đề nghiêm trọng, "dãn ra tới giới hạn của nó". Montgomery cho rằng, với tình hình nguồn cung đang xấu đi, ông sẽ không thể tiến vào Ruhr, nhưng việc "tập trung lại toàn bộ nguồn cung hiện có của chúng ta sẽ đủ để tổ chức một cú thúc thẳng vào Berlin". Dwight D. Eisenhower sau đó đã chấp thuận cung cấp cho Montgomery các nguồn lực bổ sung, chủ yếu là bổ sung đầu máy và toa xe, và ưu tiên cung cấp hàng không.

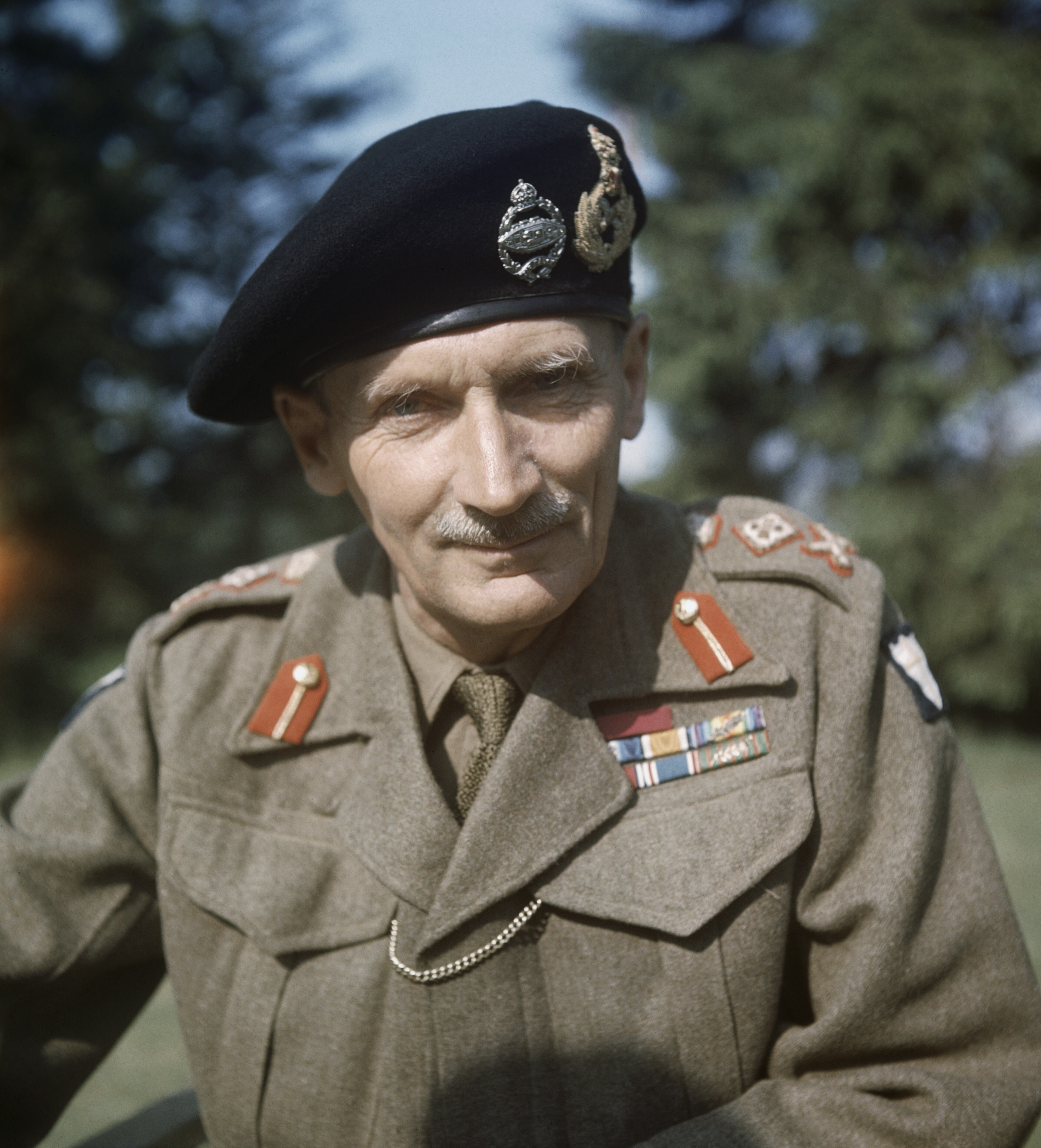
Thống chế Bernard Montgomery. Ảnh chụp năm 1943, lúc này ông đang mang hàm Đại tướng.

Montgomery ban đầu đề xuất Chiến dịch Comet, một chiến dịch đổ bộ hàng không sẽ được tiến hành vào ngày 2 tháng 9 năm 1944. Comet sẽ huy động Sư đoàn Không vận số 1 của Anh, cùng với Lữ đoàn Nhảy dù Độc lập số 1 Ba Lan, làm nhiệm vụ kiểm soát một số cây cầu bắc qua sông Rhine để hỗ trợ cho cuộc tiến công của Đồng minh vào Đồng bằng Bắc Đức. Bộ chỉ huy của Sư đoàn Không vận số 1 của Anh, cùng với Lữ đoàn Nhảy dù số 1 và Lữ đoàn Nhảy dù Độc lập số 1 của Ba Lan sẽ đổ bộ tại Nijmegen, Lữ đoàn Nhảy dù số 1 của Anh sẽ đổ bộ tại Arnhem, và Lữ đoàn Nhảy dù số 4 của Anh sẽ đổ bộ tại Grave, Hà Lan. Tuy nhiên, tình hình thời tiết xấu kéo dài trong vài ngày và sự gia tăng phòng thủ của quân Đức trong khu vực đã khiến Montgomery phải hoãn chiến dịch lại, và cuối cùng đã hủy bỏ chiến dịch vào ngày 10 tháng 9.
Comet sau đó được thay thế bằng một kế hoạch tham vọng hơn, bắt đầu bằng việc vượt qua Phòng tuyến Siegfried bằng cách đi vòng qua điểm cực bắc của nó, sau đó vượt Sông Rhine với lực lượng lớn và bao vây Tập đaòn quân 15 Đức nhờ việc tiến công từ Arnhem tới bờ biển IJsselmeer, đó là Chiến dịch Market Garden. Vào ngày 10 tháng 9, Trung tướng Miles Dempsey, tư lệnh Tập đoàn quân số 2 của Anh, nói với Montgomery rằng ông có nhiều hoài nghi về kế hoạch này và thay vào đó, Dempsey ưu tiên một cuộc tiến công theo hướng đông bắc giữa rừng Reichswald và Ruhr đến Wesel. Montgomery trả lời rằng ông vừa nhận được thông điệp từ London rằng cần phải làm gì đó để vô hiệu hóa các bãi phóng V-2 xung quanh The Hague (vốn đang bắn phá London) và do đó kế hoạch phải được tiến hành.
Tuy nhiên, Market Garden nhanh chóng vấp phải sự miễn cưỡng của Eisenhower. Tức giận, Montgomery đã tức tốc bay đến Brussels vào chiều cùng ngày để gặp Eisenhower. Montgomery yêu cầu Eisenhower phải bỏ cuộc họp và yêu cầu ban tham mưu của ông ở yên trong phòng. Sau đó, Monty sẽ rách các bức điện của Eisenhower trước mặt ông ấy, yêu cầu phải tập trung toàn bộ nguồn lực cho một cú thúc về phía bắc. Monty tức giận và mất kiềm chế tới mức Eisenhower phải vươn tay, vỗ nhẹ vào đầu gối của Montgomery, và nói,
Bình tĩnh đi, Monty! Ông không thể nói chuyện với tôi như vậy. Tôi là sếp của ông đấy.

Eisenhower vẫn giữ quan điểm của mình rằng việc tiến công trên một mặt trận rộng lớn sẽ sớm khiến quân Đức sụp đổ. Ông được cho là đã nói với Montgomery rằng tại sao "một cú thúc duy nhất" về phía Berlin sẽ không được chấp nhận:
Những gì ông đề xuất là thế này – nếu tôi tập trung ưu tiên cho ông tất cả các nguồn cung hiện có, ông có thể tiến thẳng (500 dặm) tới Berlin được không ? Ông điên rồ thật đấy Monty. Ông không thể làm được điều đó... Nếu ông có gắng tiến công trên một đoạn đường dài như vậy trong một "cú thúc" duy nhất, thì ông phải ném từ sư đoàn này tới sư đoàn khác vào để bảo vệ hai bên sườn của ông khỏi bị phục kích.
Tuy vậy, Eisenhower vẫn đồng ý phê duyệt Chiến dịch Market Garden, chỉ cho "ưu tiên một cách hạn chế" về các nguồn cung - và chỉ coi là một phần trên một mặt trận tiến công rộng lớn. Eisenhower hứa rằng máy bay và xe tải sẽ cung cấp 1.000 tấn vận tải mỗi ngày. Vô ích, Montgomery đã phàn nàn về điều này với Phó Tổng tham mưu trưởng Hoàng gia (VCIGS) ở London, Trung tướng Archibald Nye.
Về Chiến dịch Market Garden, hai sư đoàn không vận của Mỹ, Sư đoàn Không vận 82 và 101, sẽ được tiếp tục duy trì tiếp tế các trang bị, nhu yếu phẩm cần thiết từ kho hậu cần của người Anh. Các trang bị như đạn dược, vũ khí, hệ thống liên lạc và hệ thống công binh sẽ được vận chuyển đến bằng xe tải của "Tốc hành Red Ball" và tàu hỏa tới căn cứ dã chiến họ ở Grammont. Toàn bộ xe tải của ba sư đoàn bộ binh mới đổ bộ vào Châu Âu (Sư đoàn Bộ binh 26, 95 và 104) đã bị trưng dụng và chuyển giao cho hệ thống "Tốc hành Red Ball". Tám đại đội xe tải mới được thành lập và được giao nhiệm vụ Red Lion, một nhiệm vụ tiếp tế đặc biệt cho Chiến dịch Market Garden. Red Lion đã vận chuyển vượt quá kỳ vọng của họ, với hơn 650 tấn hàng hóa tiếp tế mỗi ngày thay vì 500. Một nửa trong số đó được chuyển đến cho Sư đoàn Không vận 82 và 101.
Quyết định tiến hành Market Garden của Eisenhower bị ảnh hưởng bởi mong muốn của ông về việc liên tục tạo áp lực cho các đợt rút quân của Đức. Tuy nhiên, ông cũng chịu ảnh hưởng từ các yêu cầu phải đưa Tập đoàn quân Không vận Đồng Minh số 1 vào thực chiến càng sớm càng tốt. Sau Normandie, các đơn vị không vận đã được rút khỏi mặt trận và đưa về Anh để phục hồi và bổ sung quân số (ngoại trừ một số đơn vị của Sư đoàn Không vận số 6 Anh được giữ lại Normandie tới đầu tháng 9). Tập đoàn quân Không vận Đồng Minh số 1 sau đó được thành lập với hai sư đoàn không vận của Anh, ba sư đoàn không vận của Mỹ và Lữ đoàn Nhảy dù Độc lập số 1 Ba Lan. Trong những tháng tiếp theo, 18 kế hoạch đổ bộ của lính dù đã được soạn thảo nhưng nhanh chóng bị hủy bỏ sau thời gian ngắn, chủ yếu là do lực lượng mặt đất của Đồng Minh tiến công quá nhanh qua các khu vực thả quân dự kiến.

### Kế hoạch

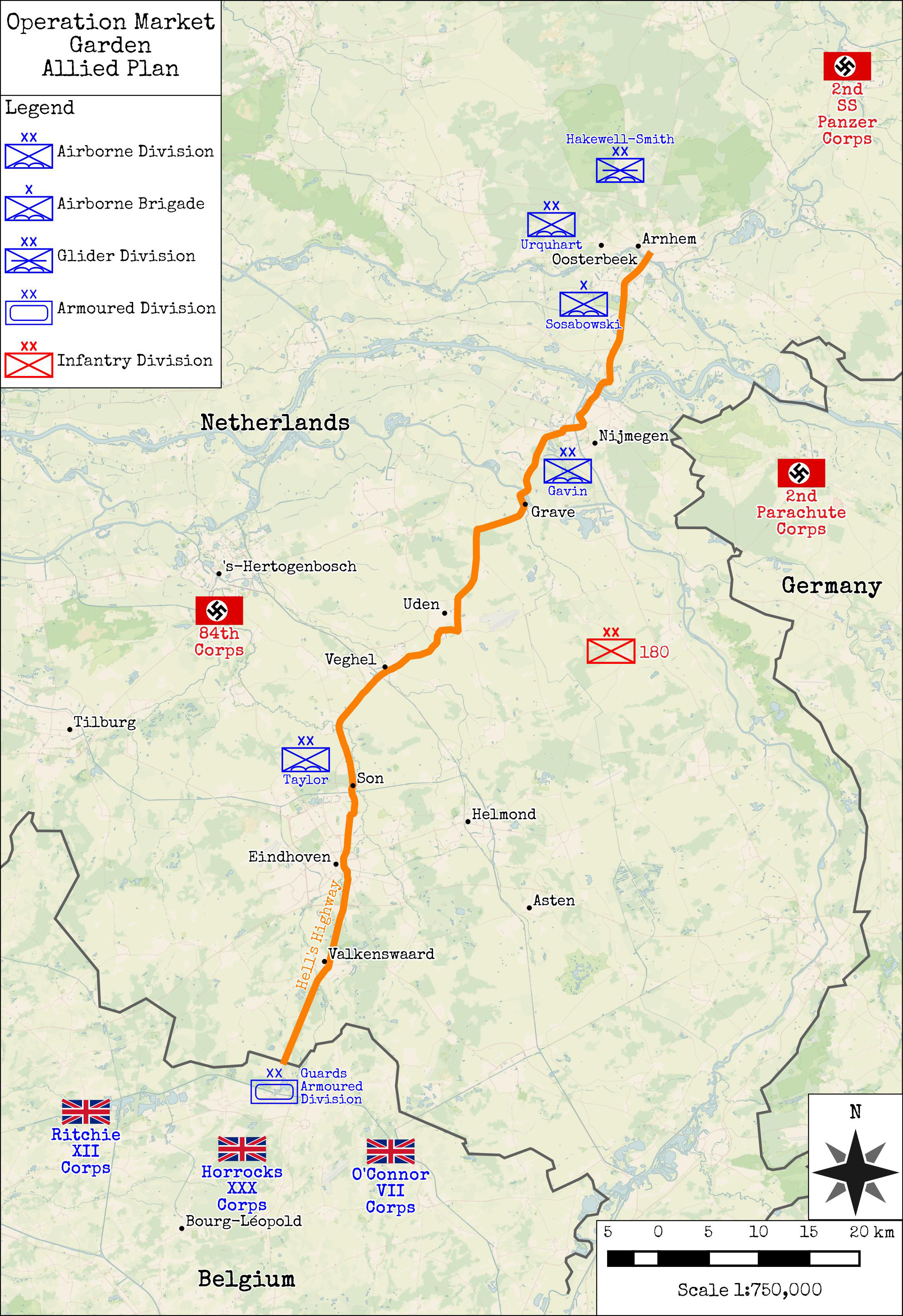
Kế hoạch của quân Đồng Minh trong Chiến dịch Market Garden.

Chiến dịch Market Garden bao gồm hai chiến dịch nhỏ:
- Market: lực lượng lính dù thuộc Tập đoàn quân Không vận Đồng Minh số 1 của Trung tướng Lewis H. Brereton sẽ chiếm chín cây cầu và các thị trấn tại Hà Lan, và được đặt dưới quyền Quân đoàn Không vận số 1 của Trung tướng Frederick Browning.
- Garden: lực lượng mặt đất thuộc Tập đoàn quân số 2 sẽ tiến công về phía bắc. Lực lượng xung kích sẽ là Quân đoàn XXX của Trung tướng Brian Horrocks.[44]

#### Market

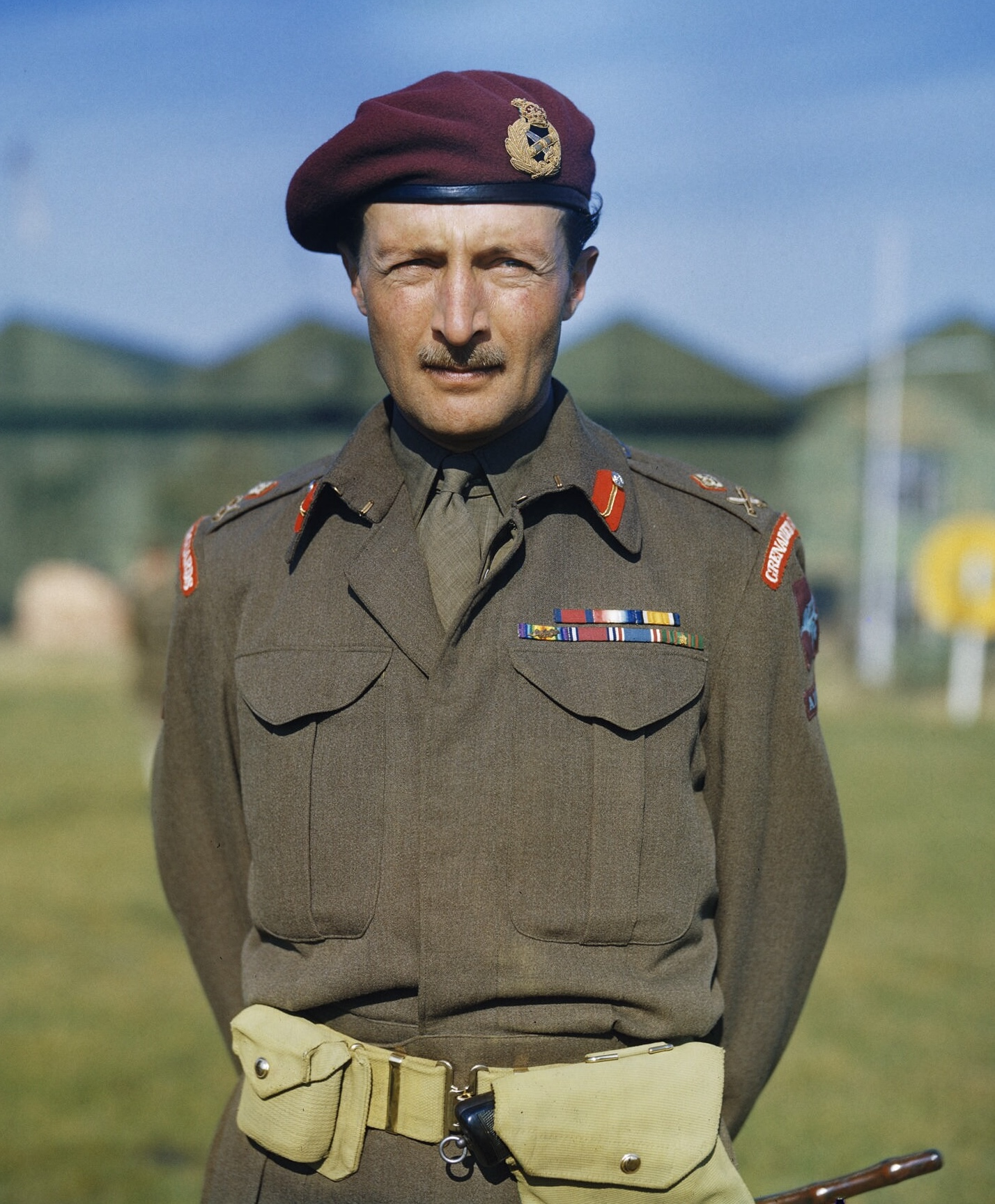
Trung tướng Frederick Browning, Tổng chỉ huy Quân đoàn Không vận số 1 Anh, Phó chỉ huy trưởng Tập đoàn quân Không vận Đồng Minh số 1.

Market sẽ huy động bốn đơn vị lính dù của Tập đoàn quân Không vận Đồng Minh số 1. Sư đoàn Không vận 101 Hoa Kỳ của Thiếu tướng Maxwell D. Taylor, sẽ đổ bộ xuống hai khu vực ở phía bắc Eindhoven, có nhiệm vụ chiếm hai cây cầu ở Son và Veghel ở phía bắc Eindhoven. Sư đoàn Không vận 82 Hoa Kỳ của Chuẩn tướng James M. Gavin, sẽ đổ bộ xuống phía đông bắc, nằm giữa Grave và Nijmegen, và chiếm hai cây cầu ở đó. Sư đoàn Không vận số 1 Anh của Thiếu tướng Roy Urquhart, cùng với Lữ đoàn Nhảy dù Độc lập số 1 Ba Lan của Chuẩn tướng Stanisław Sosabowski, sẽ đổ bộ vào điểm cực bắc của mặt trận, có nhiệm vụ đánh chiếm cầu ở Arnhem và cầu đường sắt ở Oosterbeek.
Tập đoàn quân Không vận Đồng Minh số 1 được thành lập vào ngày 16 tháng 8 sau yêu cầu của người Anh về việc thành lập một đơn vị chung để có thể phối hợp với nhau trong các chiến dịch đổ bộ hàng không, một khái niệm được Tướng Eisenhower chấp thuận vào ngày 20 tháng 6. Trung tướng người Mỹ Lewis H. Brereton, được bổ nhiệm làm Chỉ huy trưởng Tập đoàn quân Không vận Đồng Minh số 1 và Trung tướng người Anh Frederick Browning được bổ nhiệm làm Phó chỉ huy. Browning, Chỉ huy trưởng Quân đoàn Không vận số 1, quyết định sẽ đưa toàn bộ ban tham mưu của ông tham gia vào chiến dịch để thiết lập sở chỉ huy thực địa tại Hà Lan.
Đây sẽ là chiến dịch đổ bộ hàng không lớn nhất trong Chiến tranh thế giới thứ hai, với hơn 34.600 lính dù của Sư đoàn Không vận 101, 82 và 1 cùng với Lữ đoàn Nhảy dù Độc lập số 1 Ba Lan tham gia vào trận đánh. 14.589 lính dù sẽ được đổ bộ bằng tàu lượn và 20.011 sẽ tham gia nhảy dù. Ngoài ra, tàu lượn sẽ còn vận chuyển 1.736 phương tiện và 263 khẩu pháo vào trận địa. 3.342 tấn đạn cùng với hàng tiếp tế khác sẽ được đưa vào bằng tàu lượn hoặc được thả dù xuống các bãi thả.
Để có thể đưa 36 tiểu đoàn bộ binh nhảy dù và các đơn vị hỗ trợ vào mặt trận, Tập đoàn quân Không vận Đồng Minh số 1 sẽ được 14 liên đoàn thuộc Bộ Tư lệnh Hành quân Vận tải Quân IX chuyên chở, và tăng lên thành 46 liên đoàn sau ngày 11 tháng 9. Lực lượng máy bay vận chuyển bao gồm 1.438 chiếc C-47 Dakota (1.274 chiếc của Không lực Lục quân Hoa Kỳ và 164 chiếc của Không quân Hoàng Gia Anh) và 321 máy bay khác của Không quân Hoàng Gia Anh được cải biên thành máy bay vận tải. Lực lựong tàu lượn Đồng Minh đã được tái thiết và tái bổ sung sau Normandie tới ngày 16 tháng 9, có tổng cộng 2.160 tàu lượn CG-4A Waco, 916 tàu lượn Airspeed Horsa (812 chiếc của Không quân Hoàng Gia Anh và 104 chiếc của Không lực Lục quân Hoa Kỳ) và 64 tàu lượn General Aircraft Hamilcar. Người Mỹ chỉ có 2.060 phi công tàu lượn, nên các tàu lượn của họ sẽ không có phi công phụ, và thay vào đó, sẽ chở thêm một lính dù.

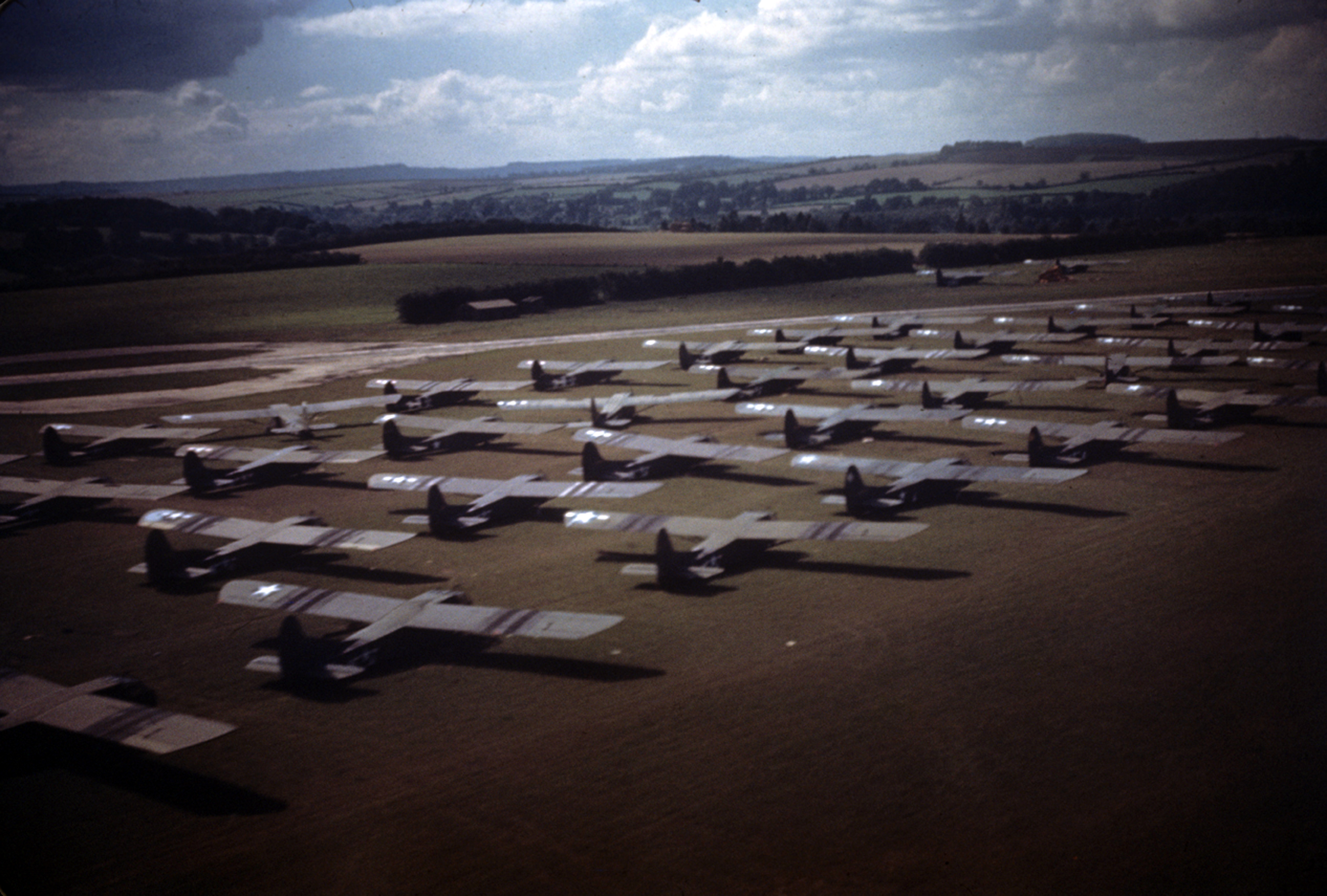
Tàu lượn CG-4A Waco thuộc Liên đoàn Vận tải Quân 442 tập trung tại Phi trường Chilbolton trước Chiến dịch Market Garden.

Dù đã huy động toàn bộ số máy bay C-47 vào làm nhiệm vụ vận chuyển lính dù và kéo tàu lượn, và Bộ Tư lệnh Hành quân Vận tải Quân IX phải cung cấp thêm máy bay cho hai lữ đoàn dù của Anh, lực lượng khổng lồ này chỉ có thể vận chuyển khoảng 60% lực lượng lính dù vào Hà Lan trong một lần xuất kích. Việc này đã dẫn đến quyết định dàn nhỏ lịch xuất phát của các đơn vị vận chuyển quân cho các ngày liên tiếp. 90% số máy bay của người Mỹ sẽ tham gia thả quân trong ngày đầu tiên và sẽ tham gia kéo tàu lượn trong ngày thứ hai, trong khi toàn bộ các máy bay vận tải của Anh đã được huy động để kéo tàu lượn. Kế hoạch thực hiện hai đợt xuất kích trong ngày đầu tiên đã bị bác bỏ bởi Trung tướng Lewis H. Brereton, dù điều này đã được áp dụng trong Chiến dịch Dragoon.
Ngày 17 tháng 9 sẽ xảy ra hiện tượng nguyệt thực và trong những ngày tiếp theo, trăng non sẽ lặn trước khi trời tối. Học thuyết đổ bộ đường không của Đồng Minh nghiêm cấm tiến hành các chiến dịch đổ bộ lính dù lớn trong điều kiện thiếu ánh sáng, vì vậy Market sẽ được triển khai vào ban ngày. Nguy cơ bị máy bay của Không quân Đức Quốc Xã đánh chặn vào ban ngày được đánh giá là rất thấp do ưu thế trên không của các máy bay chiến đấu Đồng Minh, nhưng vẫn còn những lo ngại về số lượng đơn vị pháo phòng không ngày càng tăng ở Hà Lan, đặc biệt là xung quanh Arnhem. Kinh nghiệm của Brereton về các chiến thuật hoạt động đường không đánh giá rằng việc vô hiệu hóa các hỏa lực phòng không sẽ giúp các máy bay chở quân thực hiện nhiệm vụ mà không gặp tổn thất nghiêm trọng. Chiến dịch đổ bộ vào Miền Nam nước Pháp đã chứng tỏ rằng các chiến dịch đổ bộ hàng không cỡ lớn vào ban ngày là khả thi. Các chiến dịch vào ban ngày, trái ngược với các chiến dịch ở Sicily và Normandie, sẽ có sự chính xác cao hơn về việc điều hướng và cân bằng thời gian giữa các đợt thả quân liên tiếp, có thể giúp tăng gấp ba số quân có thể thả mỗi giờ. Thời gian cần thiết để tập hợp các đơn vị dù trên khu vực thả sau khi hạ cánh sẽ giảm xuống còn hai phần ba.

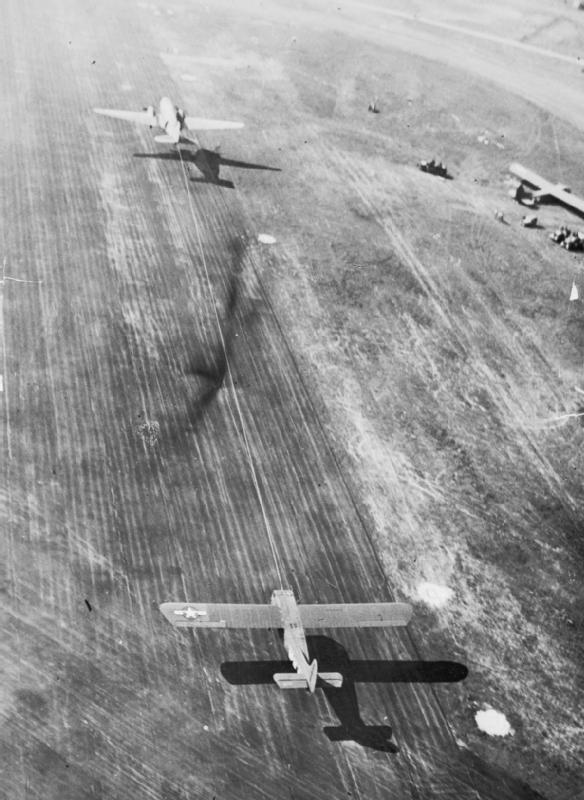
Một chiếc C-47 Dakota đang cất cánh với một tàu lượn CG-4A Waco được kéo phía sau trong Chiến dịch Market Garden, 17 tháng 9 năm 1944.

Các máy bay vận tải của Bộ Tư lệnh Hành quân Vận tải Quân IX sẽ phải làm hai nhiệm vụ: thả lính dù và kéo tàu lượn, hai nhiệm vụ không thể thực hiện một cách đồng thời. Mặc dù các chỉ huy sư đoàn không vận đều yêu cầu thực hiện hai lần thả quân trong ngày đầu tiên, ban chỉ huy của Tướng Brereton chỉ lên lịch thực hiện một lần thả duy nhất dựa trên các yêu cầu trong ngày đầu tiên là pháo binh sẽ bắn phá tấp cập các vị trí của quân Đức suốt nửa ngày. Dự báo thời tiết vào chiều ngày 16 tháng 9 rằng các khu vực thả quân đều thông thoáng và có tầm nhìn tốt trong suốt bốn ngày tiếp theo, nên sẽ thực hiện các đợt đổ bộ bổ sung trong ngày đó (vốn sẽ được chứng mình là sai).
Sau một tuần, công tác chuẩn bị cho chiến dịch được tuyên bố hoàn tất, trong khi việc lên kế hoạch và chuẩn bị cho cuộc đổ bộ của lính dù vào Noramandie và Sicily phải mất nhiều tháng trời. Một sử gia của Không quân Hoa Kỳ sau này nhấn mạnh rằng "Market" là chiến dịch đổ bộ đường không duy nhất mà Không lực Lục quân Hoa Kỳ "không có chương trình huấn luyện, không diễn tập, hầu như không tập trận và ... chỉ huấn luyện chiến thuật ở mức độ thấp."
Chuẩn tướng James M. Gavin, chỉ huy Sư đoàn Không vận 82, đã hoài nghi về kế hoạch đổ bộ này. Trong cuốn nhật ký, ông viết rằng, "Kế hoạch này nhìn trông rất là khó. Nếu tôi vượt qua được sự khó khăn này, thì tôi quả là rất may mắn." Ông cũng phê bình Tướng Browning rằng "..thiếu nhận thức vấn đề, ảnh hưởng và khả năng phán đoán của một người lính nhiều kinh nghiệm... nhân viên của ông ta thì quá hời hợt.. Tại sao các đơn vị của người Anh lại mò mẫm như vậy... và điều đó ngày càng trở nên rõ ràng hơn. Các chỉ huy của họ thiếu hiểu biết, không táo bạo và không tiếp thu bài học bằng cách trực tiếp trải qua những khó khăn."

#### Garden

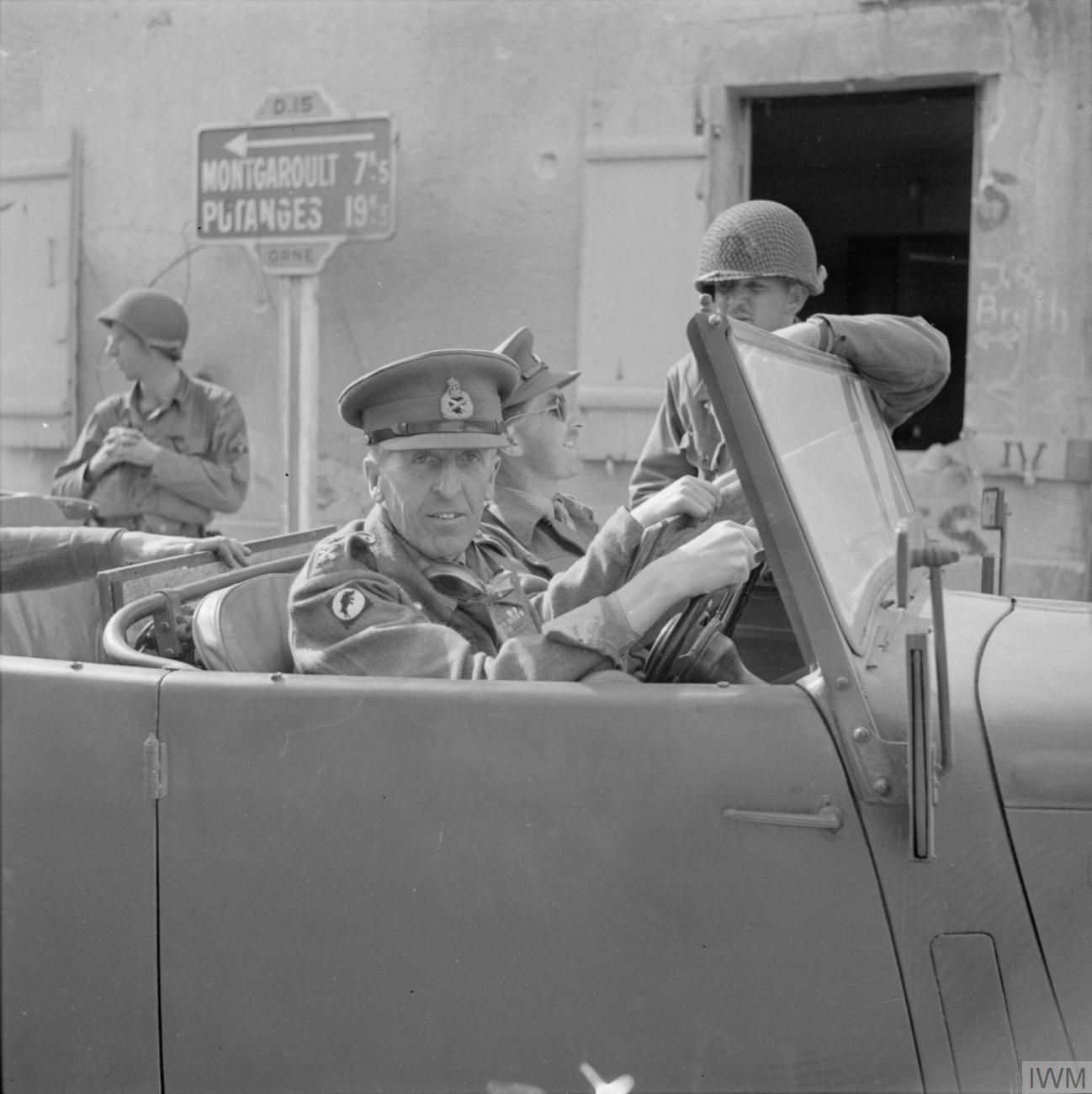
Trung tướng Brian Horrocks, Chỉ huy Quân đoàn XXX, tháng 8 năm 1944.

Garden sẽ huy động chủ yếu Quân đoàn XXX của Trung tướng Brian Horrocks, với lực lượng tiên phong là Sư đoàn Thiết giáp Cận vệ, và Sư đoàn Bộ binh 43 (Wessex) và Sư đoàn Bộ binh 50 (Northumbrian) được điều vào vị trí dự bị. Một lực lượng hùng hậu gồm hơn 50.000 lính, hơn 5.000 xe tăng thiết giáp và xe chuyên dụng các loại, sẽ phải di chuyển trên một con đường duy nhất, và hi vọng sẽ hội quân được ở khu vực của Sư đoàn Không vận 101 trong ngày đầu tiên, Sư đoàn Không vận 82 trong ngày thứ hai và Sư đoàn Không vận số 1 trong ít nhất bốn ngày. Các sư đoàn không vận sau đó sẽ hội quân với Quân đoàn XXX và tham gia hỗ trợ mở đường tiến quân về Arnhem. Hai đơn vị hỗ trợ, Quân đoàn XII của Trung tướng Neil Ritchie và Quân đoàn VII của Trung tướng Richard O'Connor sẽ di chuyển song song và bảo vệ hai bên sườn của Quân đoàn XXX.
Bốn ngày là một khoảng thời gian khá dài đối với lực lượng lính dù để giữ các vị trí mà không có sự hỗ trợ của vũ khí hạng nặng. Mặc dù vậy, trước khi Chiến dịch Market Garden được bắt đầu, Bộ chỉ huy cấp cao của Đồng Minh cho rằng sự kháng cự của quân Đức đã tan rã. Phần lớn Tập đoàn quân 15 của Đức trong khu vực được báo cáo là đang rút chạy khỏi các đợt tiến quân của quân Canada và được cho là không có bất kì đơn vị Panzergruppen nào. Họ cho rằng Quân đoàn XXX sẽ gặp phải kháng cự hạn chế trên Đường Cao tốc 69. Trong khi đó, quân phòng thủ Đức sẽ được dàn trải trên một khu vực dài hơn 100 kilômét (62 dặm) để cố gắng ngăn chặn các lực lượng lính dù, từ Tập đoàn quân số 2 ở phía nam đến Arnhem ở phía bắc.

## Sự chuẩn bị của quân Đức
Các đợt hành quân liên tục của quân đội Đức trong suốt tháng 7 và tháng 8 đã khiến tình báo Đồng Minh tin rằng quân Đức không đủ khả năng để bổ sung và hồi phục các đơn vị bị tan rã của họ. Trong hai tháng đó, quân Đức đã trải qua một chuỗi thất bại với tổn thất nặng nề. Từ ngày 6 tháng 6 tới ngày 14 tháng 8, họ đã mất 23.019 binh lính, 198,616 người mất tích hoặc bị bắt làm tù binh và 67.240 người bị thương. Nhiều đơn vị phòng thủ ban đầu ở Normandie đã bị kiệt quệ hoặc bị suy giảm nghiêm trọng đến cuối tháng 8. Khi rút lui về bên giới nước Đức, họ liên tục bị máy bay Đồng Minh tấn công và ném bom, gây nhiều thương vong và nhiều phương tiện bị phá hủy. Những nỗ lực để ngăn chặn bước tiến của Đồng Minh thường không có kết quả vì các cuộc phản công đều tổ chức một cách vội vã và đôi khi, dường như có quá ít đơn vị Đức có thể bám trụ ở bất cứ đâu. Đến đầu tháng 9, tình hình bắt đầu thay đổi. 65.000 binh lính của Tập đoàn quân 15 đã được triệt thoái khỏi khu vực với 225 khẩu pháo và 750 xe tải bằng một đội tàu chở hàng, xà lan và thuyền nhỏ các loại, và họ rút về Hà Lan.

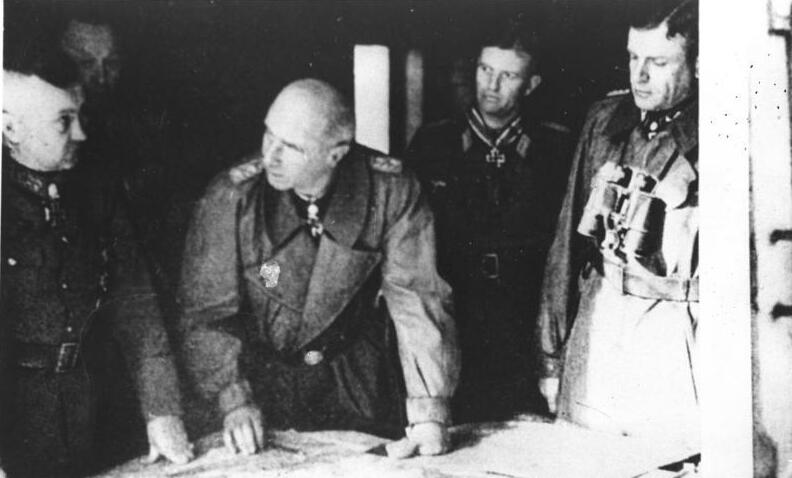
Trái qua phải: Thống chế Walter Model, Đại tướng Kurt Student, Trung tướng Wilhelm Bittrich, Thiếu tá Hans-Peter Knaust và Thiếu tướng Heinz Harmel đang bàn bạc kế hoạch tại Arnhem.

Adolf Hitler bắt đầu quan tâm tới sự tan rã rõ ràng của Cụm tập đoàn quân B, bao gồm các đơn vị Đức ở Miền Bắc nước Pháp, Bỉ và Hà Lan. Ngày 4 tháng 9, Hitler liên lạc với Thống chế Gerd von Rundstedt, người đã bị chính Hitler cách chức Tổng chỉ huy Mặt trận phía Tây ngày 2 tháng 7 và đang nghỉ hưu, và phục chức cho ông, thay thế Thống chế Walter Model, người mới nắm quyền chỉ huy 18 ngày trước đó và Walter được điều về chỉ huy Tập đoàn quân B. Rundstedt ngay lập tức bắt đầu lên kế hoạch tổ chức phòng thủ dựa trên thông tin mà tình báo của Đức thu được là đang có 60 sư đoàn Đồng Minh trên mặt trận phía Tây, mặc dù trên thực tế Eisenhower chỉ sở hữu 49 sư đoàn.
Model bắt đầu lên kế hoạch để ngăn chặn đà tiến của quân Đồng Minh. Sư đoàn Bộ binh 719, thuộc biên chế Quân đoàn LXXXVIII, được điều động về phía nam và đến Kênh đào Albert và Model yêu cầu quân tiếp viện từ Đức, nói rằng ông cần 25 sư đoàn bộ binh và 6 sư đoàn thiết giáp trấn giữ các vị trí; Model đồng thời đã hình dung ra một tuyến phòng thủ kéo dài từ Antwerp qua Maastricht đến Metz và từ đó đi theo tuyến của Kênh Albert đến Meuse và Phòng tuyến Siegfried. Trong khi đó, Đại tướng Kurt Student, chỉ huy lực lượng lính dù Đức, nhận được lệnh từ Alfred Jodl - Tham mưu trưởng Chiến dịch của Bộ Chỉ huy Tối cao Quân lực Đức, rằng ngay lập tức tiến quân từ Berlin về Hà Lan, để xây dựng tuyến phòng thủ gần Kênh đào Albert, và sẽ phải giữ bằng mọi giá. Phòng tuyến này sẽ do Tập đoàn quân Nhảy dù số 1, một đơn vị mới được thành lập, đảm nhiệm. Các đơn vị lính dù trước đó được dàn trải rải rác khắp nước Đức và Hà Lan và bao gồm các đơn vị mới được thành lập và các đơn vị chắp được thành lập bởi những người sống sót của đơn vị trước đó.
Ngày 4 tháng 9, Sư đoàn Bộ binh 719 bắt đầu tiến công dọc theo kênh đào Albert và nhanh chóng được gia nhập lực lượng dưới sự chỉ huy của Trung tướng Kurt Chill. Mặc dù Chill mới chỉ chính thức chỉ huy Sư đoàn Bộ binh 85, một đơn vị đã chịu thương vong nặng nề trong cuộc rút lui khỏi Normandie, ông đã đảm nhận quyền chỉ huy các đơn vị tàn dư của các Sư đoàn bộ binh 84 và 89 trên đường rút lui. Ban đầu, Chill được lệnh đưa sở đơn vị của mình đến Rhineland để nghỉ ngơi và tiếp viện, Chill bất chấp mệnh lệnh và di chuyển lực lượng của mình đến Kênh đào Albert, liên kết với Sư đoàn 719, và thiết lập phòng thủ tại các cây cầu bắc qua Kênh đào Albert, nơi các nhóm lính nhỏ và lẻ tẻ sẽ được tập trung lại thành các đơn vị chiến đấu cỡ lớn. Đến ngày 7 tháng 9, Sư đoàn Bộ binh 176, một sư đoàn tập hợp những người già và thanh niên với nhiều vấn đề sức khỏe khác nhau, đã điều động đến Phòng tuyến Siegfried, và các đơn vị của Tập đoàn quân Nhảy dù số 1 bắt đầu tiến vào phòng tuyến. Tính đến thời điểm này, lực lượng Đức bao gồm khoảng bảy trung đoàn nhảy dù, với tổng cộng hơn 20.000 lính dù cùng với các đơn vị pháo phòng không và 25 khẩu pháo tự hành và pháo chống tăng. Một vài đơn vị hải quân và SS cũng được đặt dưới sự chỉ huy của Tướng Student, và Hitler đã hứa với Model rằng 200 xe tăng Panther sẽ được chuyển thẳng tới chiến trường; ông đồng thời đã ra lệnh cho toàn bộ xe tăng Tiger, pháo tự hành Jagdpanther và pháo 88 mm hiện có ở Đức điều đồng tới các khu vực phía tây.

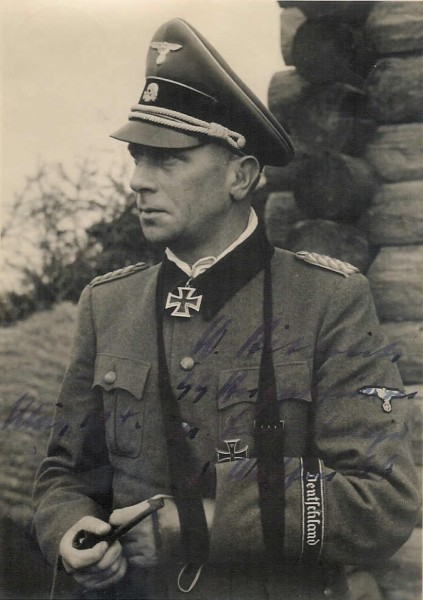
Trung tướng Wilhem Bittrich, tư lệnh Quân đoàn Panzer SS số 2.

Ngày 5 tháng 9, lực lượng của Model được củng cố bởi sự xuất hiện của Quân đoàn Panzer SS số 2, bao gồm Sư đoàn Panzer SS số 9 và 10, dưới sự chỉ huy của Trung tướng Wilhelm Bittrich. Quân đoàn đã suy giảm mạnh về quân số xuống còn khoảng 6.000–7.000 quân, tương đương với 20–30% sức mạnh ban đầu trong quá trình tác chiến liên tục kể từ cuối tháng 6, kể cả trong Trận Falaise; trong đó tổn thất về sĩ quan và hạ sĩ quan đặc biệt cao. Do vậy, Model ra lệnh cho hai sư đoàn này nghỉ ngơi và tái trang bị tại các khu vực "an toàn" phía sau phòng tuyến mới của quân Đức; những khu vực này tình cờ lại là Eindhoven và Arnhem. Do Sư đoàn Panzer SS số 10 sẽ được khôi phục toàn bộ sức mạnh để có thể cung cấp lực lượng dự bị thiết giáp nên Sư đoàn Panzer SS số 9 được lệnh chuyển giao tất cả các thiết bị hạng nặng của mình cho Sư đoàn 10, và Sư đoàn 9 được lệnh sẽ được rút về Đức để tái trang bị lại và bổ sung quân số. Vào thời điểm diễn ra Chiến dịch Market Garden, Sư đoàn Pazner SS số 10 có quân số xấp xỉ 3.000 người; một trung đoàn bộ binh thiết giáp, các tiểu đoàn trinh sát, hai tiểu đoàn pháo binh và một tiểu đoàn công binh, tất cả đều được cơ giới hoá một phần. Trong khoảng thời gian từ ngày 16 đến ngày 17 tháng 9, hai sư đoàn bộ binh từ Tập đoàn quân 15 đã tập hợp tại Brabant, dù được trang bị tốt nhưng bị hao hụt quân số, nên được đưa vào làm dự bị. Gần Eindhoven và Arnhem, nhiều đơn vị mới được thành lập nhờ ghép các đơn vị tàn dư lại. Vài đơn vị SS, bao gồm một tiểu đoàn huấn luyện hạ sĩ quan và một tiểu đoàn bộ binh cơ giới dự bị, đang đựoc chuẩn bị để tham chiến và các đơn vị của Không quân và Hải quân Đức Quốc Xã đang được tập hợp lại thành các Fliegerhorst (phi trường dã chiến) và Schiffsstammabteilung (căn cứ hải quân). Ngoài ra còn một số tiểu đoàn huấn luyện đang được trang bị, một số tiểu đoàn từ Sư đoàn Panzer Hermann Göring và các đơn vị pháo binh, phòng không và cảnh sát dã chiến khác nhau nằm rải rác khắp miền bắc Hà Lan.

## Tình báo

### Tình báo Đồng Minh
Một số báo cáo về việc chuyển quân của Đức đã được chuyển đến Bộ chỉ huy cấp cao của Đồng minh, bao gồm các thông tin chi tiết về danh tính và vị trí của các đội hình thiết giáp Đức. Bộ phận Giải mã Chính phủ và Trường Cypher (tiền thân của Tổng hành dinh Thông tin-Liên lạc Chính phủ Anh - GCHQ bây giờ) tại Bletchley Park, nơi theo dõi và giải mã các tín hiệu vô tuyến của Đức, đã tạo ra các báo cáo tình báo có tên mã là Ultra. Các báo cáo này sẽ được gửi đến các chỉ huy cấp cao của Đồng Minh, nhưng chỉ gửi đến các cấp chỉ huy cấp Tập đoàn quân và không chuyến cho các cấp nhỏ hơn. Ngày 16 tháng 9, các báo cáo của Ultra chỉ ra việc di chuyển của Sư đoàn Panzer SS số 9 và 10 tới Nijmegen và Arnhem, khiến Eisenhower lo ngại và đã cử tham mưu trưởng của mình, Trung tướng Walter Bedell Smith, tới gặp Montgomery và nêu vấn đề với ông ấy vào ngày 10 tháng 9. Tuy nhiên, Montgomery bác bỏ những lo ngại của Smith và từ chối thay đổi kế hoạch cho cuộc đổ bộ của Sư đoàn Không vận số 1 tại Arnhem. Ngoài ra, còn có những thông tin bổ sung về vị trí của các sư đoàn Panzer Đức tại Arnhem thông các các không ảnh trinh sát được chụp từ một máy bay Spitfire XI từ Phi đội 16 của Không quân Hoàng Gia Anh, cũng như các thông tin từ Quân Kháng chiến Hà Lan. Lo sợ rằng Sư đoàn Không vận số 1 sẽ gặp phải những vấn đề nghiêm trọng nếu đổ bộ vào Arnhem, sĩ quan tình báo của sư đoàn, Thiếu tá Brian Urquhart, đã sắp xếp một cuộc gặp với Browning và thông báo cho ông ta về các đơn vị thiết giáp Đức có mặt tại Arnhem. Browning bác bỏ những thông tin trên và ra lệnh cho bộ phận Y tế của sư đoàn cho Urquhart đi nghỉ ốm với lý do "căng thẳng thần kinh và kiệt sức".

### Tình báo Đức Quốc Xã
Thống chế Rundstedt và Model đều nghi ngờ rằng một cuộc tấn công lớn của quân Đồng minh sắp xảy ra, vì họ đã nhận được nhiều báo cáo tình báo về một 'luồng tiếp viện liên tục" cho các lực lượng cánh phải của Tập đoàn quân số 2 của Anh. Sĩ quan tình báo cấp cao của Tập đoàn quân B tin rằng Tập đoàn quân số 2 của Anh sẽ mở một cuộc tấn công theo hướng Nijmegen, Arnhem và Wesel với mục tiêu chính là tiếp cận khu công nghiệp dọc Sông Ruhr. Ông tin chắc rằng lính dù sẽ được sử dụng trong cuộc tấn công này nhưng không chắc họ sẽ được triển khai ở đâu, nghi ngờ là các khu vực dọc theo Phòng tuyến Siegfried ở phía bắc Aachen hoặc thậm chí có thể gần Saar. Tập đoàn quân số 2 sẽ tập hợp các đơn vị của mình tại các Kênh Maas-Scheldt và Albert. Cánh phải của Tập đoàn quân sẽ là lực lượng tấn công, bao gồm chủ yếu là các đơn vị thiết giáp, lực lượng này sẽ buộc vượt qua Maas và cố gắng đột phá đến khu vực công nghiệp Ruhr gần Roermond. Cánh trái sẽ bao phủ sườn phía bắc của Tập đoàn quân bằng cách tiến lên Waal, gần Nijmegen, và cô lập Tập đoàn quân 15 của Đức đóng trên bờ biển Hà Lan.

## Lực lượng hai bên

### Quân đội Đồng Minh

#### Tập đoàn quân Không vận Đồng Minh số 1
Chỉ huy trưởng: Trung tướng Lewis H. Brereton, Không lực Lục quân Hoa Kỳ

##### Quân đoàn Không vận số 1 Anh
Chỉ huy trưởng: Trung tướng Frederick Browning; đồng thời là Phó chỉ huy trưởng Tập đoàn quân Không vận Đồng Minh số 1
- Sư đoàn Không vận số 1 - Thiếu tướng Roy Urquhart
  - Lữ đoàn Nhảy dù số 1 - Chuẩn tướng Gerald Lathbury
  - Lữ đoàn Nhảy dù số 4 - Chuẩn tướng John W. Hackett
  - Lữ đoàn Đổ bộ Hàng không số 1 - Chuẩn tướng Philip Hugh Whitby Hicks
- Lữ đoàn Nhảy dù Độc lập số 1 Ba Lan - Chuẩn tướng Stanisław Sosabowski
- Sư đoàn Bộ binh 52 (Lowland) - Thiếu tướng E. Hakewill-Smith
  - Lữ đoàn Bộ binh 155 - Chuẩn tướng J. F. S. Mac Laren
  - Lữ đoàn Bộ binh 156 - Chuẩn tướng C. N. Barclay
  - Lữ đoàn Bộ binh 157 - Chuẩn tướng J. D. Russel

##### Quân đoàn Không vận XVIII
Chỉ huy trưởng: Thiếu tướng Matthew B. Ridgway
(Sư đoàn Không vận 82 được chuyển biên chế vào Quân đoàn Không vận số 1 Anh vào ngày 17 tháng 9 năm 1944, và Sư đoàn Không vận 101 được điều về Quân đoàn Không vận số 1 Anh vào ngày 21 tháng 9 năm 1944).
- Sư đoàn Không vận 82 - Chuẩn tướng James M. Gavin
  - Trung đoàn Bộ binh Nhảy dù 504 - Đại tá Reuben H. Tucker
  - Trung đoàn Bộ binh Nhảy dù 505 - Đại tá William E. Eckman
  - Trung đoàn Bộ binh Nhảy dù 508 - Đại tá Roy E. Lindquist
  - Trung đoàn Bộ binh Tàu lượn 325 - Đại tá Harry Lewis
- Sư đoàn Không vận 101 - Thiếu tướng Maxwell D. Taylor
  - Trung đoàn Bộ binh Nhảy dù 501 - Đại tá Howard R. Johnson
  - Trung đoàn Bộ binh Nhảy dù 502 - Đại tá John H. Michaelis
  - Trung đoàn Bộ binh Nhảy dù 506 - Đại tá Robert F. Sink
  - Trung đoàn Bộ binh Tàu lượn 327 - Đại tá Joseph H. Harper

#### Cụm tập đoàn quân 21
Chỉ huy trưởng: Thống chế Bernard L. Montgomery

##### Tập đoàn quân số 2
Chỉ huy trưởng: Trung tướng Miles Dempsey
- Quân đoàn XXX - Trung tướng Brian Horrocks (Lực lượng xung kích chính)
  -  Sư đoàn Thiết giáp Cận vệ - Thiếu tướng Allan H. S. Adair
    - Lữ đoàn Thiết giáp Cận vệ số 5 - Chuẩn tướng N. W. Gwatkin
    - Lữ đoàn Cận vệ 32 - Chuẩn tướng G. F. Johnson
    - Tiểu đoàn 2 (Trinh sát Thiết giáp), Trung đoàn Cận vệ Xứ Wales - Trung tá J. C. Windsor-Lewis

  -  Sư đoàn Bộ binh 43 (Wessex) - Thiếu tướng G. I. Thomas
    - Lữ đoàn Bộ binh 129 - Chuẩn tướng G. H. L. Luce
    - Lữ đoàn Bộ binh 130 - Chuẩn tướng B. A. Coad
    - Lữ đoàn Bộ binh 214 - Chuẩn tướng H. Essame

  -  Sư đoàn Bộ binh 50 (Northumbrian) - Thiếu tướng Lewis O. Lyne
    - Lữ đoàn Bộ binh 69 - Chuẩn tướng F. Y. C. Cox
    - Lữ đoàn Bộ binh 151 - Chuẩn tướng D. S. Gordon
    - Lữ đoàn Bộ binh 231 - Chuẩn tướng Alexander B. G. Stanier

  -  Lữ đoàn Thiết giáp số 8 - Thiếu tướng George E. Prior-Palmer
    - Trung đoàn Cận vệ Kỵ binh Hoàng Gia 4/7
    - Trung đoàn Kỵ binh Hussar Hoàng Gia 13/18
    - Tiểu đoàn 12, Trung đoàn Súng trường Hoàng Gia (KRRC)

  - Lữ đoàn Bộ binh Cơ giới 'Công chúa Irene' Hà Lan - Đại tá A. C. De Ruyter Van Stevenick
  -  Lữ đoàn Độc lập Bỉ - Trung tá Jean-Baptiste Piron
- Quân đoàn XII - Trung tướng Neil Ritchie (Bảo vệ sườn trái của Quân đoàn XXX)
  -  Sư đoàn Bộ binh 53 (Welsh) - Thiếu tướng R. K. Ross
    - Lữ đoàn Bộ binh 71 - Chuẩn tướng V. Bromfield
    - Lữ đoàn Bộ binh 158 - Chuẩn tướng S. O. Jones
    - Lữ đoàn Bộ binh 160 - Chuẩn tướng C.F.C. Coleman

  - Sư đoàn Bộ binh 15 (Scottish) - Thiếu tướng C. M. Barber
    - Lữ đoàn Bộ binh 44 - Chuẩn tướng J. C. Cockburn
    - Lữ đoàn Bộ binh 46 - Chuẩn tướng R. M. Villiers
    - Lữ đoàn Bộ binh 227 - Chuẩn tướng E. C. Colville

  -  Sư đoàn Thiết giáp số 7 - Thiếu tướng Gerald Lloyd-Verney
    - Lữ đoàn Thiết giáp 22 - Chuẩn tướng H. T. B. Cracroft
    - Lữ đoàn Bộ binh 131 - Chuẩn tướng E. C. Pepper
    - Trung đoàn Kỵ binh Hussar (King's Royal Irish) số 8 - Chuẩn tướng John van der Byl
- Quân đoàn VII - Trung tướng Richard O'Connor (Bảo vệ sườn phải của Quân đoàn XXX)
  -  Sư đoàn Bộ binh số 3 - Thiếu tướng Lashmer Whistler
    - Lữ đoàn Bộ binh số 8 - Chuẩn tướng E. E. Cass
    - Lữ đoàn Bộ binh số 9 - Chuẩn tướng G. D. Browne
    - Lữ đoàn Bộ binh 185 - Chuẩn tướng E. L. Bols

  -  Sư đoàn Thiết giáp 11 - Thiếu tướng Philip Roberts
    - Lữ đoàn Thiết giáp 29 - Chuẩn tướng C. B. C. Harvey
    - Lữ đoàn Bộ binh 159 - Chuẩn tướng J. B. Chucher
    - Trung đoàn Kỵ binh Hussar (The King's Royal) 15/19

  -  Lữ đoàn Thiết giáp số 4 - Chuẩn tướng R. M. P. Carver

#### Không quân Đồng Minh
- Bộ Tư lệnh Hành quân Vận tải Quân IX - Thiếu tướng Paul L. Williams
  -  Không đoàn Vận tải Quân 50
  -  Không đoàn Vận tải Quân 52
  -  Không đoàn Vận tải quân 53
- Liên đoàn 38, Không quân Hoàng Gia - Thiếu tướng Lesley N. Hollinghurst
- Liên đoàn 46, Không quân Hoàng Gia - Chuẩn tướng Lawrence Darvall

### Quân đội Đức Quốc Xã

#### Cụm tập đoàn quân B
Chỉ huy trưởng: Thống chế Walther Model

##### Tập đoàn quân Nhảy dù số 1
Chỉ huy trưởng: Đại tướng Kurt Student
- Quân đoàn Panzer SS số 2 - Trung tướng Wilhelm Bittrich
  -  Sư đoàn Panzer SS số 9 "Hohenstaufen" - Đại tá Walter Harzer
  -  Sư đoàn Panzer SS số 10 "Frundsberg" - Thiếu tướng Heinz Harmel
  - Tiểu đoàn Panzergrenadier SS (độc lập) 16 - Thiếu tá Sepp Krafft
- Quân đoàn LXXXVI - Trung tướng Hans von Obstfelder
  - Trung đoàn Nhảy dù số 6 - Trung tá Friedrich August Freiherr von der Heydte
  - Sư đoàn Bộ binh 176 - Thiếu tướng Christian-Johannes Landau
  - Lữ đoàn Panzer 107 - Thiếu tá Berndt-Joachim Freiherr von Maltzahn

##### Kampfgruppe von Tettau
Chỉ huy trưởng: Trung tướng Hans von Tettau
(Kampfgruppe von Tettau được thành lập vào ngày 17 tháng 9 để đối phó với cuộc đổ bộ của lính dù Đồng Minh tại khu vực Arnhem, nằm dưới sự chỉ huy của Bộ Chỉ huy Quân đội Đức Quốc Xã tại Hà Lan).
- Trường Hạ sĩ quan Arnhem (gồm ba tiểu đoàn)
- Trường Huấn luyện Quân cảnh SS
- Tiểu đoàn Huấn luyện và Bổ sung SS số 4
- Tiểu đoàn Cảnh giới SS số 3
- Tiểu đoàn Biên phòng Hải quân 10 (thuộc Hải quân Đức Quốc Xã)
- Tiểu đoàn Biên phòng Hải quân 6/14 (thuộc Hải quân Đức Quốc Xã)
- Tiểu đoàn Fliegerhorst số 2 (thuộc Không quân Đức Quốc Xã)
- Tiểu đoàn Fliegerhorst số 3 (thuộc Không quân Đức Quốc Xã)
- Trung đoàn Pháo binh 184
- Trung đoàn Quân cảnh 42
- Tiểu đoàn SS Eberwein (tiếp viện ngày 19 tháng 9)
- Kampfgruppe Knoche (tiếp viện ngày 19 tháng 9, gồm ba tiểu đoàn bộ binh và hai tiểu đoàn Flak của Không quân Đức Quốc Xã)
- Trung đoàn Huấn luyện Hermann Göering (tiếp viện ngày 19 tháng 9, gồm 1.800 binh sĩ, một tiểu đoàn thiết giáp và một tiểu đoàn Flak 20 mm đóng ở Phi trường Deelen).

##### Tập đoàn quân 15
Chỉ huy trưởng: Đại tướng Gustav von Zangen
- Quân đoàn LXVII - Trung tướng Otto Sponheimer (không tham chiến trực tiếp)
  - Sư đoàn Bộ binh 346 - Trung tướng Erich Diestel
  -  Sư đoàn Bộ binh 711 - Thiếu tướng Josef Reichert
  -  Sư đoàn Bộ binh 719 - Trung tướng Karl Sievers
- Quân đoàn LXXXVIII - Trung tướng Hans-Wolfgang Reinhard
  -  Sư đoàn Bộ binh 59 - Trung tướng Walter Poppe
  - Sư đoàn Bộ binh 245 - Chuẩn tướng Gerhard Kegler
  -  Sư đoàn Bộ binh 712 - Trung tướng Friedrich-Wilhelm Neumann
  - Kampfgruppe Chill - Trung tướng Kurt Chill

(Kampfgruppe Chill được thành lập và bổ sung từ ngày 4 tới ngày 9 tháng 9 năm 1944, là tập hợp của các đơn vị được điều động từ Sư đoàn Bộ binh 84, 85, 89 và 719; bao gồm ba tiểu đoàn bộ binh, một tiểu đoàn pháo chống tăng và một tiểu đoàn pháo binh).
- Quân đoàn SS XII - Trung tướng Kurt von Gottberg
  - Sư đoàn Bộ binh 180 - Thiếu tướng Bernhard Klosterkemper
  - Sư đoàn Bộ binh 190 - Trung tướng Ernst Hammer
  -  Sư đoàn Volksgrenadier 363 - Trung tướng Augustus Dettling

## Diễn biến

### Ngày 1: Chủ nhật, 17 tháng 9 năm 1944

#### Lính dù Mỹ đổ bộ

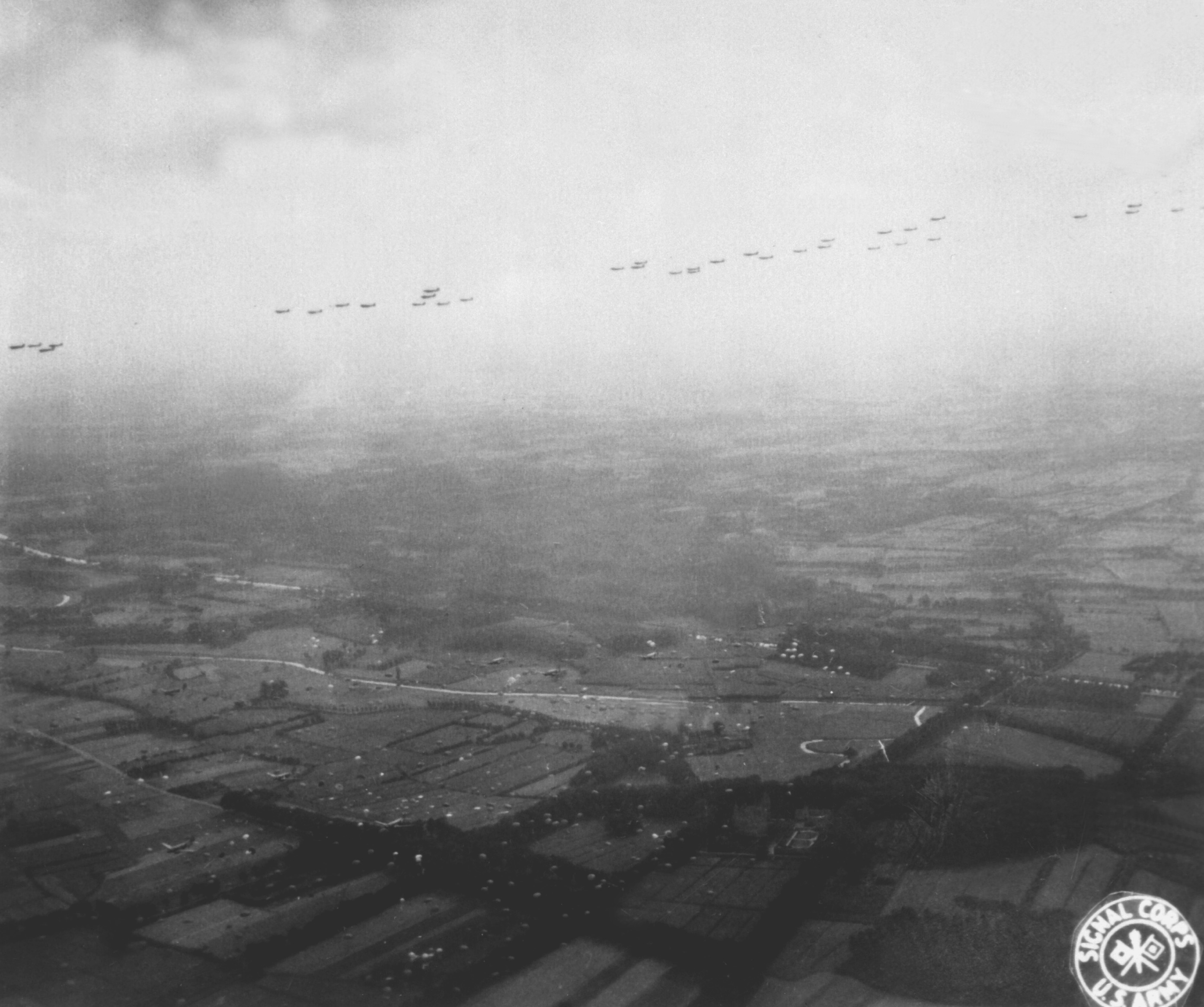
Các đội bay C-47 Dakota đang chở lính dù Đồng Minh vào Hà Lan trong Chiến dịch Market Garden, 17 tháng 9 năm 1944.

Chiến dịch Market Garden mở màn bằng những thành công cho quân Đồng Minh. Trong đợt thả quân đầu tiên, phần lớn lính dù đều được thả chính xác tại các bãi thả quân mà không gặp nhiều thương vong nghiêm trọng. Đối với Sư đoàn Không vận 82, 89% quân số của sư đoàn được thả trong phạm vi một kilômét của bãi thả quân và 84% số tàu lượn hạ cánh trong phạm vi một kilômét của các bãi đáp; một kết quả trái ngược hoàn toàn với các chiến dịch đổ bộ đêm trước đó của họ khi nhiều đơn vị bị thả rải rác hơn 19 kilômét. Thiệt hại do hỏa lực phòng không và máy bay tiêm kích đánh chặn của Đức là nhỏ, và hỏa lực phòng không của Đức được đánh giá là "mật độ dày nhưng thiếu sự chính xác".
Ở khu vực phía nam, Sư đoàn Không vận 101 chỉ gặp sự kháng cự lẻ tẻ và nhanh chóng chiếm thành công bốn trên năm cây cầu theo nhiệm vụ đề ra. Sau khi bị cầm chân bởi bốn khẩu pháo 88 mm và một ụ súng máy, Trung đoàn Bộ binh Nhảy dù 506 của Đại tá Robert F. Sink nhanh chóng tiến về cầu Son, nhưng cây cầu bất ngờ bị phá sập trước khi lính dù Mỹ kịp tiếp cận cầu. Vào cuối ngày, Sư đoàn Bộ binh 59 của Đức tổ chức phản công vào vị trí của Sư đoàn Không vận 101, nhưng đều bị đánh bật ra. Lính dù Mỹ sau đó tiến về Eindhoven dọc theo khu vực phía nam Son với sự hỗ trợ của Trung đoàn Xe tăng Hoàng Gia 44.

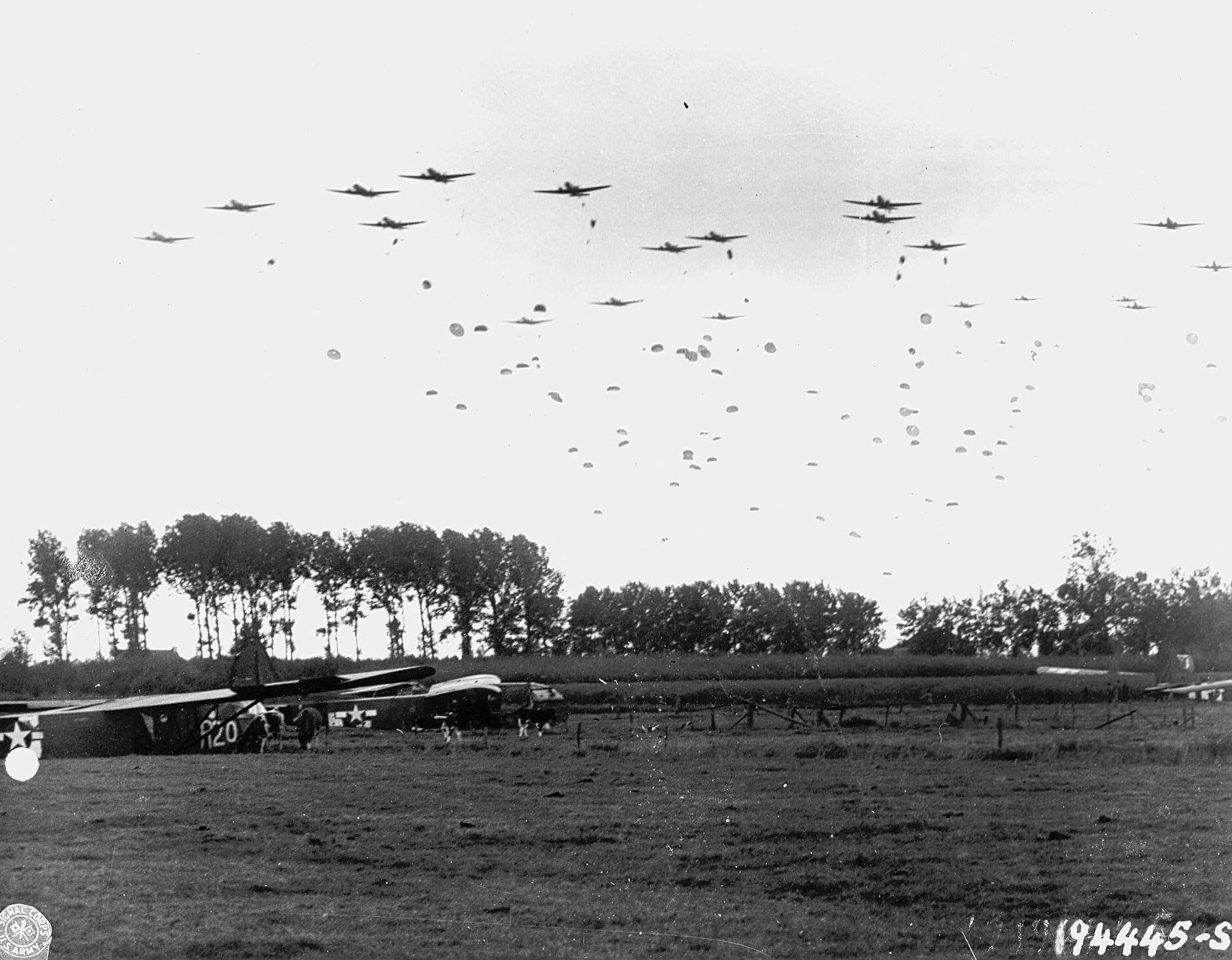
Lính dù thuộc Sư đoàn Không vận 82 đang nhảy dù ở khu vực gần Grave, Hà Lan, trong Chiến dịch Market Garden, 17 tháng 9 năm 1944.

Ở phía bắc, lính dù thuộc Sư đoàn Không vận 82 được thả xuống gần Grave để chiếm một cây cầu ở đó. Họ cũng chiếm thành công một cây cầu quan trọng bắc qua Kênh Maas-Waal, cầu Heumen. Chuẩn tướng Gavin sau đó cho tập trung quân của mình để chiếm Cao nguyên Groesbeek thay vì chiếm được mục tiêu chính của họ, cầu Nijmegen. Việc đánh chiếm Cao nguyên Groesbeek sẽ thiết lập được một vị trí chốt chặn trên cao để ngăn chặn cuộc tấn công của quân Đức vào Reichswald gần đó và ngăn chặn các hoa tiêu pháo binh Đức lập chốt quan sát ở đây. Tướng Browning cũng đồng tình với quyết định chiếm Cao nguyên Groesbeek trước của Gavin. Gavin muốn chiếm Grave và cầu Kênh Maas-Waal trước cầu Nijmegen, và một khi các mục tiêu trước đó được bảo đảm an toàn, Gavin sẽ cho quân đánh chiếm cầu Nijmegen. Theo hồ sơ của Sư đoàn Không vận 82, trước khi chiến dịch bắt đầu, trong buổi họp ngày 15 tháng 9, Gavin đã nói với Trung tá Roy E. Lindquist - chỉ huy Trung đoàn Bộ binh Nhảy dù 508, rằng phải đưa một tiểu đoàn (Tiểu đoàn 1) đến chiếm cầu Nijmegen ngay sau khi đổ bộ vì Gavin vẫn còn đủ quân để thực hiện nhiệm vụ đánh chiếm các mục tiêu khác.
Ngoài ra, Trung đoàn Bộ binh Nhảy dù 508 còn được giao nhiệm vụ chiếm một đoạn đường dài 600 mét dẫn đến cầu Nijmegen nếu có thể, nhưng sự nhầm lẫn trong vấn đề liên lạc đã khiến nhiệm vụ này bị trì trệ đến gần cuối ngày. Trung đoàn 508 bắt đầu nhiệm vụ đổ bộ lúc 13:28 với quân số 1.922 lính dù. Cuộc đổ bộ thuận lợi và hoàn hảo tới mức hơn 90% quân số sư đoàn đã tập trung đầy đủ lúc 15:00. Dù Tướng Gavin đã lệnh cho Trung đoàn 508 của Trung tá Lindquist "di chuyển và không dừng lại" tới cầu Nijmegen, Sư đoàn 508 vẫn giữ nguyên vị trí khi Gavin liên lạc tới họ lúc 18:00 để hỏi xem họ đã đến chỗ cây cầu chưa.
Trung đoàn 508 cũng gặp phải vấn đề tương tự với lính dù Anh ở Arnhem là họ bị thả tại các vị trí quá xa so với mục tiêu của họ, nhưng nếu Trung đoàn 508 tiến công nhanh chóng về cầu Nijmegen ngay sau khi tập hợp quân số đầy đủ, họ sẽ chỉ phải đối mặt với khoảng 18 lính Đức đang làm nhiệm vụ bảo vệ cầu. Vào thời điểm họ tổ chức đợt tấn công đầu tiên lúc 22:00, các binh lính thuộc Tiểu đoàn Trinh sát SS số 10 đã tiếp viện cây cầu, nâng quân số Đức bảo vệ cầu lên gần 400 người. Cuộc tấn công thất bại và cây cầu vẫn nằm trong sự kiểm soát của quân Đức.

#### Lính dù Anh đổ bộ

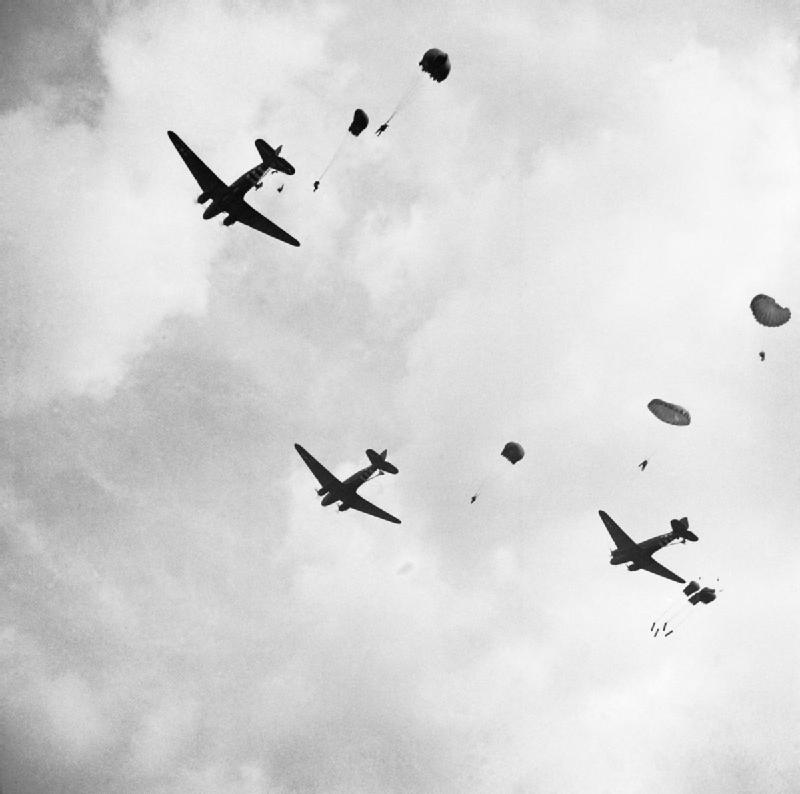
Lính dù Anh thuộc Sư đoàn Không vận số 1 đang nhảy dù xuống Oosterbeek, gần Arnhem, trong ngày đầu tiên của Chiến dịch Market Garden, 17 tháng 9 năm 1944.

Lữ đoàn Nhảy dù số 1 và Lữ đoàn Đổ bộ Hàng không số 1, thuộc Sư đoàn Không vận số 1 của Thiếu tướng Roy Urquhart bắt đầu đổ bộ lúc 13:30. Dù họ không gặp nhiều trở ngại khi đổ bộ, nhưng các vấn đề liên quan tới việc lên kế hoạch bắt đầu hiện diện rõ ràng. Chỉ có khoảng 50% quân số của sư đoàn được thả trong đợt xuất kích đầu tiên và chỉ có một nửa trong số đó có thể tiếp cận được cây cầu ở Arnhem. Các đơn vị còn lại phải thiết lập các vị trí phòng thủ xung quanh bãi thả quân qua đêm để chờ đợt thả quân thứ hai vào ngày hôm sau. Do các nguyên nhân trên, họ phải thực hiện các nhiệm vụ đề ra với quân số ít hơn một nửa quân số của một lữ đoàn. Trong khi lính dù cố gắng tiến về phía đông đến Arnhem, một đội trinh sát, theo kế hoạch, sẽ chạy xe Jeep về chỗ cây cầu và tổ chức giữ cầu tới khi các lữ đoàn đến nơi. Đơn vị khởi hành muộn hơn so với lịch trình và sau khi đi được một đoạn ngắn, họ bị chặn lại bởi các chốt phòng thủ của lính Đức và không thể tiến về cây cầu.
Việc thả quân quá xa mục tiêu này đã dẫn đến hậu quả nghiêm trọng. Năm giờ sau khi cuộc đổ bộ của lính Anh bắt đầu, một tiểu đoàn trinh sát của Sư đoàn Panzer SS số 9 đã vượt cầu Arnhem an toàn và tiến về Nijmegen và cây cầu bắc qua Sông Waal.
Hai trong số ba tiểu đoàn của Lữ đoàn Nhảy dù số 1 đã bị chặn lại bởi các đơn vị thuộc một tiểu đoàn huấn luyện của Đức, vốn đã thiết lập các điểm phòng thủ bao quanh các con đường dẫn vào Arnhem. Tiểu đoàn 2 của Trung tá John Frost, khi tiến quân về hướng đông dọc theo một con đường ở phía nam Arnhem, đã phát hiện ra con đường này đã bị quân Đức bỏ trống hoàn toàn. Họ nhanh chóng tiến vào cây cầu vào buổi tối và thiết lập vị trí phòng thủ ở đầu cầu phía bắc. Sở chỉ huy của Lữ đoàn 1, dẫn đầu bởi Thiếu tá Tony Hibbert, cũng tiến vào cùng đơn vị của John Frost.

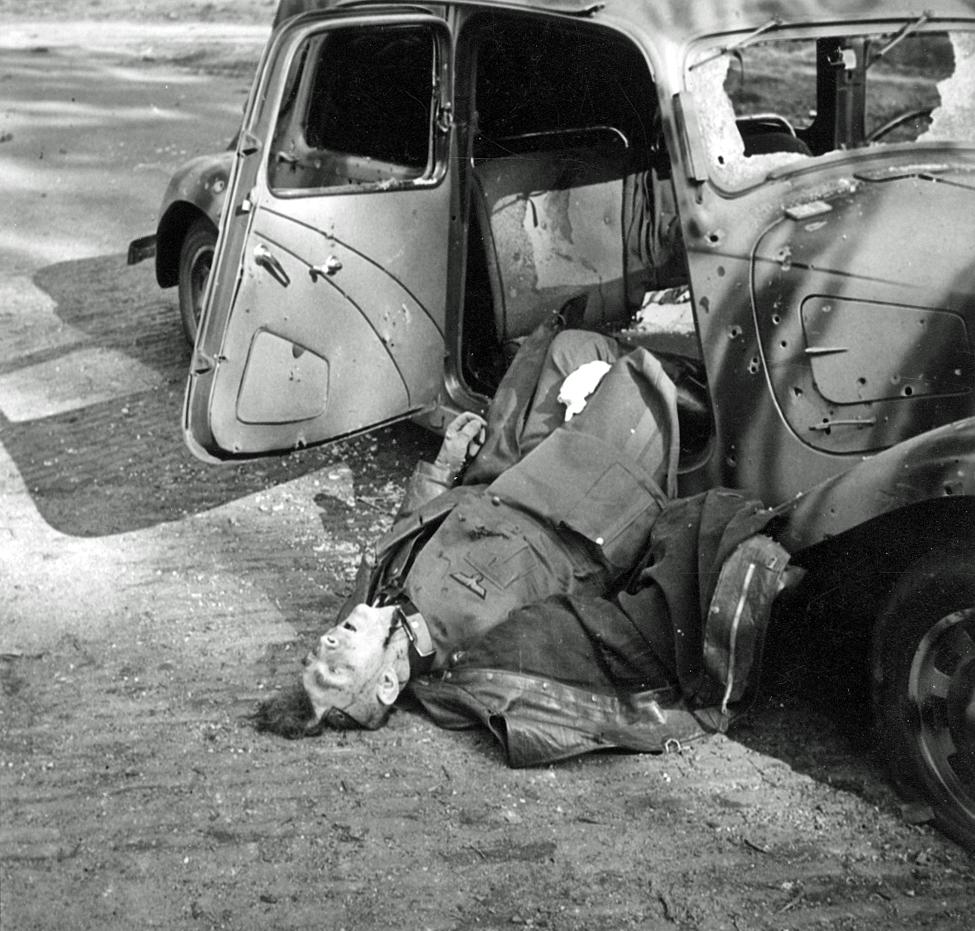
Thi thể của Thiếu tướng Friedrich Kussin bên chiếc xe của ông sau khi bị lính dù Anh phục kích gần Arnhem ngày 17 tháng 9 năm 1944.

Hai nỗ lực chiếm cầu Arnhem và tiến quân về đầu phía nam đều thất bại Tiểu đoàn 3 mới chỉ thiết lập được vị trí trên một nửa của quãng đường dẫn đến cầu khi họ tạm dừng trong đêm, bên sườn của họ bị tấn công và cần thời gian để bắt kịp. Tiểu đoàn 1 bị chia cắt, phải tiến công vòng qua sườn của quân Đức suốt đêm. Gần tối, Trung đội 5 của Đại úy James A. S. Cleminson, thuộc Đại đội B, Tiểu đoàn 3 đã phục kích một chiếc xe hơi ngụy trang tiến từ Krafft về vị trí họ. Cuộc phục kích đã khiến Thiếu tướng Friedrich Kussin, chỉ huy quân đồn trú Đức tại Arnhem, cùng với phụ tá và tài xế xe thiệt mạng.

#### Vấn đề liên lạc
Người Anh dự đoán rằng sẽ xảy ra một vài trường hợp mất liên lạc giữa các đơn vị ở cầu và sở chỉ huy sư đoàn, do các vị trí thả quân của họ cách nhau khoảng 13 kilômét và loại radio liên lạc chính của họ - Radio không dây Kiểu 22, có tầm phát hiệu quả là 5 kilômét. Khi chiến dịch bắt đầu diễn ra, toàn bộ radio của các đơn vị lính dù Anh đều không hoat động ở bất kỳ phạm vi nào; một số còn gặp vấn đề khi nhận tín hiệu phát từ vị trí cách đó chỉ vài trăm mét và một số không nhận được tín hiệu gì. Họ phát hiện ra rằng sau khi đổ bộ, các máy radio đã được thay đổi tần số phát, hai trong số đó trùng với tần số của đài phát thanh Anh và Đức. Trong khi liên lạc giữa các đơn vị của Sư đoàn Không vận số 1 rất kém, sự liên lạc trong việc hợp đồng tác chiến và tổ chức phòng thủ giữa các đơn vị Đức lại rất hiệu quả. Nghiên cứu của John Greenacre chỉ ra rằng các lỗi liên lạc vô tuyến tương tự đã từng xuất hiện trong các chiến dịch trước đó của Sư đoàn Không vận số 1, và họ đã được cảnh báo trước về vấn đề này và được cung cấp thêm hệ thống dây liên lạc. Loại radio tốt hơn, WS19HP được vận hành bởi Lữ đoàn Đổ bộ Hàng không số 1 trong ngày 18 tháng 9.
Để có thể liên lạc yêu cầu hỗ trợ trên không, lính dù Anh giờ phải nhờ vào hai đơn vị đặc biệt của Mỹ được thả cùng Sư đoàn Không vận số 1. Các đơn vị này được gọi là "Veep", dùng để chỉ các đơn vị xe Jeep được lắp đặt hệ thống radio VHF SCR-193. Nhưng họ nhanh chóng nhận ra rằng hai tần số mặc định của SCR-193 không thể giúp họ liên lạc được với các máy bay ở trên không, và SCR-193 cũng không thể chỉnh được về tần số thấp hơn. Bất chấp những nỗ lực điều chỉnh lại tần số, một bộ SCR-193 đã bị phá hủy bởi hỏa lực súng cối của Đức và bộ còn lại buộc phải bị bỏ đi trong ngày thứ hai, cắt đứt hoàn toàn cầu nối duy nhất giữa đơn vị mặt đất với các máy bay tiêm kích, ném bom của Không quân Hoàng Gia. Các phi công được lệnh không được tự ý tấn công, vì không có cách nào để nhận biết được bạn và thù từ trên không, cùng với thời tiết xấu, đã dẫn đến việc mất đi phần lớn sự hỗ trợ trên không. Sau chiến tranh, có người cho rằng, có thể Quân đoàn Thông tin-Liên lạc Hoàng Gia Anh không biết hoặc không thông báo trước tới các đơn vị thông tin của sư đoàn khi vấn đề này được phát hiện vào tháng 11 năm 1943. Urquhart sau đó cho sử dụng các cột tín hiệu cao 4 mét (13 ft) nhưng chúng vô dụng do tính chất vật lý của quá trình truyền sóng vô tuyến. Việc thiết lập sai tần số cũng là phần nhỏ của vấn đề này do các đơn vị vận hành không nắm rõ được các yếu tố khoa học trong liên lạc vô tuyến.

#### Quân đoàn XXX tiến công

Pháo 25-pdr của Tiểu đoàn 430, Trung đoàn Dã chiến 55, đang bắn hỗ trợ cho cuộc tiến công của Trung đoàn Cận vệ Người Ailen tại Kênh đào Maas-Schelde, 17 tháng 9 năm 1944.

Sáng ngày 17 tháng 9, Trung tướng Horrocks nhận được thông tin xác nhận rằng chiến dịch sẽ được bắt đầu trong ngày hôm đó. Lúc 12:30, Horrocks nhận được tin rằng đợt lính dù đầu tiên đã khởi hành từ các căn cứ ở Anh và chiến dịch dự định sẽ bắt đầu lúc 14:35. Lúc 14:15, 300 khẩu pháo của Quân đoàn XXX bắt đầu bắn càn quét vào trước điểm xuất phát của quân đoàn, dài 1.6 kilômét và rộng 8 kilômét. Cuộc bắn phá được hỗ trợ bởi các máy bay Hawker Typhoon của Không quân Hoàng Gia mang tên lửa và tấn công vào các vị trí của quân Đức dọc con đường tới Valkenswaard.

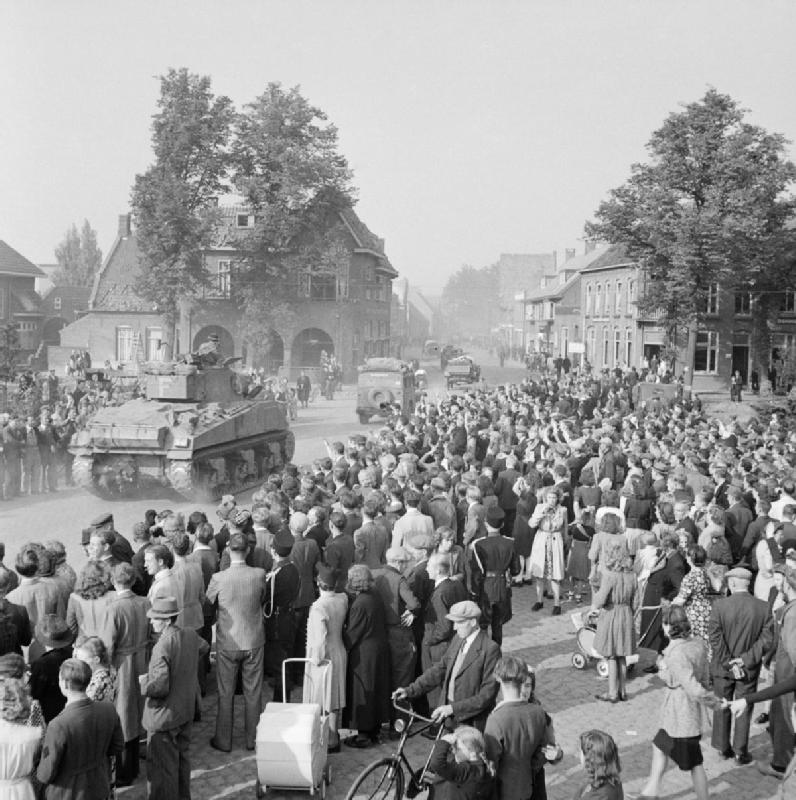
Quân đoàn XXX đang tiến công qua Valkenswaard.

Cuộc tiến công được dẫn đầu bởi các xe tăng và lính bộ binh của Trung đoàn Cận vệ Người Ailen (Irish Guards) và bắt đầu ngay sau khi Trung úy Keith Heathcote, trưởng xe của xe tăng dẫn đầu đoàn, ra lệnh cho xe di chuyển. Các đơn vị dẫn đầu của Trung đoàn Cận vệ Người Ailen đã đột phá qua đầu cầu của Quân đoàn XXX trên Kênh Maas-Schelde và tiến vào Hà Lan vào lúc 15:00. Sau khi vượt qua biên giới, xe tăng của họ bị phục kích bởi bộ binh và pháo chống tăng Đức ở cả hai bên đường chính. Pháo binh được gọi bắn và các máy bay Hawker Typhoon làm nhiệm vụ hỗ trợ xuất hiện. Xe tăng Anh nhanh chóng tiêu diệt các ổ đề kháng của hai tiểu đoàn lính dù Đức và hai tiểu đoàn của Sư đoàn Panzer SS số 9, và dọn dẹp các mục tiêu hai bên đường. Các tù binh Đức sau khi được thẩm vấn, một số tự nguyện hợp tác, một số bị đe dọa, đã chỉ ra các vị trí còn lại của quân Đức. Cuộc giao tranh nhanh chóng kết thúc và xe tăng Anh tiếp tục tiến công. Vào cuối ngày, thị trấn Valkenswaard được Trung đoàn Cận vệ Người Ailen giải phóng.
Horrocks kì vọng rằng Trung đoàn Cận vệ Người Ailen sẽ tiến công được 21 kilômét về Eindhoven trong vòng hai-ba giờ, tuy nhiên, họ chỉ tiến được 11 kilômét. Chiến dịch nhanh chóng bị chậm lại so với kế hoạch. Tại Valkenswaard, công binh Anh được điều động để xây dựng Cầu phao Bailey dài 58 m qua một con sông nhỏ, và được hoàn thành sau 12 giờ.

#### Phản ứng của quân Đức
Thống chế Walter Model đang dùng bữa tại Khách sạn Tafelberg ở Oosterbeek, một ngôi làng ở phía tây Arnhem, thì lính dù Anh bắt đầu đổ bộ vào khu vực đồng quê ở phía tây Oosterbeek. Ông nhanh chóng cho rằng cuộc tấn công đang nhắm vào mình và sau khi sơ tán sở chỉ huy của mình, ông bắt đầu tổ chức phòng thủ. Bittrich nhanh chóng cử một đại đội trinh sát của Sư đoàn Panzer SS số 9 đến Nijmegen để tăng cường phòng thủ cây cầu. Đến nửa đêm, Model đã nắm được tình hình một cách rõ ràng và đã tổ chức bảo vệ Arnhem. Trong thời gian diễn ra chiến dịch, quân Đức (có thể) đã thu hồi được một bản sao về kế hoạch của Chiến dịch Market Garden từ thi thể của một sĩ quan Mỹ trong xác của một tàu lượn bị lạc đội hình, người đáng lẽ không nên mang nó vào chiến trường.

### Ngày 2: Thứ hai, 18 tháng 9
Do nước Anh bị bao phủ trong sương mù vào sáng ngày 18 tháng 9, đợt xuất kích thứ hai đã bị hoãn lại trong vòng ba giờ và những đám mây thấp, dày bắt đầu hình thành trên phần phía nam của khu vực chiến đấu, lan rộng trong ngày, cản trở các hoạt động cung cấp và hỗ trợ trên không của Không quân Đồng Minh.

#### Khu vực Sư đoàn Không vận số 1

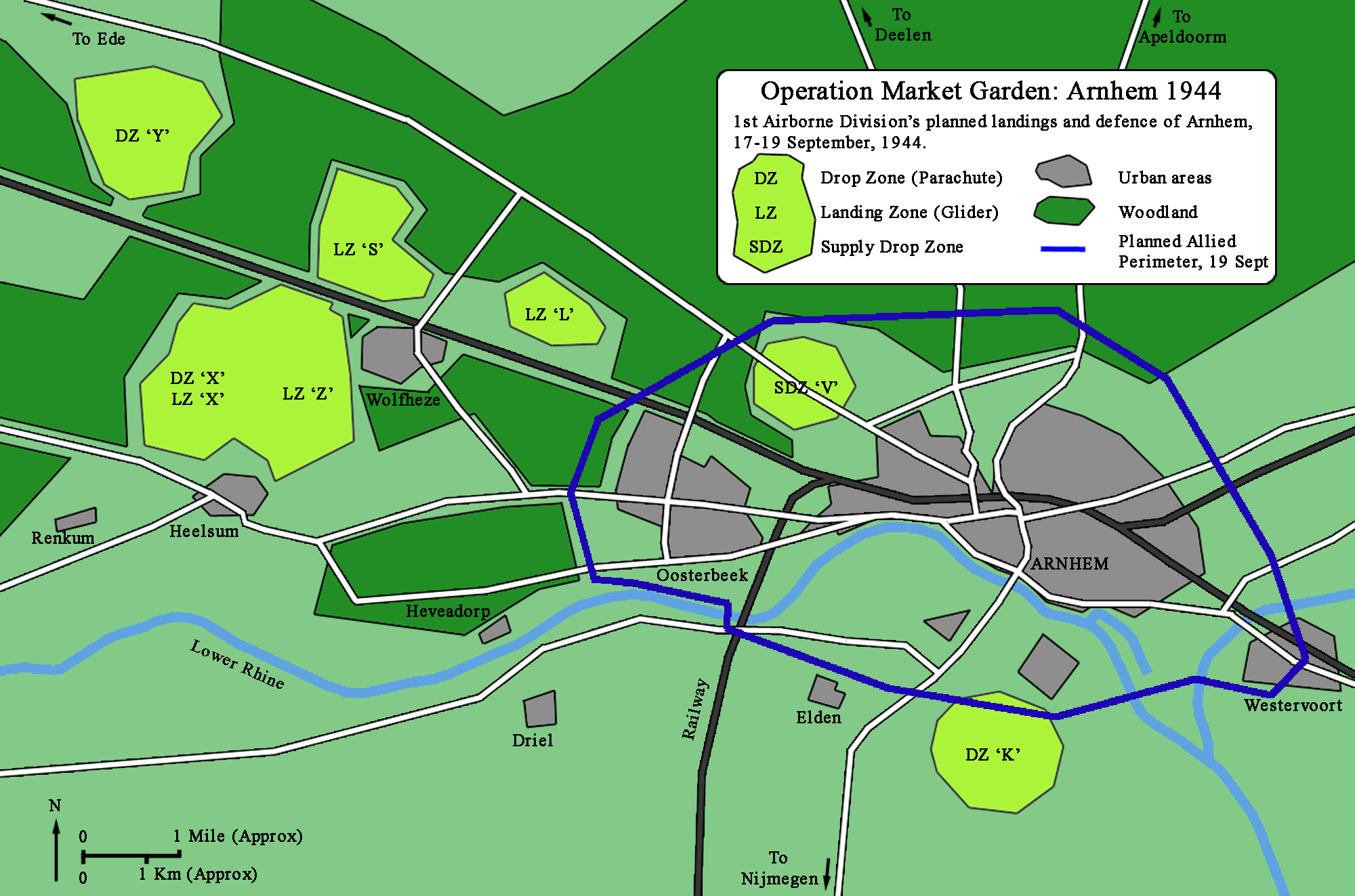
Bản đồ ghi lại vị trí các bãi đổ quân của lính dù, tàu lượn, tiếp tế và mục tiêu của Sư đoàn Không vận số 1 tại Arnhem.

Tiểu đoàn 1 và 3 của Lữ đoàn Nhảy dù số 1 tiếp tục tiến công vào cây cầu Arnhem vào những giờ đầu tiên của ngày và đạt được nhiều thành công, nhưng họ thường xuyên bị chặn lại bởi các cuộc giao tranh nổ ra vào buổi sáng. Các đơn vị bị dàn trải dài và hỗn loạn, và nhiều lúc các đơn vị phía sau phải dừng tiến quân để đánh trả các đợt tấn công của quân Đức mà các đơn vị tiên phong không hề hay biết. Trong khi đó, quân Đức đã cô lập và bao vây nhiều đơn vị của hai tiểu đoàn, và tổ chức nhiều đợt càn quét vào các đơn vị nhỏ đó. Thiếu tướng Roy Urquhart - Chỉ huy trưởng sư đoàn, đã bị chia cắt cùng với hai sĩ quan khác (Chuẩn tướng Gerald Lathbury và Đại úy Jimmy Cleminson) khi đang cố đi thăm dò tình hình của Tiểu đoàn 3, Lữ đoàn Nhảy dù số 1 do hệ thống radio giữa các đơn vị hoàn toàn không thể sử dụng được. Ba người sau đó phải nấp trong một căn nhà của một gia đình người Hà Lan khi phát hiện ra các toán tuần tra của quân Đức. Do sự vắng mặt của các sĩ quan chỉ huy cấp cao, Trung tá Charles Mackenzie, Tham mưu trưởng sư đoàn, đã tạm thời chỉ huy sư đoàn.

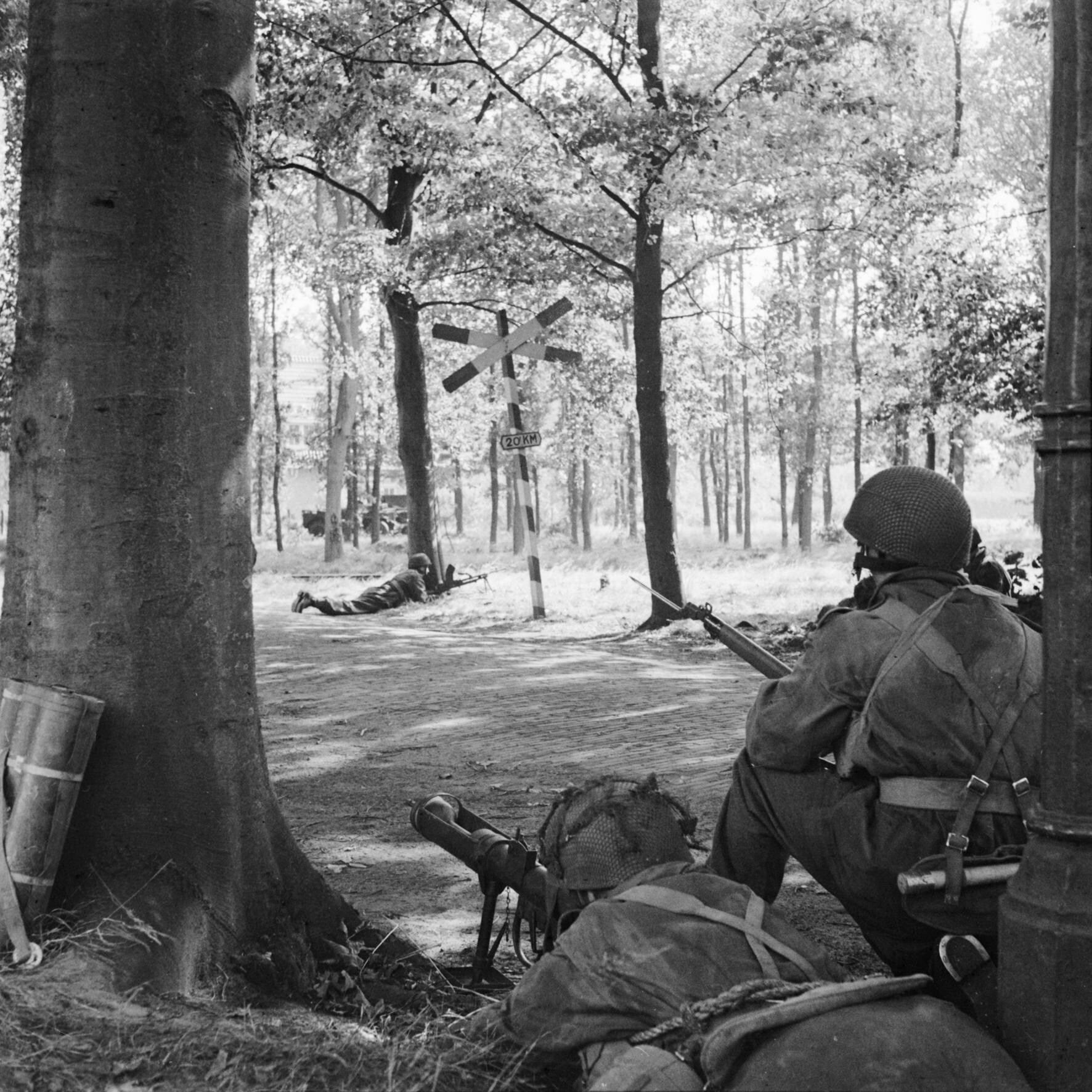
Lính dù thuộc Lữ đoàn Đổ bộ Hàng không số 1 đang chiến đấu ở ngoại ô Arnhem, 18 tháng 9 năm 1944.

Trong sáng ngày 18, Tiểu đoàn Trinh sát SS số 9, vốn được điều về phía nam để tiếp viện cho Nijmegen, đã quay trở lại Arnhem sau khi nhận ra sự hiện diện của họ ở Nijmegen là không còn cần thiết. Dù được thông báo rõ về sự có mặt của quân Anh tại đầu cầu Arnhem, họ vẫn cố gắng tấn công và vượt qua tuyến phòng thủ của lính dù Anh. Tiểu đoàn Trinh sát SS số 9 chịu tổn thất nặng nề sau hơn hai giờ chiến đấu, 12 xe trong tổng số 22 xe thiết giáp bị phá hủy và chỉ huy đơn vị - Đại úy Viktor Gräbner, tử trận.
Đến cuối ngày, Tiểu đoàn 1 và 3 tiến vào Arnhem, cách cây cầu khoảng hai kilômét với quân số khoảng 200 người, chiếm ⅙ tổng quân số của hai tiểu đoàn. Phần lớn các sĩ quan và hạ sĩ quan của hai tiểu đoàn đều đã tử trận, bị thương hoặc bị bắt làm tù binh. Đợt đổ quân thứ hai, sau khi bị trì hoãn ba giờ bởi sương mù, đã nhảy dù xuống khu vực. Dù vấp phải sự bắn trả của lính Đức, toàn bộ đơn vị Lữ đoàn Nhảy dù số 4 của Chuẩn tướng John Winthrop Hackett (bao gồm ba tiểu đoàn 10, 11 và 156), cùng với Đại đội C và D của Tiểu đoàn 2, Trung đoàn Nam Staffordshire, đã tập hợp đủ quân số.

#### Khu vực Sư đoàn Không vận 82
Sư đoàn Không vận 82 tiếp tục giữ vững các vị trí xung quanh Grave và Cao nguyên Groesbeek. Quân Đức liên tục tổ chức nhiều đợt phản công nhằm đẩy lính dù Mỹ về phía đông Nijmegen nhưng thất bại. Trung đoàn Bộ binh Nhảy dù 505 đã đứng vững trước các cuộc tấn công của quân Đức ở Horst, Grafwegen và Riethorst. Vào buổi sáng, quân Đức đã chiếm thành công một trong những bãi thả quân của sư đoàn, nơi dự kiến sẽ có đợt đổ quân thứ hai vào lúc 13:00. Trung đoàn Bộ binh Nhảy dù 508 được lệnh tấn công lúc 13:10 và tái chiếm bãi đáp thành công lúc 14:00, bắt sống 149 tù binh Đức và thu giữ 16 khẩu pháo phòng không. Do bị trì hoãn bởi thời tiết ở Anh, cuộc đổ quân thứ hai đến nơi lúc 15:30, đưa thêm TIểu đoàn Pháo Dã chiến Tàu lượn 319 và 320, Tiểu đoàn Pháo Dã chiến Nhảy dù 456 và các đơn vị quân y vào mặt trận. Lúc 15:50, 135 máy bay B-24 xuất hiện và thả tiếp tế ở độ cao thấp.

#### Khu vực Sư đoàn Không vận 101
Do cây cầu ở Son đã bị đánh sập, Sư đoàn Không vận 101 đã tổ chức đánh chiếm một cây cầu tương tự cách Son vài kilômét ở Best nhưng không thành công. Các đơn vị khác tiếp tục di chuyển về phía nam và cuối cùng đến đầu phía bắc của Eindhoven. Lúc 06:00, Trung đoàn Cận vệ Người Ailen tiếp tục tiến công và vấp phải sự kháng cự quyết liệt của xe tăng và bộ binh Đức. Vào giữa trưa, các đơn vị của Sư đoàn 101 đã hội quân thành công với các nhóm trinh sát của Quân đoàn XXX. Lúc 16:00, Quân đoàn XXX nhận được thông báo rằng cây cầu ở Son đã bị phá hủy và cần gấp một cây cầu phao Bailey để thay thế. Đến tối, Trung đoàn Cận vệ Người Ailen đã thiết lập vị trí tại Eindhoven. Tuy nhiên, các đoàn xe dài nhanh chóng tạo ra tình trạng kẹt và tắc trên những con đường chật chội của thị trấn, và họ sau đó phải hứng chịu các không kích của máy bay Đức trong đêm. Các đơn vị công binh của Quân đoàn XXX, với sự giúp đỡ của lính dù Mỹ và tù binh Đức, đã hoàn thành cây cầu Bailey Loại 40 trong vòng mười giờ, bắc qua Kênh Wilhelmina để thay thế cho cây cầu Son. Trong ngày, Quân đoàn VIII và XII của Anh, với nhiệm vụ hỗ trợ mũi xung kích chính, đã xây dựng các đầu cầu phía bắc qua Kênh Meuse-Escaut trong khi vấp phải sự kháng cự gay gắt của quân Đức; Sư đoàn Bộ binh 50 (Northumbrian) sau đó được chuyển từ Quân đoàn XXX sang Quân đoàn VIII để giúp Quân đoàn XXX không phải đợi họ đánh chiếm các khu vực phía trước. Trong suốt ngày 18, quân Đức liên tục tổ chức các đợt phản công vào Quân đoàn XXX và các đầu cầu mới được thành lập tại Kênh Meuse-Escaut, nhưng tất cả đều thất bại.

### Ngày 3: Thứ ba, 19 tháng 9

#### Arnhem

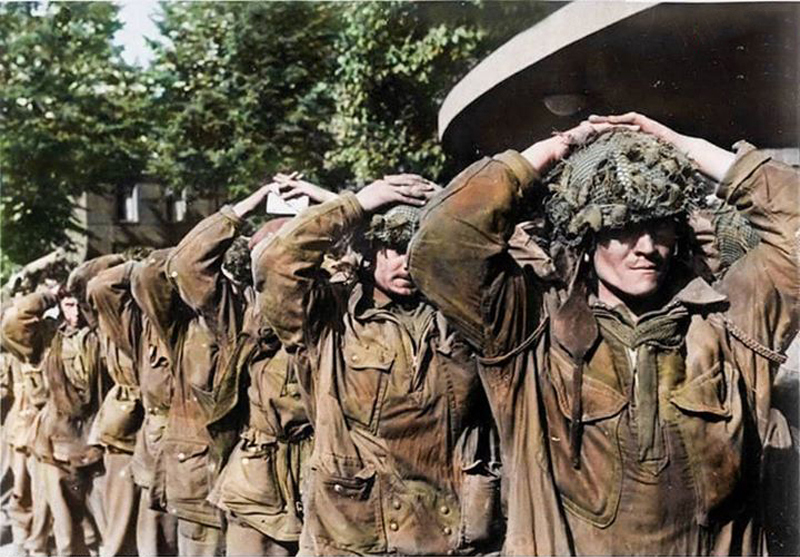
Lính dù Anh bị bắt làm tù binh sau trận chiến vào sáng 19 tháng 9.

Lúc 04:30, Lữ đoàn Nhảy dù số 1 tổ chức tấn công về cầu Arnhem, với Tiểu đoàn 1 làm lực lượng xung kích, Tiểu đoàn 3 cùng Đại đội C và D của Tiểu đoàn 2, Trung đoàn Nam Staffordshire làm nhiệm vụ hỗ trợ Tiểu đoàn 1 ở cánh trái và được theo sau bởi Tiểu đoàn 11. Ngay khi trời sáng, Tiểu đoàn 1 bị phát hiện và bị chững lại bởi hỏa lực từ quân phòng thủ Đức. Bị mắc kẹt tại bãi đất trống và bị pháo kích từ ba phía, Tiểu đoàn 1 tản ra và Tiểu đoàn 3 rút lui. Hai đại đội của Tiểu đoàn 2, Trung đoàn Nam Staffordshire bị bao vây và chia cắt, chỉ có 150 người quay trở lại phòng tuyến thành công vào giữa trưa. Tiểu đoàn 11 sau đó bị áp đảo tại các vị trí lộ thiên trong khi đang cố gắng đánh chiếm các khu đất cao ở phía bắc. Không thể đột phá, 500 người còn lại của các tiểu đoàn này đã rút lui về phía tây theo hướng của lực lượng chính, cách Oosterbeek năm kilômét.

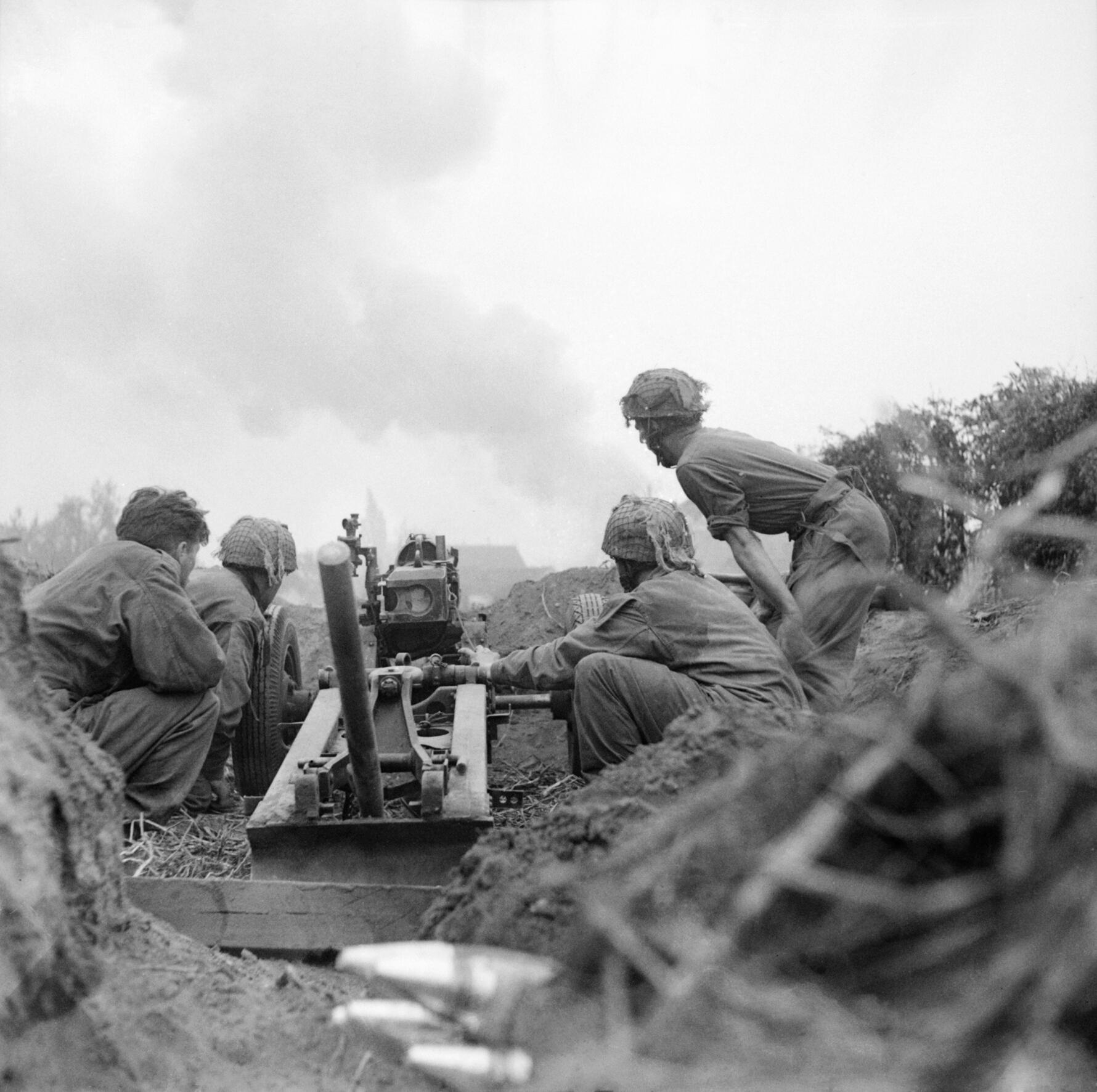
Lựu pháo 75mm của Đại đội D, Tiểu đoàn 2, Trung đoàn Độ bộ Hàng không Hạng nhẹ số 1, thuộc Sư đoàn Không vận số 1 tại ngoại ô Oosterbeek, 20 tháng 9 năm 1944.

Tiểu đoàn 2 của Trung tá John Frost và các đơn vị trực thuộc (khoảng 600 người) vẫn tiếp tục kiểm soát đoạn đường tiếp cận phía bắc đến cầu Arnhem. Họ liên tiếp bị xe tăng và pháo binh Đức của Thiếu tá Brinkmann và Hans-Peter Knaust tấn công và bắn phá. Quân Đức nhận ra họ không thể tổ chức các cuộc tấn công bằng bộ binh do kết quả của những đợt tấn công đẫm máu hôm trước, nên họ đã dùng xe tăng, pháo cối và pháo hạng nặng bắn phá từng ngôi nhà một cách lần lượt để bộ binh Đức có thể dần tiến lên. Mặc dù bị áp đảo về mọi mặt, lính dù Anh vẫn kiên cường bám trụ tại phần lớn các vị trí của họ và tuyến phòng thủ vẫn chưa bị chọc thủng.

#### Oosterbeek
Ở phía bắc Oosterbeek, Lữ đoàn Nhảy dù số 4 của Sư đoàn Không vận số 1 cố gắng chọc thủng phòng tuyến của quân Đức, nhưng những vấn đề về liên lạc giữa lính dù Anh với Tướng Frederick Browning và quân Mỹ, và sự kháng cự mạnh mẽ đối phương, đã khiến cuộc tấn công thất bại nặng nề. Phần lớn các đơn vị của Sư đoàn Không vận số 1 đều bị phân tán quá rộng và bị quân Đức bao vây, chia cắt từ mọi phía, nên đã mất khả năng tổ chức tấn công. Không thế giúp Trung tá Frost cùng Tiểu đoàn 2 ở Arnhem, các đơn vị còn lại cố gắng rút vào một chốt phòng thủ ở Oosterbeek và giữ một đầu cầu ở bờ bắc sông Rhine. Lợi dụng sự sơ hở của lính Đức trong trận đánh, Tướng Urquhart và Đại úy Cleminson (trước đó Chuẩn tướng Gerald Lathbury bị trúng đạn vào chân trái và gãy vài sương sườn, và được một cặp vợ chồng già người Hà Lan giúp đưa vào bệnh viện) đã trốn thoát thành công và quay về Sở chỉ huy sư đoàn tại Khách sạn Hartenstein ở Oosterbeek.
Lúc 16:00, cuộc rút lui của Lữ đoàn Nhảy dù số 4 được hỗ trợ bởi một đơn vị thuộc Lữ đoàn Nhảy dù Độc lập số 1 Ba Lan và các đơn vị pháo chống tăng, được chuyên chở bằng 35 tàu lượn và đổ bộ tại một bãi đáp đang bị quân Đức kiểm soát. Trong khi kế hoạch đổ bộ của các đơn vị còn lại của Lữ đoàn Nhảy dù Độc lập số 1 Ba Lan đã bị hoãn lại do sương mù dày, chỉ huy lữ đoàn - Chuẩn tướng Sosabowski đã nhảy dù cùng vài đơn vị của lữ đoàn vào Driel.

#### Nijmegen

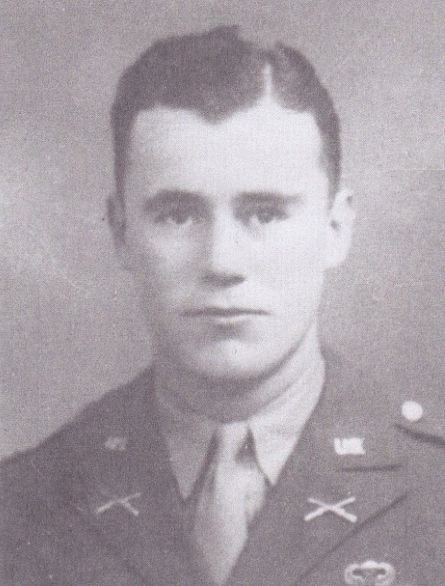
Thiếu tá Julian A. Cook, người dẫn đầu Tiểu đoàn 3 vượt Sông Waal.

Lúc 08:20, Trung đoàn Bộ binh Nhảy dù 504 đã hội quân được với Trung đoàn Cận vệ Grenadier của Quân đoàn XXX đang tiến về phía bắc Grave. Quân đoàn XXX còn cách Arnhem 13 kilômét và chỉ còn sáu giờ để theo kịp kế hoạch. Quyền chỉ huy toàn bộ đơn vị ở Nijmegen được giao cho Quân đoàn XXX, và mục tiêu của họ chiếm giữ cây cầu Nijmegen với lực lượng gồm hai đại đội từ Sư đoàn Thiết giáp Cận Vệ và Tiểu đoàn 2, Trung đoàn Bộ binh Nhảy dù 505. Lực lượng tấn công đã tiến được một quãng trước khi dừng lại tại vị trí cách cây cầu khoảng 400 m do sự kháng cự của quân Đức, và cuộc chiến kéo dài tới giữa đêm. Một kế hoạch về việc tấn công đánh chiếm đầu cây cầu tiếp tục được vạch ra, lần này Tiểu đoàn 3 của Thiếu tá Julian Cook, thuộc Trung đoàn Bộ binh Nhảy dù 504 sẽ dùng thuyền vượt Sông Waal (rộng khoảng hai kilômét) và sau đó chiếm đầu cầu phía bắc, và các đơn vị khác sẽ tấn công vào đầu phía nam. Họ yêu cầu được cung cấp thuyền để vượt sông vào cuối buổi chiều, tuy nhiên số thuyền đó đã không kịp đến nơi.

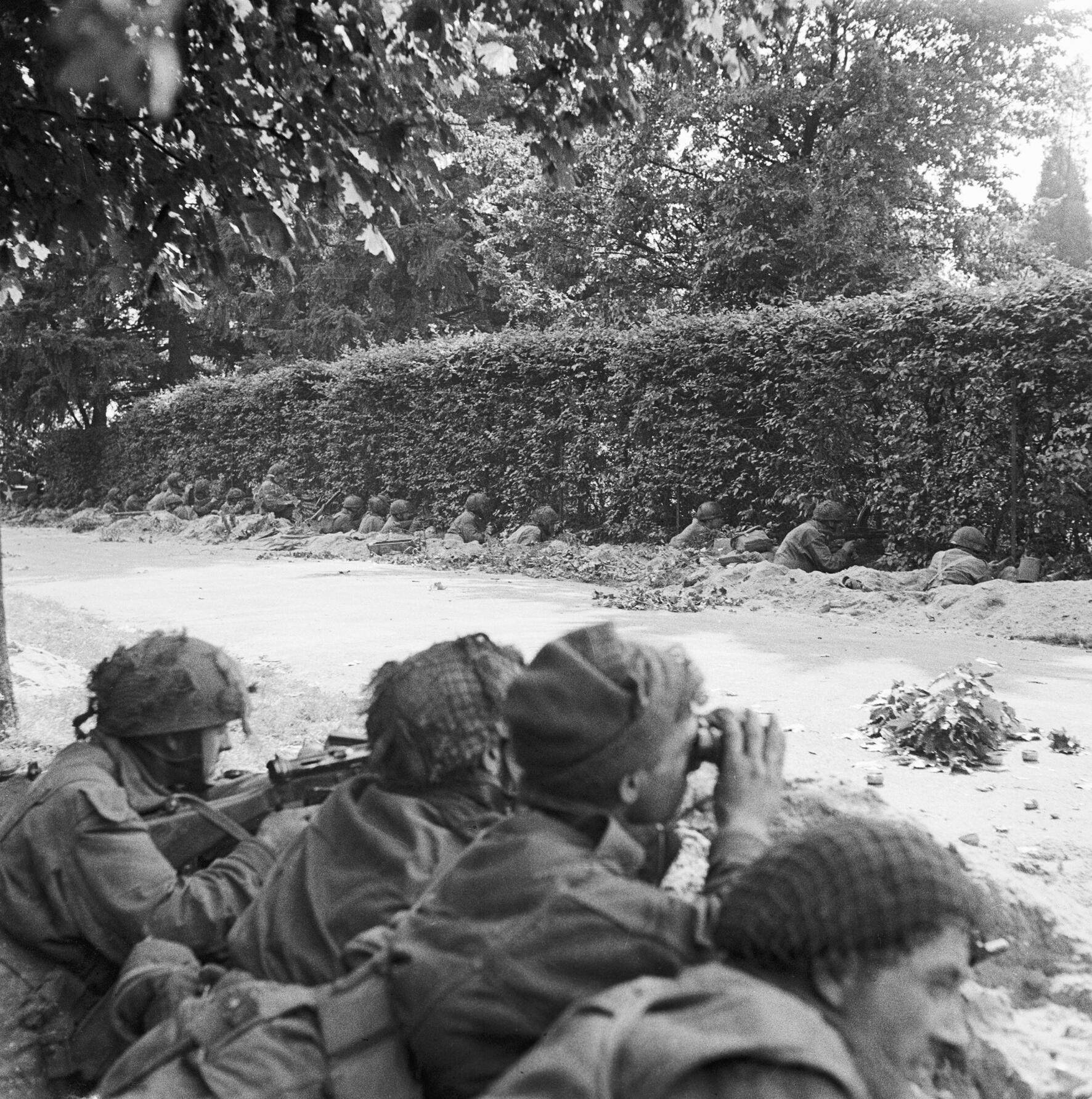
Lính dù Anh thuộc Trung đội 15 và 16, Đại đội C, Tiểu đoàn 1, Trung đoàn Border đang đóng quân dọc Van Lennepweg, Oosterbeek, để đón chờ một cuộc phản công của quân Đức, 21 tháng 9 năm 1944.

Một nhiệm vụ tiếp tế được thực hiện bởi 35 máy bay C-47 (trong tổng số 60 chiếc theo kế hoạch) đã thất bại; các kiện hàng tiếp tế được thả ở độ cao quá cao và nhiều kiện hàng bị mất không thể thu hồi. Thời tiết xấu ở Eo biển Manche đã làm trì hoãn lịch xuất kích của các đội tàu lượn làm nhiệm vụ đưa Trung đoàn Bộ binh Tàu lượn 325 vào Hà Lan, và làm chậm lịch tiếp viện của Sư đoàn Không vận 82.

#### Wijchen
Lúc 09:50, Trung đoàn Bộ binh Nhảy dù 504 tiến công về Wijchen để tấn công cầu Edithbridge từ phía nam. Họ chiếm được cây cầu sau một cuộc giao tranh và tiếp tục tiến về phía nam Wijchen để chiếm một cây cầu giao thông ở đó. Một cuộc giao tranh nữa nổ ra và lính dù Mỹ chiếm được cầu thành công.

#### Eindhoven–Veghel

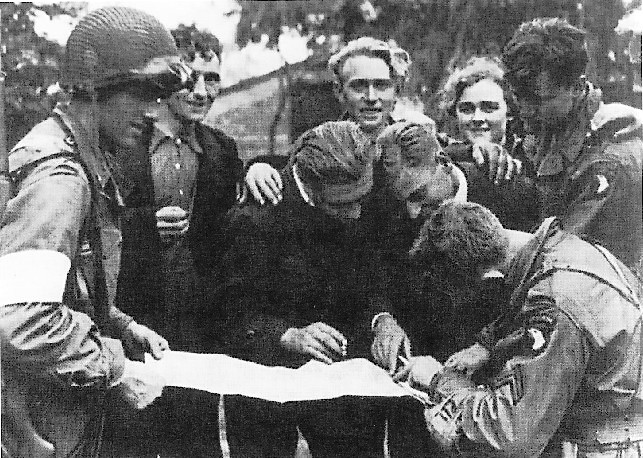
Lính dù thuộc Sư đoàn Không vận 101 đang dò hỏi thông tin từ Quân Kháng chiến Hà Lan.

Ở phía nam, các đơn vị của Sư đoàn Không vận 101 được cử đi chiếm Best vào ngày hôm qua, đã bị đẩy lùi bởi các đợt phản công của Đức trong buổi sáng. Xe tăng Anh đã kịp đến trong ngày và giúp lính dù đẩy lùi quân Đức vào cuối buổi chiều. Sau đó, một lực lượng nhỏ gồm xe tăng Panther đã được điều đến Son và pháo kích vào cầu Bailey, nhưng phải rút lui sau khi bị hỏa lực pháo chống tăng của người Anh bắn trả. Vào đêm ngày 20 tháng 9, 78 máy bay ném bom Đức cất cánh tấn công Eindhoven. Quân Đồng minh không có các đơn vị súng phòng không đóng trong thành phố, điều này đã cho phép quân Đức thả "một chùm pháo sáng vàng rõ ràng" ("a clear golden cluster of parachute flares") giữa màn đêm và oanh tạc Eindhoven mà không bị tổn thất một máy bay nào. Eindhoven bị đánh phá nặng nề với hơn 200 ngôi nhà bị phá hủy, gần 9.000 ngôi nhà bị hư hại, thương vong của dân thường lên tới hơn 1.000 người, trong đó có 227 người chết. Một đoàn xe chở đạn và nhiên liệu cũng bị đánh bom trúng. Thiếu tướng Matthew Ridgway, chỉ huy Quân đoàn Không vận XVIII (cựu chỉ huy Sư đoàn Không vận 82), người có mặt tại Eindhoven trong đêm hôm đó, đã viết lại: "Lửa cháy lớn ở khắp mọi nơi, xe tải đạn thì phát nổ, xe chở nhiên liệu thì bốc cháy, và các mảnh vụn từ các toà nhà đổ nát đã làm nghẽn các con phố". Các đơn vị của Sư đoàn Không vận 101, do đang đóng xung quanh ngoại ô thành phố nên đã không gặp thiệt hại về người. Trung đoàn Bộ binh Nhảy dù 506 sau đó đã được điều động vào thị trấn để hỗ trợ giải cứu, sơ tán người dân. Theo nhà sử học Rick Atkinson, đây là "cuộc không kích lớn, tầm xa, duy nhất của máy bay ném bom Đức trong mùa thu năm 1944".

### Ngày 4: Thứ tư, 20 tháng 9

#### Arnhem
Tiểu đoàn 2 của Trung tá Frost tiếp tục giữ vững đầu cầu và may mắn thiết lập được liên lạc thông qua hệ thống điện thoại công cộng với Sở chỉ huy Sư đoàn vào khoảng giữa trưa, và nhận được thông tin rằng không còn hi vọng nào để có thể giải cứu cho họ và đà tiến quân của Quân đoàn XXX đã bị chặn đứng lại ở phía nam, ngay trước cầu Nijmegen. Đến chiều, các vị trí của quân Anh quanh đầu phía bắc của cầu Arnhem đã suy yếu đáng kể. Tiểu đoàn 2 bị chia cắt nặng tới mức Urquhart buộc phải bỏ rơi họ để tập trung phòng thủ Oosterbeek. Thương vong, chủ yếu là về người, rất cao do các cuộc pháo kích liên tục. Sự thiếu hụt trầm trọng về đạn dược, đặc biệt là các loại đạn chống tăng, đã khiến các xe thiết giáp của Đức có thể tiến công và tiêu diệt các vị trí của quân Anh ở cự ly gần. Thực phẩm, nước uống và đồ y tế khan hiếm, nhiều tòa nhà bị phá hủy hoặc cháy nghiêm trọng tới mức một cuộc đình chiến kéo dài hai giờ đã được tiến hành để sơ tán những người bị thương (bao gồm Trung tá John Frost) sang các bệnh viện kiểm soát bởi quân Đức. Sau khi Trung tá Frost được đưa đi, Thiếu tá Frederick Gough đã nắm quyền chỉ huy Tiểu đoàn 2.
Quân Đức nhanh chóng tràn qua các ổ đề kháng của lính dù Anh trong ngày và giành được quyền kiểm soát các hướng tiếp cận cây cầu ở phía bắc, cho phép quân tiếp viện vượt cầu và tăng viện cho các đơn vị xa hơn về phía nam gần Nijmegen. Những người lính Anh còn lại tiếp tục chiến đấu, một số chỉ còn cầm dao chiến đấu nhưng đến sáng sớm thứ Năm gần như tất cả đã bị bắt làm tù binh. Thông điệp vô tuyến cuối cùng được phát đi từ đơn vị Anh ở Arnhem - "Đã hết đạn, Chúa phù hộ Đức Vua" ("Out of ammo, God save the King") chỉ được các đơn vị thông tin Đức nhận được. Nhiều đơn vị đã kịp rút quân về phòng tuyến chính của Sư đoàn Không vận số 1, đang chiến đấu ác liệt ở Oosterbeek.
Trong khi kế hoạch yêu cầu Sư đoàn Không vận số 1, với quân số hơn 10.000 lính dù, chỉ cần giữ vững cây cầu Arnhem trong hai ngày, nhưng chỉ có 740 lính dù thuộc Tiểu đoàn 2 của Trung tá John Frost đến được chỗ cây cầu, và họ đã giữ vững nó suốt bốn ngày trước những đơn vị thiết giáp SS hoàn toàn áp đảo. 84 lính dù Anh đã bỏ mạng tại Arnhem và trong số các đơn vị Đức tham gia vào Trận Arnhem, 11 đơn vị báo cáo đạt thương vong hơn 50%.

#### Oosterbeek
Ở phía tây, các đơn vị còn lại của Sư đoàn Không vận số 1 tập trung lại xung quanh Oosterbeek để lập tuyến phòng thủ cuối cùng. Ở phía đông là tuyến phòng thủ của Tiểu đoàn 1, 3, 11 và Tiểu đoàn 2, Trung đoàn Nam Staffordshires. Trong cuộc giao tranh tuyệt vọng vào cuối ngày, họ đã đẩy lui một cuộc tấn công của quân Đức, vốn sẽ đe dọa cắt đứt sư đoàn khỏi sông Rhine.
Ở khu rừng phía tây Oosterbeek, Lữ đoàn Nhảy dù số 4 đã tiến về phía phòng tuyến sư đoàn nhưng đã bị quân Đức, với hỗ trợ bởi pháo binh, súng cối và xe tăng (một số lắp súng phun lửa) tấn công, gây nhiều thương vong cho lính dù. Tiểu đoàn 10 của Lữ đoàn 4 đến Oosterbeek vào đầu giờ chiều với quân số chỉ còn 60 người.
Ở bên rìa phòng tuyến, Tiểu đoàn 156 của Lữ đoàn 4 đã đánh lui nhiều đợt phản kích của địch trước khi tiến hành phản công; quân Đức không hề hay biết rằng họ đang giao chiến với đơn vị đang cố gắng rút lui tổng lực. Tiểu đoàn 156, với quân số chỉ còn 150 người, đã lắp lưỡi lê và xung phong vào một hốc đất trong rừng, nơi họ sẽ bị quân Đức cầm chân trong tám giờ tiếp theo. Đến cuối ngày, 75 người còn lại lại lắp lưỡi lê và chọc thủng phòng tuyến của lính Đức, và rút lui thành công về phòng tuyến của sư đoàn tại Oosterbeek.

#### Nijmegen
Tiểu đoàn 3 của Thiếu tá Julian Cook, thuộc Trung đoàn Bộ binh Nhảy dù 504 được giao nhiệm vụ làm đơn vị xung kích, và dùng thuyền để vượt sông chiếm đầu cầu phía bắc vào ngày 19, nhưng số thuyền (Thuyền Goatley bằng vải bạt) phải được vận chuyển từ Bỉ nên đã bị trì hoãn tới buổi sáng ngày 20. Ban đầu, họ sẽ được cấp 32 con thuyền, nhưng một xe tải chở sáu chiếc đã bị phá hủy trên đường đi, nên chỉ còn 26 chiếc đến nơi. Lúc 15:00, hai đại đội I và H của Tiểu đoàn 3 cùng với Đại đội C của Tiểu đoàn Công binh 307, dưới sự chỉ huy trực tiếp của Thiếu tá Cook, đã bắt đầu vượt sông Waal với sự hỗ trợ của xe tăng của Quân đoàn XXX, có nhiệm vụ bắn đạn khói để che mắt tầm nhìn của lính Đức bên kia sông. Do thiếu mái chèo nên nhiều thuyền đã phải dùng báng súng trường để chèo. Khi khói tan, pháo cối và súng máy Đức bắn đầu nã đạn vào các con thuyền của lính dù Mỹ. Trong lần vượt sông đầu tiên, 15 con thuyền đã bị bắn chìm hoặc hỏng nặng, chỉ còn 11 chiếc quay trở lại để đón các đơn vị khác của Trung đoàn 504. Những người lính dù còn sống của Đại đội H và I đã tấn công làng Lent ở phía xa bờ và chiếm thành công các con đường dẫn vào đầu cầu phía bắc. Cuộc vượt sông đẫm máu này sau này được lính dù Mỹ đặt biệt danh là "Little Omaha", ám chỉ đến thương vong khủng khiếp của quân Mỹ ở Bãi Omaha trong cuộc đổ bộ của người Mỹ ở Normadie. Hơn 200 lính dù tử trận trong khi tổn thất của quân Đức đạt gần 300 lính. Lực lượng phòng thủ Đức nhanh chóng rút khỏi cây cầu sau khi xe tăng của Trung đoàn Cận Vệ Grenadier của Quân đoàn XXX vượt cầu với sự hỗ trợ của Trung đoàn Bộ binh Nhảy dù 505 ở phía nam lúc 19:30, và họ hội quân với Trung đoàn 504 tại Lent, cách cây cầu một kilômét về phía bắc.

Heinz Harmel - chỉ huy Sư đoàn Panzer SS số 10, khi được Robert Kershaw phỏng vấn cho cuốn sách It Never Snows in September, đã nói rằng: 
Bốn chiếc xe tăng (thuộc đơn vị của Đại úy Peter Carrington, Trung đoàn Cận Vệ Grenadier) vượt cầu ngày hôm đó đã phạm phải một sai lầm khi họ dừng lại tại ngôi làng ở Lent. Nếu họ tiếp tục tiến công, đó có thể là dấu chấm hết cho tất cả chúng tôi.
Trong cuốn sách của Robert Kershaw có lưu lại một bản sao của tấm bản đồ được Tướng Harmel cung cấp, cho thấy vị trí đóng quân của Đức ở giữa khu vực Nijmegen và Arnhem là cực kỳ mỏng, chỉ có các chốt an ninh nhỏ được trang bị súng trường tiêu chuẩn ở Betuwe, Elst. Đến 22:00 ngày 20, vị trí phòng thủ của lính dù Anh ở Arnhem đã bị thất thủ, chỉ cách các đơn vị xe tăng của Carrington 11 kilômét. Tuy nhiên, Harmel không hề biết rằng, khi xe tăng của Trung đoàn Cận vệ Grenadier hội quân với lính dù ở Lent, trời lúc đó đã tối. Harmel cũng không biết và cũng không bao giờ đề cập rằng trong thời điểm đó, có ba xe tăng Tiger I, một pháo hạng nặng và hai đại đội bộ binh đang tiến về phía nam từ Arnhem về Lent, trong khi xe tăng của Quân đoàn XXX đang vượt cầu Nijmegen.

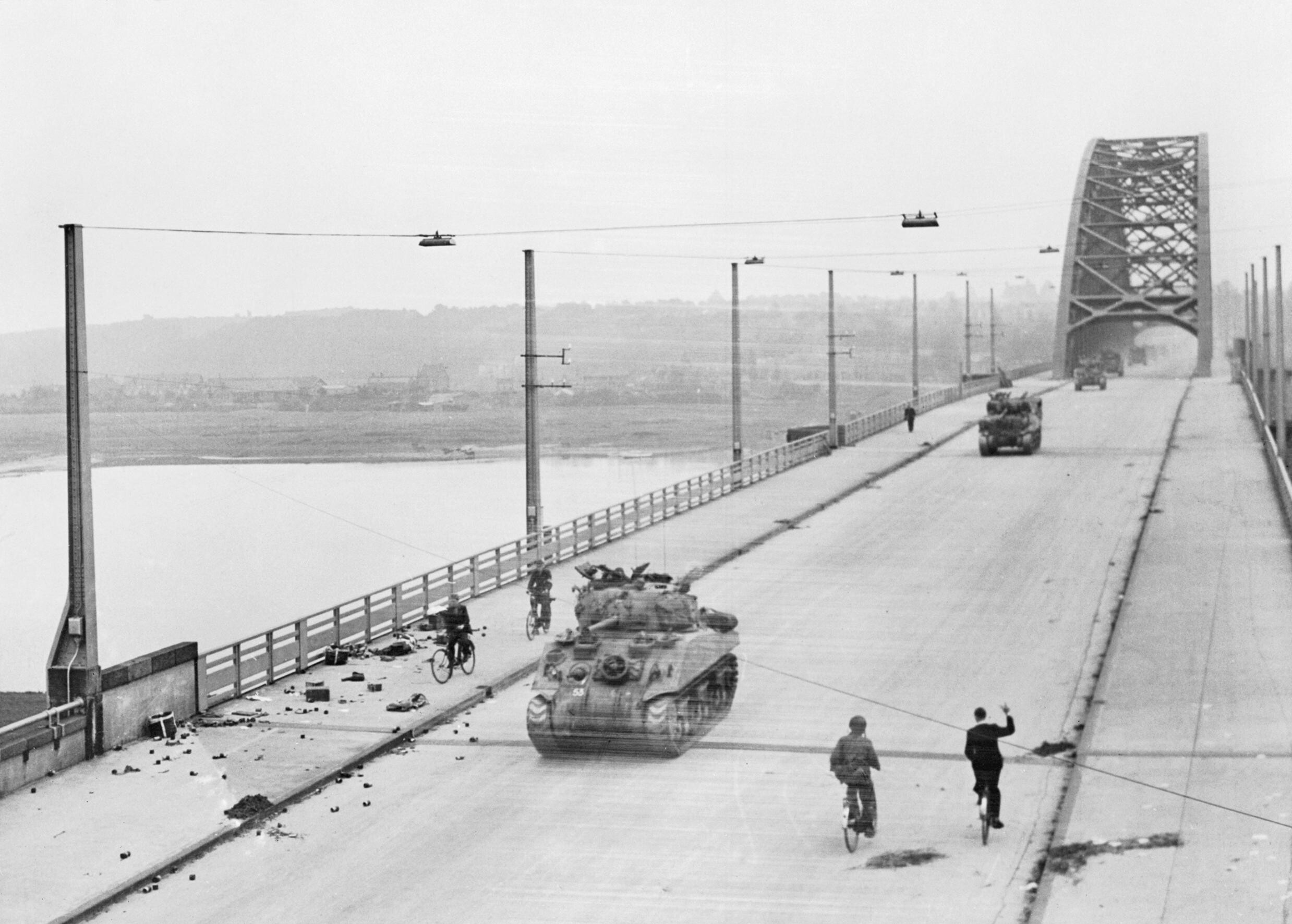
Xe tăng thuộc Quân đoàn XXX đang vượt cầu Nijmegen.

Ban đầu, bốn xe tăng vượt cầu với lo ngại là khả năng cao quân vài khối thuốc nổ đặt dưới cầu xe được quân Đức kích hoạt. Công binh Anh mới chỉ gỡ bỏ được số thuốc nổ đặt ở đầu cầu phía nam. Khi xe tăng di chuyển qua cầu, chúng bị hỏa lực Panzerfaust bắn trả. Khi qua cầu, chỉ có vài lính dù thuộc Sư đoàn 82 hội quân được với xe tăng Anh. Một xe tăng sau đó bị bắn hạ, một chiếc bị bắn hỏng, nhưng vẫn được lái về làng Lent ở phía bắc cây cầu bởi Trung sĩ Knight, người sống sót duy nhất của kíp lái. Một chiếc Sturmgeschütz bị xe tăng Anh phá hủy trên đường tiến công. Họ sau đó hội quân với phần lớn lính dù của Trung đoàn 504 tại Lent vào buổi tối, sau khi đánh lui quân SS ở trong làng. Ở ngoài làng Lent, ở phía bắc cây cầu, một xe tăng Anh bắt gặp hai khẩu đội pháo chống tăng đang nấp trong bóng tối. Kíp lái không định vị được vị trí của những khẩu pháo, dù họ có định vị được và phá hủy chúng thành công, vẫn còn các đơn vị lính Đức trang bị Panzerfaust ở hai bên đường. Các xe tăng Anh vượt cầu hôm đó đều sắp cạn kiệt đạn dược, và chỉ có một trong số chúng là Sherman Firefly, được trang bị pháo QF 17-pounder, có khả năng bắn hạ xe tăng Tiger I. Ba xe tăng Tiger đang tiến về phía Lent, nhưng các kíp lái người Anh không hề hay biết. Không xác định được vị trí của các khẩu súng chống tăng, các xe tăng quyết định dừng lại.
Quân Đức liên tục uy hiếp đầu cầu phía bắc. Nhiều xe tăng không thể tiến công qua cầu do còn phải hỗ trợ Sư đoàn Không vận 82 và Quân đoàn XXX chiến đấu tại thị trấn Nijmegen. Những xe tăng đã vượt qua cầu không dám bỏ vị trí vì lo sợ quân Đức sẽ tái chiếm lại đầu cầu phía bắc. Tại Lent, chỉ có năm xe tăng Anh, bao gồm cả chiếc bị bắn hỏng được vận hành bởi lính dù Mỹ và thêm một chiếc nữa vượt sông sau nhóm bốn chiếc ban đầu. Một xe tăng, được chỉ huy bởi Đại úy Peter Carrington, đã đóng tại đầu cầu phía bắc một mình suốt 45 phút, để chờ các đơn vị bộ binh của Quân đoàn XXX tới hỗ trợ. Sau khi tiêu diệt các ổ đề kháng của Đức trên cây cầu, Trung đoàn Cận vệ Người Ailen bắt đầu vượt cầu và thiết lập một tuyến phòng thủ ở bên kia sông, và được tăng cường bởi các đơn vị của Sư đoàn Không vận 82.
Ở phía đông, quân Đức tấn công Cao nguyên Groesbeek và đạt được những bước tiến đáng kể. Một cuộc phản công tại Mook, thực hiện bởi Trung đoàn Bộ binh Nhảy dù 505 và TIểu đoàn 1, Trung đoàn Cận Vệ Coldstream của Quân đoàn XXX đã đẩy lùi quân Đức về điểm xuất phát lúc 20:00. Trung đoàn 508 bị đẩy lùi khỏi Im Thal và Legewald sau khi bị bộ binh và xe tăng Đức tấn công. Ở phía nam, các đợt giao chiến giữa Sư đoàn Không vận 101 và các đơn vị Đức tiếp tục nổ ra.

### Ngày 5: Thứ năm, 21 tháng 9

#### Oosterbeek

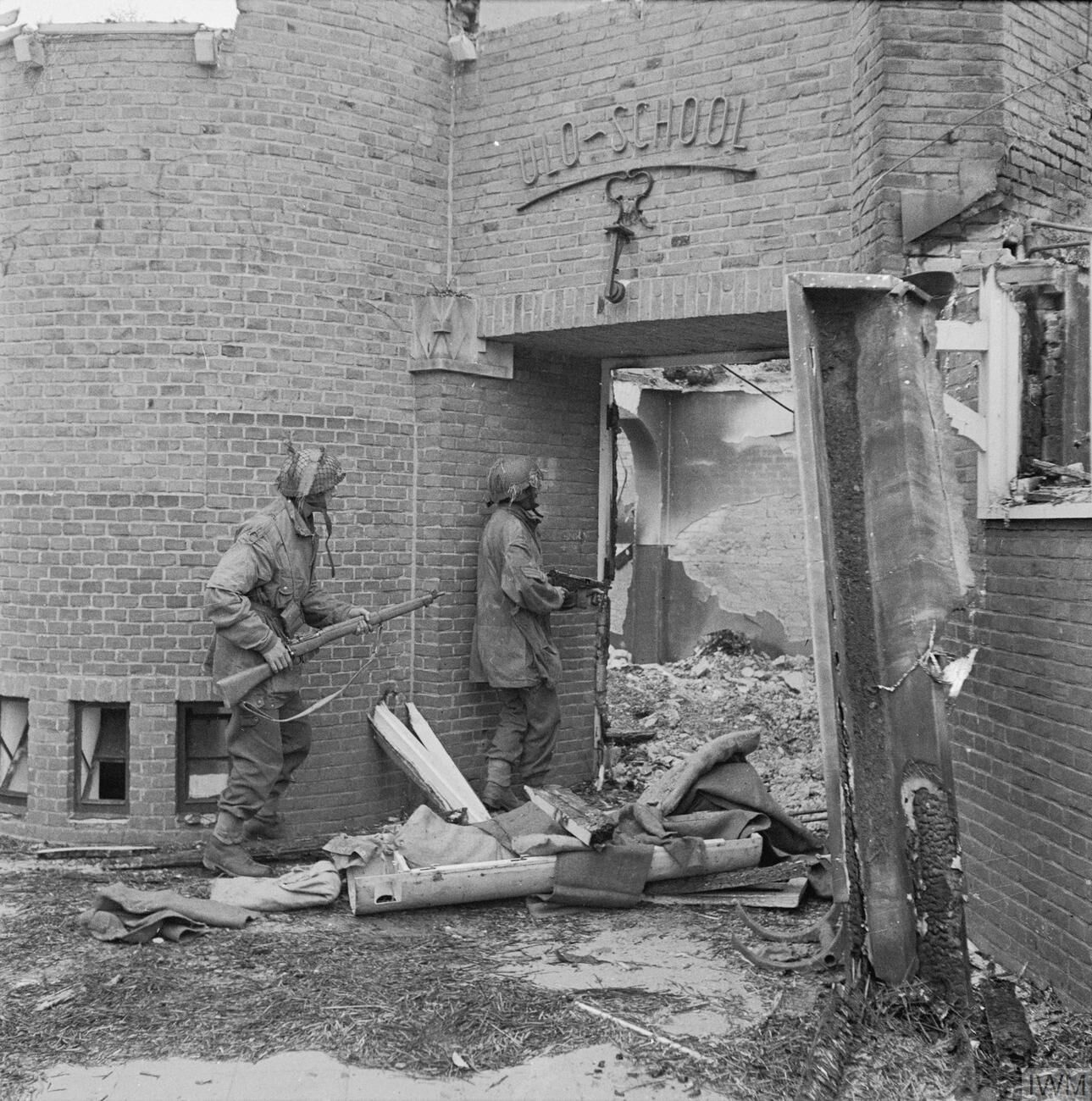
Trung sĩ J. Whawell và Trung sĩ J. Turrell, thuộc Trung đoàn Phi công Tàu lượn, đang di chuyển qua một ngôi trường đổ nát ở Oosterbeek, 20 tháng 9 năm 1944.

Xấp xỉ khoảng 3.584 lính dù của Sư đoàn Không vận số 1 đã thiết lập tuyến phòng thủ ở trong các khu phố và khu rừng xung quanh Oosterbeek nhằm giữ vững đầu cầu phía bắc Sông Rhine tới khi Quân đoàn XXX đến tiếp viện. Suốt ngày 21, các vị trí của lính dù Anh bị tấn công từ mọi phía. Ở khu vực đông nam, Nhóm Lonsdale (được hình thành từ các tàn dư của Tiểu đoàn 1, 3, 11 và hai đại đội của Tiểu đoàn 2, Trung đoàn Nam Staffordshires) đã đẩy lùi một cuộc tấn công lớn với sự hỗ trợ của các khẩu pháo hạng nhẹ. Ở phía bắc, phòng tuyến của Tiểu đoàn 7, Trung đoàn King's Own Scottish Borderers (thuộc biên chế Lữ đoàn Đổ bộ Hàng không số 1) suýt bị chọc thủng vào buổi chiều nhưng sau một cuộc tấn công bằng lưỡi lê, lính dù Anh đã đánh bật quân Đức ra khỏi khu vực, và tiểu đoàn được rút về phía nam để bảo vệ một khu vực hẹp hơn. Cuộc tấn công lớn nhất trong ngày được tiến hành vào giữa trưa, nhằm vào khu vực của Đại đội B, Tiểu đoàn 1, Trung đoàn Border, đang kiểm soát một khu vực đất cao quan trọng ở mũi phía tây nam của phòng tuyến. nhìn ra bến phà Heveadorp ở Drie, nơi nhận tiếp tế duy nhất của sư đoàn từ phía nam. Đại đội B bị lính bộ binh Đức, với sự hỗ trợ của xe tăng, bao gồm cả xe tăng thu được từ quân Pháp, được trang bị súng phun lửa đẩy lùi ra khỏi khu đất cao. Đại đội B sau đó tổ chức phản công tái chiếm khu đất nhưng thất bại, và những gì còn lại của đại đội được rút về khu vực khác. Sư đoàn Không vận số 1 bị đẩy vào thế bất lợi, chỉ kiểm soát một khu vực 700 mét ở bờ sông.
Một nhiệm vụ tiếp tế được thực hiện bởi các máy bay Stirling thuộc Liên đoàn 38, Không quân Hoàng Gia, đã bị đánh chặn bởi một phi vụ đánh chặn duy nhất của Không quân Đức Quốc Xã trong toàn bộ Chiến dịch Market Garden. Một nhóm Fw 190 đã tiếp cận những chiếc Stirling ở độ cao thấp và bắn hạ 15 chiếc. Hỏa lực phòng không góp phần bắn hạ thêm tám chiếc nữa. Những chiếc Fw 190 này đã lợi dụng việc đến muộn của máy bay tiêm kích Đồng Minh thuộc Liên đoàn Tiêm kích 56 của người Mỹ, vốn được giao nhiệm vụ bảo vệ bãi thả tiếp tế và tuần tra giữa khu vực Lochem và Deventer. Khi những chiếc máy bay tiêm kích của người Mỹ đến nơi, phần lớn các máy bay tiếp tế đã bị bắn hạ, và họ đã bắn rơi 15 trên tổng số 22 chiếc Fw 190.

#### Lính dù Ba Lan đổ bộ
Sau hai ngày bị trì hoãn bởi thời tiết, những đơn vị còn lại của Lữ đoàn Nhảy dù Độc lập số 1 Ba Lan của Chuẩn tướng Stanislaw Sosabowski bắt đầu đổ bộ vào lúc 17:15 chiều ngày 21 tháng 9, được chuyên chở bởi 114 máy bay C-47 của Liên đoàn Vận tải Quân 61 và 314. Hai tiểu đoàn được thả trong hỏa lực dày đặc của quân Đức, tại khu vực mới gần làng Driel ở phía nam Sông Rhine, đối diện với bãi thả quân của Sư đoàn Không vận số 1. Tiểu đoàn thứ ba được thả cách đó 12-15 dặm gần Grave. Ngoài ra, sự phối hợp kém giữa các máy bay tiếp tế Anh và các cuộc tấn công đánh chặn dai dẳng của máy bay Đức đã khiến đồ tiếp tế của họ được thả ở lệch khu vực 15 kilômét ở phía đối diện sông Rhine.
Lính dù Ba Lan sau đó định dùng phà tại Heveadorp để tiếp viện cho sư đoàn, nhưng phát hiện ra rằng bờ đối diện đã bị quân Đức chiếm và chiếc phà đã mất tích (chiếc phà sau đó được tìm thấy ở hạ lưu sông cạnh một cây cầu, và không thể sử dụng được nữa). Không thể tiếp viện cho lính dù Anh, quân Ba Lan rút về Driel trong đêm và tổ chức phòng thủ ở đó, quay lưng về phía Sông Rhine và bị các đơn vị Đức tăng cường xung quanh vị trí của họ. Lữ đoàn đã mất 25% sức chiến đấu, với thương vong lên tới 590 người. Lữ đoàn đã tổ chức một cuộc vượt sông khác trong đêm, nhưng chỉ đạt được thành công một phần do hỏa lực mạnh của quân Đức và Sư đoàn Không vận số 1 không thể kiểm soát được các khu vực ở bờ bắc Sông Rhine. Trong ngày, Sư đoàn Không vận số 1 đã bắt liên lạc được với đơn vị pháo thuộc Trung đoàn Pháo Hạng trung 64 của Quân đoàn XXX, vốn đang tiến công cùng với Quân đoàn XXX và sau đó được biên chế làm lực lượng hỗ trợ cho Sư đoàn Không vận số 1. Không như nhiều tuyến liên lạc khác, tuyến liên lạc này đã hoạt động hiệu quả trong suốt trận đánh và đã đem đến cho lính dù Anh những hỏa lực hỗ trợ quý giá.

#### Nijmegen
Mặc dù đã chiếm được cầu Nijmegen và thị trấn trong buổi chiều ngày 20, năm xe tăng thuộc Sư đoàn Thiết giáp Cận Vệ dù vượt cầu thành công nhưng đã ngừng tiến công vì: trời tối, một xe tăng đã bị bắn hỏng, vấp phải hỏa lực pháo chống tăng được ngụy trang của Đức, không nắm rõ tình hình của toàn bộ con đường phía trước và phải bảo đảm đầu cầu phía bắc cho đến khi bộ binh có mặt đầy đủ. Sư đoàn tiếp tục tiến công khoảng 18 giờ sau đó, vào buổi trưa với quân tiếp viện từ Nijmegen.
Tướng Horrock cho rằng ông phải cho dừng tiến công do các đơn vị của ông vẫn còn đang chiến đấu ở Nijmegen và phải đợi nguồn tiếp tế chậm chạp được vận chuyển trên một con đường duy nhất từ Bỉ. Các đơn vị thuộc Trung đoàn Cận Vệ Coldstream đang đẩy lui một cuộc tấn công vào Cao nguyên Groesbeek, Trung đoàn Cận Vệ Người Ailen đã phải quay trở lại phía nam Eindhoven để gặp chống trả một cuộc tấn công khác, Trung đoàn Grenadiers vừa chiếm được các đường tiếp cận tới cây cầu với sự hỗ trợ của lính dù thuộc Sư đoàn Không vận 82 và đã có năm xe tăng vượt qua cầu để hỗ trợ việc bảo vệ đầu phía bắc, và Trung đoàn Cận Vệ Xứ Wales được điều về làm đơn vị dự bị của Sư đoàn Không vận 82. Sư đoàn Thiết giáp Cận Vệ đang phải dàn quân ra một khu vực rộng 25 dặm vuông tại bờ nam Sông Waal. Horrock cho biết thêm, "Jim Gavin, chỉ huy sư hoàn, có thể không biết về sự bối rối, hỗn loạn tột cùng ở Nijmegen vào thời điểm đó, với những trận chiến lẻ tẻ diễn ra khắp nơi, và đặc biệt là trên một con đường dẫn tới khu vực mà sự hỗn loạn đang ngự trị".
Các lực lượng mặt đất của Garden phải di chuyển trên một con đường cao tốc duy nhất, đồng thời cũng là con đường vận chuyển tiếp tế duy nhất của họ. Điều này đã tạo ra sự trì trệ, chậm trễ, mặc dù sự chậm trễ đó không quá nghiêm trọng. Vấn đề nghiêm trọng là các đơn vị khác không thể triển khai trên các tuyến đường khác để duy trì đà tiến công. Nhà sử học Max Hastings cho rằng sự chậm trễ trong việc tiến công về Arnhem "đã phản ánh mặt yếu kém của Quân đội Anh". Nhà sử học Robin Neillands nhận xét rằng sự thất bại của Sư đoàn Không vận 82 trong việc chiếm cầu cầu Nijmegan vào ngày 17 tháng 9 là một "đóng góp lớn vào thất bại của toàn bộ chiến dịch ở Arnhem và sẽ không đổ lỗi về thất bại đó cho người Anh hoặc cho Đại úy Lord Carrington".
Sự chậm trễ này đã tạo cơ hội cho quân Đức tăng cường phòng thủ tại khu vực Ressen với một tiểu đoàn bộ binh SS, 11 xe tăng, một tiểu đoàn bộ binh, hai tiểu đoàn pháo 88 mm, 12 khẩu pháo 20 mm và các đơn vị chiến đấu rải rác ở Arnhem, di chuyển qua cây cầu sau khi họ chiếm thành công đầu cầu phía bắc trong ngày 20. Cuộc tiến công của Sư đoàn Thiết giáp Cận Vệ, bị các đầm lầy cản trở việc di chuyển ngoài con đường, đã sớm bị chặn lại bởi một tuyến phòng thủ vững chắc của quân Đức. Các đơn vị xung kích của Sư đoàn Cận Vệ không thể chọc thủng phòng tuyến và Sư đoàn Bộ binh 43 (Wessex) được lệnh dẫn đầu mũi xung kích. Họ đã tiến công qua các vị trí của quân Đức và bắt liên lạc được với lính dù Ba Lan ở Driel từ phía tây. Nhưng họ vẫn cách đó 16 kilômét và đã xảy ra tắc đường giữa họ và Nijmegen. Mãi đến ngày hôm sau, ngày 22, cả sư đoàn mới vượt Sông Waal và bắt đầu cuộc tiến công.

### Ngày 6: Thứ sáu, 22 tháng 9

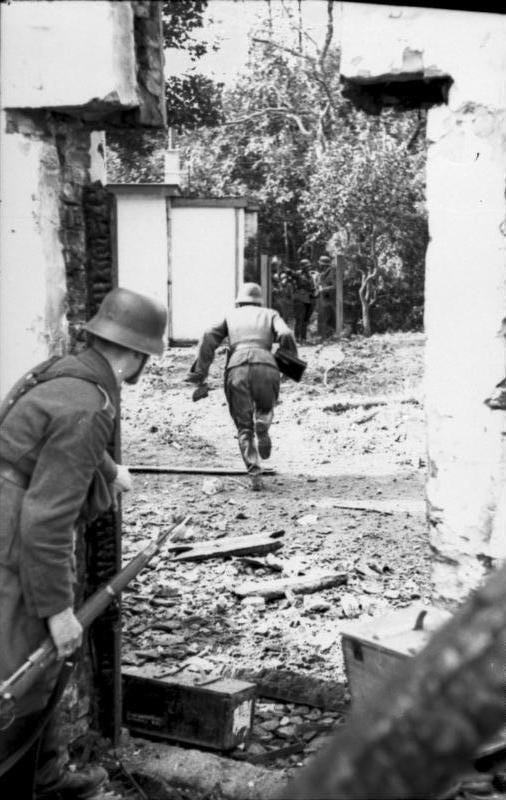
Quân Đức di chuyển qua những tòa nhà đổ nát ở Oosterbeek, 22 tháng 9 năm 1944.

Quân Đức, bắt đầu cảnh giác sau các cuộc tấn công không thành công và tốn kém ngày hôm trước, đã pháo kích dữ dội vào các vị trí của lính dù Anh. Tính đến thời điểm trận đánh kết thúc, có khoảng 110 khẩu pháo đã được điều đến Oosterbeek sau khi quân Đức áp dụng chiến thuật được họ sử dụng hiệu quả ở Arnhem. Quân Đức giới hạn lại các cuộc tấn công trên bộ và chỉ tấn công vào các vị trí cụ thể, thậm chí vào những ngôi nhà riêng lẻ. Tuy vậy, nhiều đơn vị pháo chống tăng được lính dù Anh bố trí hiệu quả đã làm người Đức lưỡng lự trong việc tấn công. Những đơn vị còn lại của Sư đoàn Không vận số 1 bị áp đảo hoàn toàn khi phải đối đầu với lực lượng mạnh mẽ hơn gấp bốn lần, nhưng vẫn cầm chân được các đơn vị lính Đức. Lữ đoàn Nhảy dù Độc lập số 1 Ba Lan, dù không thể vượt Sông Rhine và phải đóng quân tại Driel, đã buộc người Đức phải triển khai một vài lực lượng ra ngăn chặn. Lo sợ lính dù Ba Lan sẽ chiếm lại cầu Arnhem hoặc tệ hơn, là cô lập con đường về phía nam và để bẫy Sư đoàn Panzer SS số 10, và sau đó bảo vệ tuyến đường của Sư đoàn Thiết giáp Cận Vệ tới Arnhem, Bộ chỉ huy Đức đã rút 2.400 quân khỏi Oosterbeek và di chuyển về phía nam con sông để giao chiến với lính dù Ba Lan tại Driel.
Sư đoàn Bộ binh 43 (Wessex) của Anh đã tiến công và tiếp quản vị trí của Sư đoàn Thiết giáp Cận Vệ. Các đơn vị của Sư đoàn 43 sau đó đã đánh chiếm Oosterhout vào ngày 22 tháng 9, và sau đó giành được Opheusden và Doodewaard vào ngày hôm sau nhưng họ tiếp tục mở rộng mặt trận về phía Arnhem.
Sương mù bắt đầu xuất hiện khi các đơn vị của Sư đoàn Bộ binh 43 (Wessex) cố gắng tiến về Driel, và vấp phải các đợt đánh trả của đơn vị phòng thủ Đức. Khi đi qua vùng ngoại ô Elst tại ngã tư De Hoop, Tiểu đoàn 5 thuộc Trung đoàn Bộ binh Hạng nhẹ Duke of Cornwall gặp phải một đơn vị thiết giáp Đức bao gồm các xe tăng Tiger I thuộc Đại đội Thiết giáp "Hummel". Họ thiết lập một ổ phục kích và bắn hạ thành công năm xe tăng Tiger nhờ mìn chống tăng và PIAT. Họ đến Driel trong buổi chiều cùng ngày. Do thiếu xuồng vượt sông, một cuộc vượt sông ban đêm nhằm đưa các đơn vị lính dù Ba Lan qua sông đã bị thất bại. Lính công binh Anh và Ba Lan ở hai bên bờ sông Rhine đã làm việc suốt cả ngày để ứng biến cuộc vượt sông bằng thuyền cao su nhỏ và được nối với nhau bằng những đoạn dây cáp, nhưng những đoạn dây cáp liên tục bị đứt, cùng với dòng chảy mạnh, đã khiến các đơn vị Ba Lan vượt sông rất chậm. Cuộc vượt sông nhanh chóng bị quân Đức phát hiện và tấn công. Chỉ có 55 lính dù thuộc Đại độ Nhảy dù Ba Lan số 8 sống sót sau cuộc vượt sông và lệnh dừng vượt sông được đưa ra vào lúc bình minh.

### Ngày 7: Thứ bảy, 23 tháng 9
Quân Đức nhận ra những gì lính dù Ba Lan đang cố gắng làm nên họ đã dành thời gian còn lại trong ngày để cố gắng cô lập quân Anh ở đầu cầu phía bắc khỏi bờ sông. Lính dù Anh tiếp tục cầm cự và cả hai bên đều bị tổn thất nặng nề. Quân Đức cũng tấn công các đơn vị Ba Lan ở phía nam để bao vây họ nhưng bị một số xe tăng đến từ Quân đoàn XXX chặn lại và cuộc tấn công của quân Đức đã bị đánh bại. Các thuyền và kỹ sư của Quân đội Canada được đưa đến vào sáng cùng ngày và một cuộc vượt sông khác được tổ chức trong đêm chỉ đưa 153 lính dù của Tiểu đoàn Nhảy dù số 3 Ba Lan, chiếm ít hơn ¼ quân số của lực lượng được mong chờ tiếp viện, lên bờ bắc Sông Rhine.

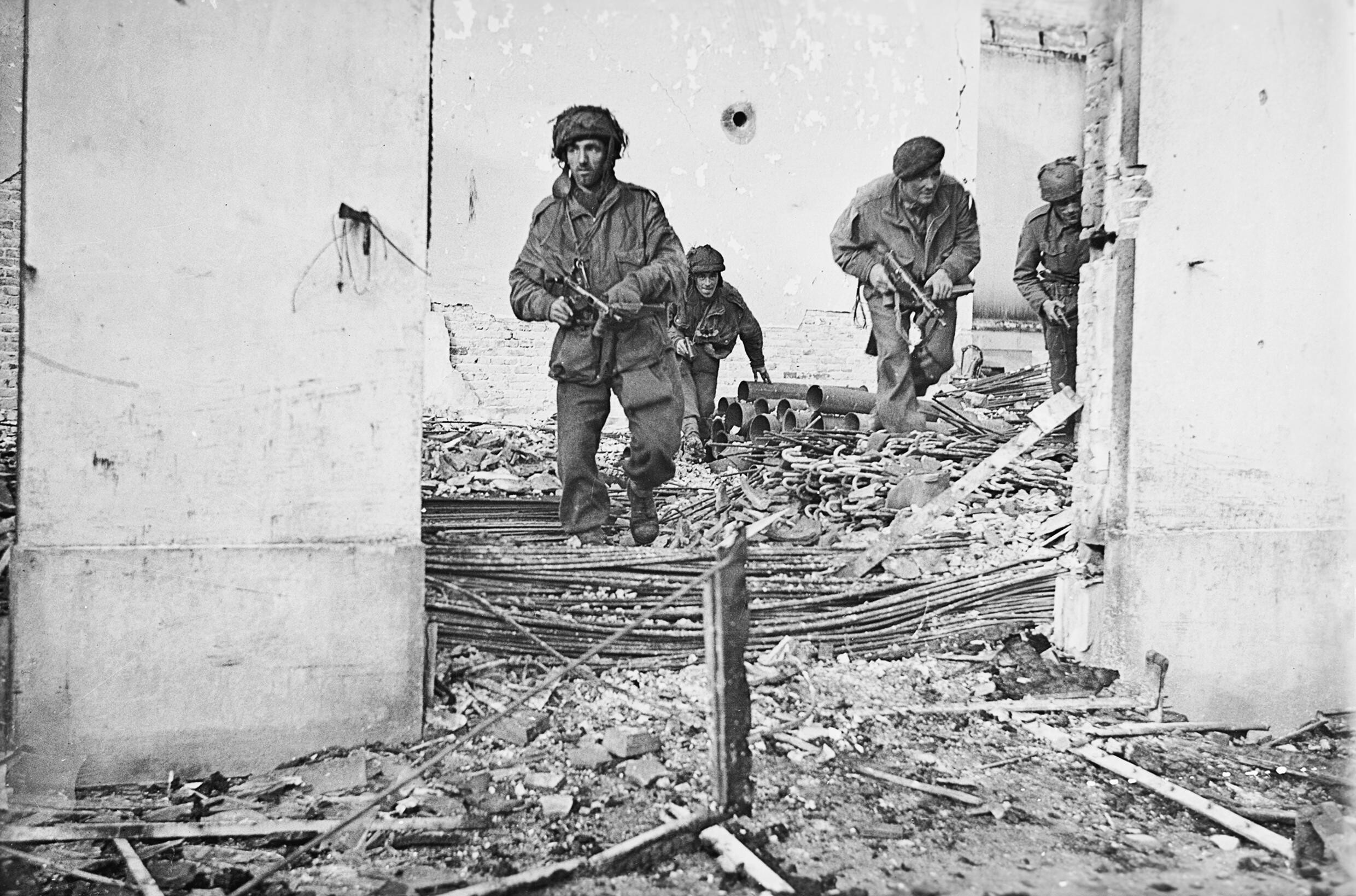
Lính dù Anh di chuyển qua một ngôi nhà bị phá hủy bởi pháo binh Đức tại Oosterbeek, gần Arnhem, 23 tháng 9 năm 1944.

Về phía nam, quân Đức tổ chức vài đợt tấn công dọc theo con đường dẫn vào Arnhem, dù quân Đức bị chặn lại nhưng con đường vẫn bị cô lập. Quân đoàn XXX sau đó cử một đơn vị của Sư đoàn Thiết giáp Cận Vệ di chuyển 19 kilômét (12 dặm) về phía nam và tái chiếm con đường này. Lực lượng còn lại ở phía bắc tiếp tục chờ bộ binh tiến lên, và chỉ cách Arnhem vài kilômét về phía nam.

### Ngày 8: Chủ nhật, 24 tháng 9
Một lực lượng khác của Đức đã cô lập con đường ở phía nam Veghel và thiết lập các vị trí phòng thủ trong đêm. Tại thời điểm này, mục tiêu chính của Chiến dịch Market Garden, tức là cuộc vượt sông Rhine của quân Đồng minh, đã bị hủy bỏ vào ngày 24 và quyết định chuyển sang làm nhiệm vụ phòng thủ với tiền tuyến mới ở Nijmegen. Tuy nhiên, một nỗ lực đã được thực hiện vào đêm Chủ nhật nhằm tăng cường Sư đoàn Không vận số 1 với Tiểu đoàn 4, Trung đoàn Dorsetshire. Hai đại đội được vượt sông vào ban đêm nhưng điểm đến không được thông báo kĩ lưỡng khiến hai đại đội đổ bộ vào thẳng vị trí đóng quân của Đức. Bị phân tán bởi cuộc vượt sông và nhanh chóng bị quân Đức bắn trả, trong tổng số 315 người tham gia vượt sông, chỉ còn 75 người đến được Oosterbeek; số còn lại bị bắt làm tù binh. Sau sự thất bại này, Bộ chỉ huy Đồng Minh quyết định rút Sư đoàn Không vận số 1 ra khỏi khỏi đầu cầu phía bắc Sông Rhine.
Trong khi chiến sự ở Oosterbeek diễn ra ác liệt, hai bên đã thỏa thuận một hiệp ước ngừng bắn lần thứ hai trong vòng hai giờ để di tản thương binh ra khỏi mặt trận. Theo lệnh của Thiếu tướng Urquhart, Đại tá Graeme Warrack, chỉ huy trưởng đơn vị quân y của sư đoàn, đã đến gặp Trung tướng Wilhem Bittrich để xin ngừng bắn trong vòng một giờ để họ có thể chuyển thương binh vào bệnh viện chữa trị. Bittrich cho ngừng bắn trong vòng hai giờ và đồng ý cung cấp cho Warrack nhiều đồ tiếp tế và y tế. Từ 15:00 tới 17:00, hai bên ngừng bắn và khoảng 450 thương binh đã được di tản ra khỏi chiến trường. Lính Đức sử dụng xe cứu thương và xe Jeep để đưa các thương binh tới Bệnh viện Saint Elisabeth ở Arnhem, nơi các y bác sĩ, quân y Đức, Anh và Hà Lan đã hợp tác với nhau để chữa trị binh lính hai bên.

### Ngày 9: Thứ hai, 25 tháng 9

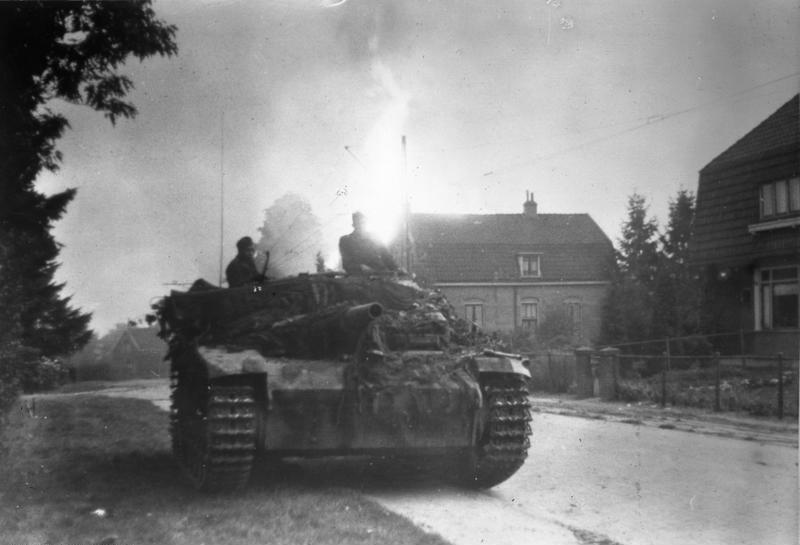
Pháo tự hành xung kích Sturmgeschütz III tại Arnhem.

Vào lúc bình minh, Sư đoàn Không vận số 1 nhận được lệnh rút quân qua sông Rhine; có mật danh là Chiến dịch Berlin. Nhiệm vụ này chỉ có thể thực hiện được khi trời tối do Sư đoàn Không vận số 1 vẫn phải đánh trả các cuộc tấn công của quân Đức vào ban ngày. Quân Đức đã thành lập hai Nhóm Tác chiến SS và thực hiện một cuộc tiến công mạnh dọc theo một mặt trận hẹp ở khu vực phía đông. Họ chọc thủng thành công phòng tuyến mỏng manh của lính dù Anh và đẩy Sư đoàn Không vận số 1 vào thế hiểm nghèo. Tuy vậy, cuộc tấn công vấp phải sự kháng cự ngày càng mạnh khi nó tiến sâu hơn vào phòng tuyến của lính dù Anh và cuối cùng bị tiêu diệt bởi một đợt pháo kích mạnh của Trung đoàn 64.
Sư đoàn Không vận số 1 bắt đầu rút quân lúc 22:00 và họ dùng mọi mồi nhử để đánh lừa quân Đức rằng vị trí của mình không thay đổi. Các đơn vị công binh của Anh và Canada đưa hỗ trợ đưa quân vượt Sông Rhine, với sự yểm trợ của Tiểu đoàn Nhảy dù số 3 Ba Lan ở bờ bắc. Đến sáng sớm hôm sau, họ đã di tản được 2.398 người sống sót, để lại 300 người đầu hàng quân Đức ở bờ bắc sông do hỏa lực quân Đức đã ngăn cản việc di tản họ. Trong tổng số khoảng 10.060 lính dù của Sư đoàn Không vận số 1 được triển khai tại Arnhem và các đơn vị khác chiến đấu ở phía bắc Sông Rhine, 1.485 người tử trận và 6.414 người bị bắt làm tù binh, với ⅓ trong số đó bị thương.
Ở phía nam, Sư đoàn Bộ binh 50 (Northumbrian) mới đến đã tấn công quân Đức đang trấn giữ đường cao tốc và chiếm giữ nó vào ngày hôm sau. Đầu cầu của người Đức vào thời điểm này ban đầu bao gồm các làng Elden, Elst, Huissen và Bemmel - những ngôi làng sau này được coi là quan trọng nhất. Tuy nhiên, Sư đoàn Bộ binh 43 (Wessex) của Anh đã chiếm Elst thành công vào ngày 25 tháng 9 sau nhiều ngày chiến đấu căng thẳng.

### Những ngày tiếp theo, 26-28 tháng 9
Vào ngày 26 tháng 9, một đơn vị cấp tiểu đoàn của Đức vượt Sông Rhine và chiếm được một đầu cầu nhỏ tại Randwijk, vốn chỉ được một đơn vị nhỏ của Trung đoàn Trinh sát 43 (Wessex) bảo vệ. Sau khi phát hiện ra cuộc tấn công của quân Đức, người Anh đã tăng cường Trung đoàn Hampshires và Somersets với sự hỗ trợ thêm từ các xe tăng của Lữ đoàn Thiết giáp số 8, với nhiệm vụ là chiếm con đường đê gần Randwijk, nơi được quân Đức sử dụng để chở lính và phương tiện. Mặc dù có sự hỗ trợ của Không quân Đức Quốc Xã, quân Anh đã đẩy lùi quân Đức ra khỏi khu vực sau khi trận đánh cuối cùng kết thúc tại một nhà thờ, và Trung đoàn Hampshires bắt được 150 tù binh Đức. Đầu cầu của quân Đức ở phía nam Neder Rijn đã bị phá hủy một cách hiệu quả. Hai ngày tiếp theo, Tiểu đoàn 6 và 7, Trung đoàn Green Howards tổ chức đánh chiếm Baal và Haalderen, hai ngôi làng ở phía đông bắc và phía đông Bemmel, nhưng thất bại. Ở phía nam Haalderen, trên bờ sông Waal, có một số công trình xây dựng bằng gạch, với các ống khói cao được sử dụng làm trạm quan sát của quân Đức, từ đó các hoa tiêu Đức có dẫn bắn cho pháo binh vào các vị trí của quân Anh.

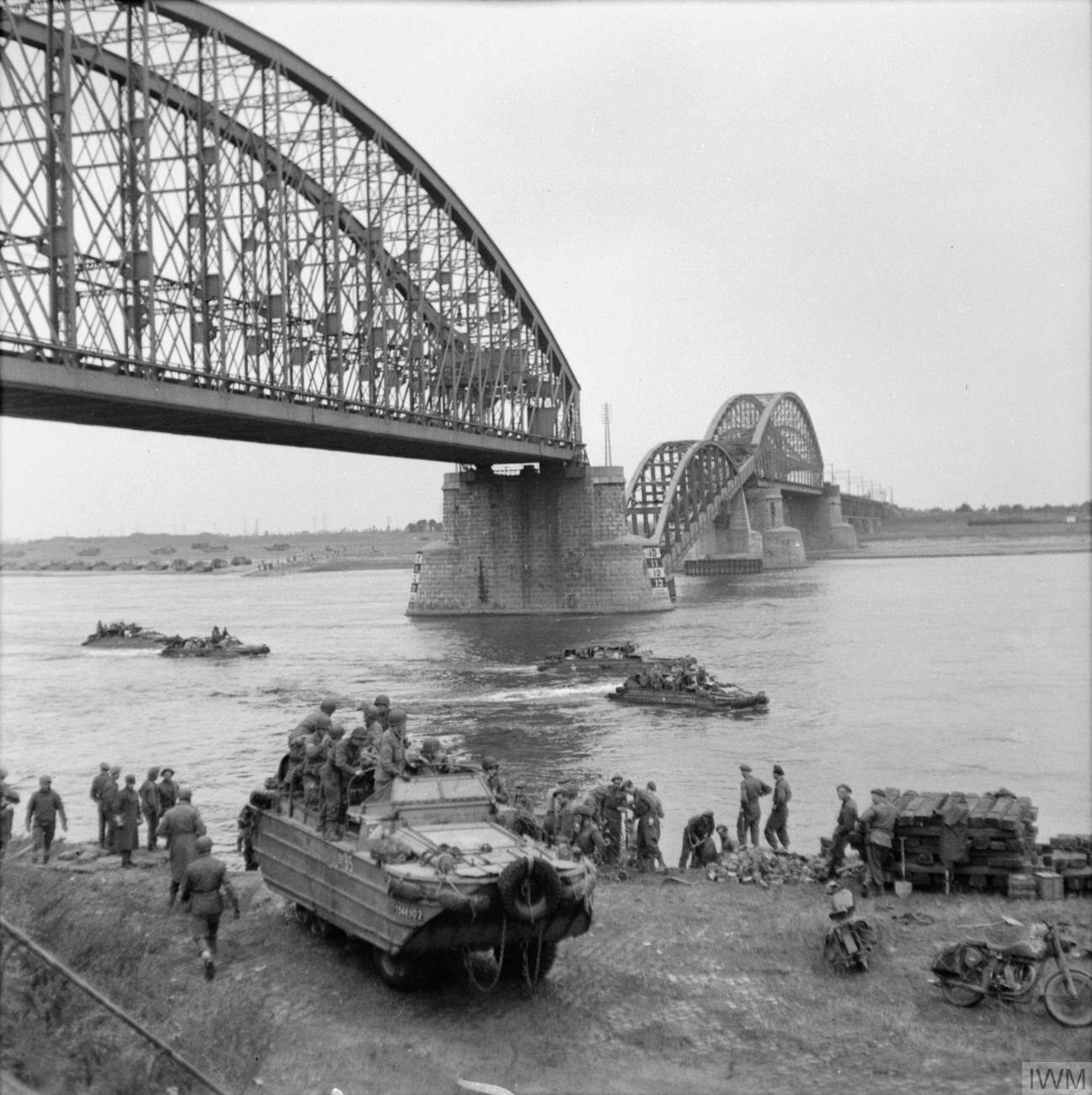
Thiệt hại của cây cầu đường sắt bắc qua Sông Waal, Nijmegen, được gây ra bởi các đơn vị người nhái Đức trong chiến dịch phá hoại ngày 27 tháng 9 năm 1944.

Từ ngày 28 tháng 9, Quân đoàn Nhảy dù số 2 của Đức đã tiến hành một loạt cuộc tấn công từ Reichswald nhằm vào các vị trí của Đồng Minh ở phía đông Nijmegen. Các cuộc tấn công này là để chuẩn bị cho một cuộc phản công lớn hơn nhiều do Bittrich lên kế hoạch. Tuy nhiên, sự chậm trễ trong việc chuẩn bị của Quân đoàn Panzer SS số 2 đã khiến cuộc tấn công bị đẩy lùi vì không có sự hỗ trợ kịp thời từ xe tăng của Quân đoàn Panzer SS số 2, mặc dù họ đã thực hiện một số cuộc tấn công nghi binh cục bộ qua Neder-Rijn về phía Doorwerth và Wageningen nhằm đánh lừa người Anh, nhưng những cuộc tấn công này cũng bị đẩy lui.
Hitler ra lệnh phá hủy các cây cầu ở Nijmegen với hy vọng việc tiếp tế và tiếp viện cho quân Đồng Minh sẽ bị cản trở, và tạo điều kiện cho quân Đức phản công để chiếm lại đầu cầu. Các chiến dịch ném bom của Không quân Đức Quốc Xã nhằm phá hủy hai cây cầu đã thất bại nặng nề - trong một ngày, 46 máy bay tiêm kích đã bị hỏa lực phòng không và máy bay của Không quân Hoàng Gia Anh bắn hạ. Tuy nhiên, ba nhóm Người nhái Đức (Marine Einsatzkommando) đã xuất phát từ vị trí cách cầu Nijmegen 10 kilômét để cài chất nổ bên dưới cầu. Những nhóm Người nhái này sau đó đã sử dụng dòng chảy của sông để cố gắng quay trở lại phòng tuyến của họ. Chiến dịch chỉ thành công được một phần - cây cầu đường sắt bị phá hủy, một nhịp cầu bị hỏng và rơi xuống sông, khiến cây cầu trở nên vô dụng, nhưng cây cầu đường bộ chỉ bị hư hại nhẹ do mìn được đặt tại vị trí xấu. Trong tổng số 12 Người nhái Đức, ba người bị giết, bảy người bị bắt và hai người quay lại phòng tuyến thành công. Cây cầu được sửa chữa tạm thời - các kĩ sư công binh Hoàng Gia đã lắp được một cây cầu Bailey qua phần bị sập của cầu đường sắt và những phần hư hại của cầu đường bộ.

## Kết quả

### Nhận định ban đầu
Thủ tướng Winston Churchill và Thống chế Bernard Montgomery đều tuyên bố Market Garden đã thành công 90%. Mặc dù Montgomery đã nhận trách nhiệm một cách nghiêm túc, ông vẫn đổ lỗi cho việc thiếu sự hỗ trợ về hậu cần, và cũng chỉ trích Trận Sông Scheldt được tiến hành bởi các đơn vị Canada không tham gia vào Market Garden.

Trong bức điện gửi tới Thống chế Jan Smuts vào ngày 9 tháng 10, Churchill tuyên bố rằng
Về Arnhem, tôi nghĩ ông vẫn còn khá mù mờ về nó. Trận đánh là một chiến thắng mang tính quyết định, nhưng sư đoàn tiên phong đã bị dồn vào thế khó. Tôi không hề cảm thấy thất vọng vì điều này và thấy vui vì các sĩ quan chỉ huy của tôi có khả năng đối phó với những loại rủi ro này. [Những rủi ro] đã được chứng minh bởi những phần thưởng lớn đến mức đã gần như nằm trong tầm tay của chúng tôi...Việc khai thông cửa sông Scheldt và mở cảng Antwerp đã bị trì hoãn bởi những cú thúc vào Arnhem. Sau đó, việc này đã được ưu tiên hàng đầu.

Năm 1948, Eisenhower viết rằng "Cuộc tấn công bắt đầu một cách thuận lợi tốt đẹp và chắc chắn sẽ thành công nếu không bị ảnh hưởng bởi thời tiết xấu." Eisenhower lúc đó đang bị "cô lập" trong Tổng Hành dinh SHAEF tại Granville, nơi thậm chí còn không có hệ thống radio và đường dây liên lạc, nên ban tham mưu của ông hầu như không biết được chi tiết về diễn biến của Chiến dịch Market Garden. Ngoài ra, những lời phản đối về việc tiến hành chiến dịch của Trung tướng Walter B. Smith, Tham mưu trưởng của Eisenhower, cũng như Tham mưu trưởng của Montgomery, Freddie de Guingand, đều bị Montgomey gạt sang một bên.
Trách nhiệm về sự thất bại của chiến dịch "bắt đầu từ Eisenhower và kéo dài sang Montgomery, Brereton, Browning, và chỉ huy đơn vị mặt đất là Dempsey và Horrocks, không ai trong số họ đã cho xe tăng của họ xuất kích khi vẫn còn thời gian để chiếm và giữ cầu Arnhem". Nhà sử học Carlo D'Este cho rằng việc thừa nhận sai lầm của Montgomery là độc nhất vì đó là "sự thừa nhận sai lầm duy nhất của một chỉ huy cấp cao của Đồng minh".

Montgomery cho rằng Market Garden đã "thành công 90%" và nói:
Về phần tôi, đó là một sai lầm tồi tệ - tôi đã đánh giá thấp những khó khăn khi mở đường tiếp cận Antwerp ... Tôi nghĩ rằng Quân đội Canada có thể làm được điều đó khi chúng tôi đến Ruhr. Tôi đã sai ... Theo quan điểm - thành kiến - của tôi, nếu chiến dịch được hỗ trợ hiệu quả ngay từ đầu, và được cung cấp đủ số lượng máy bay, đơn vị mặt đất cần thiết, nó sẽ thành công mặc cho tôi có mắc sai lầm, hoặc có phải chịu thời tiết xấu hay có sự hiện diện của Quân đoàn Panzer SS số 2 tại Arnhem.

### Nhận định sau này
Lịch sử chính thức của Quân đội Hoa Kỳ thời hậu chiến về chiến dịch, do Charles MacDonald viết, đã nói rằng chiến dịch "đã hoàn thành phần lớn những gì nó đã được lập ra để hoàn thành", nhưng chiến dịch nhằm thiết lập một đầu cầu qua Neder Rijn và rẽ sang sườn phía bắc của Bức tường phía Tây đã kết thúc trong thất bại. MacDonald tuyên bố rằng "các mục tiêu xa ... đã không đạt được", nhưng một khu vực đáng kể dài 65 dặm (105 kilômét) đã được tạo ra bên trong phòng tuyến của Đức. Khu vực này đã tạo ra một mối đe dọa thường trực với Đức về một cuộc tấn công của Đồng Minh ở phía bắc, và sẽ hoàn toàn có lợi nếu Cụm tập đoàn quân 21 của Montgomery mở chiến dịch tiếp theo. Trong khi sự sụp đổ của quân đội Đức ở Hà Lan không phải là mục tiêu chính thức của chiến dịch, MacDonald đã viết rằng "ít ai có thể phủ nhận rằng nhiều chỉ huy Đồng minh đã nuôi dưỡng hy vọng đó". Lịch sử chính thức của Quân đội Anh về chiến dịch ghi nhận rằng chiến dịch đã thất bại và đã giành được "một vị trí nổi bật và một đầu cầu có giá trị trên Sông Waal" và thừa nhận rằng những điều này "không có tác dụng tức thì đối với những cuộc tiến công của quân Đồng Minh vào Đức." Lịch sử chính thức của Quân đội Đức cho rằng "Về mặt mục tiêu ban đầu của Đồng Minh, chiến dịch [Market Garden] là một thất bại hoàn toàn"; nó đã thất bại trong việc chia cắt các lực lượng của Đức ở Hà Lan, không thể vòng qua được Bức tường phía Tây, và chấm dứt mọi khả năng rằng chiến tranh có thể kết thúc trước cuối năm nay [1944]. Nguyên nhân của những thất bại này chủ yếu là do địa hình xấu, điều kiện thời tiết xấu và thông tin tình báo thiếu chính xác. Tuy nhiên, họ thừa nhận rằng mục tiêu của các cuộc phản công của Đức ("cầm chân quân Đồng Minh ở phía nam Hạ lưu Sông Rhine và tiêu diệt họ ở đó") cũng không đạt được.
Nhà sử học Rick Atkinson đã viết, trong khi "một phần năm lãnh thổ Hà Lan đã được giải phóng ... phần còn lại sẽ phải chịu đựng thêm chín tháng bị quân Đức chiếm đóng", dẫn đến cái chết của hơn 16.000 dân thường. Atkinson tuyên bố rằng khu vực chiếm được "chẳng dẫn đến đâu", và chiến dịch không đạt được mục tiêu do "một chiến dịch hoành tráng được lên kế hoạch thiếu cẩn trọng với trí thông minh kém cỏi, thực hiện một cách lộn xộn và sự lãnh đạo thờ ơ". Carlo D'Este viết "Những gì được bắt đầu với sự lạc quan cao đã trở thành một thảm họa quân sự", và bất chấp sự kiên cường của lính dù Anh ở đầu cầu Arnhem, chiến dịch "đã thất bại trong việc thiết lập một đầu cầu ở phía bắc Sông Rhine". D'Este lập luận rằng điều này dẫn đến sự bế tắc của các đơn vị Đồng Minh trong suốt mùa đông năm 1944, với những trận chiến tiêu hao kéo dài, không chiếm được nhiều lãnh thổ và chịu nhiều thương vong cao. David Fraser viết rằng Market Garden là một thảm họa về mặt chiến lược. Michael Reynolds viết rằng "Với cuộc chiến vẫn đang diễn ra, chắc chắn Market Garden sẽ được công bố với công chúng nước Anh và Mỹ như một chiến thắng vang dội.", nhưng "Trên thực tế, đó là một thất bại về mặt chiến lược" do không đạt được các mục tiêu mong muốn. Reynolds còn cho rằng "Những thành tích của chiến dịch chẳng dẫn đến đâu và sẽ tỏ ra là vô cùng tốn kém trong những tháng tới".
Milton Shulman viết rằng "chiến dịch đổ bộ đường không đã đạt được một số kết quả hữu ích" bằng cách tạo một áp lực vào vị trí của quân Đức và "do đó, đã cô lập Tập đoàn quân số 15 ở phía bắc Antwerp khỏi Tập đoàn quân Nhảy dù số 1 ở khu vực phía đông. Việc bị chia cắt khỏi mặt trận đã làm phức tạp hóa vấn đề tiếp tế của Tập đoàn quân số 15, vốn buộc phải dựa vào các cây cầu ngang qua Sông Maas và Sông Waal ở phía tây khu vực tiến công của quân Đồng Minh." Shulman khẳng định rằng những khu vực quân Đòng Minh chiếm được "được coi là một căn cứ quan trọng cho các chiến dịch tiếp theo nhằm chống lại quân Đức trên Sông Rhine", giúp các đơn vị Đồng Minh duy trì thế chủ động, buộc quân Đức phải duy trì thế phòng thủ và đảm bảo rằng quân Đức không thể tập hợp đủ lực lượng cho một cuộc phản công về phía Antwerp, và được người Đức coi việc mất các cây cầu và khu vực như là "một sự xấu hổ lớn" đối với họ.
Chester Wilmot nói rằng các khu vực chiếm được "có giá trị chiến thuật to lớn", giúp loại bỏ "mối đe dọa phản công ngay lập tức vào Antwerp; tuy nhiên, về mặt chiến lựoc, nó có nguy cơ trở thành một con hẻm mù, trừ khi các đầu cầu vượt qua Sông Maas và Bức tường phải nhanh chóng được khai thông." Wilmot nhận xét rằng chiến dịch Market Garden đã không đạt được các mục tiêu chính của nó, và việc Montgomery tuyên bố chiến dịch đã thành công 90% là "khó có thể ủng hộ, trừ khi sự thành công của chiến dịch được đánh giá dựa vào số cây cầu chiếm được." John Warren đã viết rằng "chiến dịch đổ bộ đường không vĩ đại nhất trong cuộc chiến" đã "kết thúc trong thất bại", và "phần lớn các mục tiêu đều đạt được, nhưng không có Arnhem, những thành công còn lại trở thành vô nghĩa."

## Nhận xét về chiến lược và chiến thuật của Quân Đồng Minh
Market Garden đến nay vẫn là một chiến dịch gây nhiều tranh cãi. Chiến thuật và chiến lược của quân Đồng Minh trong chiến dịch liên tục được thảo luận và phân tích. Nhiều bài phân tích thời hậu chiến đã nhằm vào các mục tiêu, chiến dịch không được thực hiện, chẳng hạn như việc ưu tiên giải phóng khu vực cửa Sông Scheldt và mở cảng Antwerp. Nhưng Montgomery liên tục cho rằng Tập đoàn quân số 1 Canada nên tấn công và tiêu diệt các đơn vị đồn trú của Đức ở Boulogne, Calais và Dunkirk trước mặc dù các khu cảng đã bị phá hủy và không thể đưa vào hoạt động trong một thời gian. Đô đốc Andrew Cunningham cảnh báo rằng Antwerp sẽ "được sử dụng triệt để như Timbutku" trừ khi các con đường cho tàu thuyền đi vào cảng phải được kiểm soát, và Đô đốc Bertram Ramsay cảnh báo SHAEF và Montgomery rằng quân Đức có thể dễ dàng phong tỏa cửa Sông Scheldt. Các cảng [Pháp] khác đều được quân Đức kiểm soát chặt chẽ và Antwerp là phương án duy nhất. Nhưng phần lớn nguồn lực của Đồng Minh được tập trung vào chiến dịch Market Garden, và trong thời gian đó, người Đức đã tăng cường các đơn vị đồn trú của họ trên các hòn đảo ngoài khơi Antwerp. Kết quả là quân đội Canada "đã chịu tổn thất 12.873 người cho một chiến dịch có thể đã có thể đạt được với tổn thất nhỏ nếu có quyết định tấn công tiếp ngay lập tức sau khi chiếm được Antwerp. ...Sự chậm trễ này là một ảnh hưởng lớn tới việc xây dựng cơ sở hậu cần của quân Đồng Minh trước khi mùa đông đến."

### Mục tiêu ưu tiên
Vài tuần trước khi Market Garden được lên kế hoạch, quân đội Anh và Canada đã chiếm thị trấn Antwerp và hệ thống cảng quan trọng của nó. Điều này sẽ góp phần giảm bớt gánh nặng hậu cần cho những tuyến chi viện kéo dài hàng trăm dặm Normandy về phía tây đến tận tuyến phòng thủ Siegfried, và cô lập hoàn toàn hơn 80.000 binh lính thuộc Tập đoàn quân số 15 của Trung tướng Gustav-Adolf von Zangen ở phía nam cửa Sông Scheldt. Tuy nhiên, binh lính của Zangen, cùng với phần lớn các vũ khí hạng nặng, đã trốn thoát thành công về Bán đảo South Beveland thuộc Zeeland, Hà Lan. Vào tháng 9, khu vực bán đảo này đã có thể được chiếm giữ bởi lực lượng Canada đóng ở Antwerp, chỉ cách đó 24 kilômét. Nhưng toàn bộ nguồn tiếp tế được ưu tiên được cho Market Garden, Tập đoàn quân số 1 Canada buộc phải dừng chân ở Antwerp cho tới tháng 10. Sau khi Market Garden thất bại, quân đội Canada được lệnh tấn công và sau một trận chiến đẫm máu gây ra thương vong lên tới hơn 12.000 binh sĩ Canada, toàn bộ cảng Antwerp được giải phóng, và phải đến 28 tháng 11 năm 1944, khu cảng chính thức đi vào hoạt động trở lại.

### Vấn đề trong việc lập kế hoạch
Trong số các khía cạnh gây tranh cãi của việc lên kế hoạch là tầm quan trọng và cần thiết của việc phải chiếm tất cả các cây cầu chính, và địa hình không thực sự thích hợp và có lợi cho Quân đoàn XXX. Brereton đã ra lệnh rằng các cây cầu dọc theo tuyến đường của Quân đoàn XXX phải được đánh chiếm nhanh và "bất ngờ như sấm sét", nhưng các kế hoạch lại đặt rất ít trọng tâm vào việc chiếm các cây cầu ngay lập tức bằng các lực lượng lính dù đổ bộ ngay trên chúng. Chỉ có hai cây cầu Grave và Veghel được Sư đoàn Không vận 82 và 101 đánh chiếm rất nhanh với vài phát súng.
Quyết định về việc thả Sư đoàn Không vận 82 ở hai bên Cao nguyên Groesbeek, cách cầu Nijmegen vài kilômét về phía nam, đã được các nhà sử học đặt nhiều hoài nghi vì điều đó đã khiến việc đánh chiếm cầu Nijmegen bị trì hoãn hơn ba ngày. Browning và Gavin coi việc giữ vị trí chốt chặn phòng thủ trên cao nguyên là ưu tiên hàng đầu để trấn giữ hành lang xa lộ. Dù vậy, bản thân Chuẩn tướng James Gavin vẫn chấp nhận mức thương vong cao tại thời điểm đầu để thả quân ở càng gần các mục tiêu càng tốt, và ông tin rằng đổ bộ ở các khu vực xa hơn sẽ dẫn đến cơ hội thành công thấp hơn. Gavin đồng thời cũng đã lệnh cho Trung đoàn Bộ binh Nhảy dù 508, đơn vị đổ bộ gần Nijmegen nhất của sư đoàn ưu tiên chiếm cầu ngay sau khi đổ bộ, nhưng các vấn đề trong liên lạc đã khiến Trung đoàn 508 bị chậm trễ trong việc chiếm cầu, và cây cầu đã được củng cố khi Trung đoàn 508 tiến vào thị trấn. Ngoài ra, sự chậm trễ của Sư đoàn Không vận số 1 tại Arnhem đã khiến cầu Arnhem được quân Đức thông xe cho đến 20:00, giúp quân Đức có được những khoảng thời gian quan trọng để điều động các đơn vị về phòng thủ Nijmegen.
Tại Arnhem, những người lên kế hoạch đổ bộ của Không quân Hoàng Gia Anh đã tự ý chọn các khu vực thả, và không chấp nhận tất cả các vị trí thả quân ở thị trấn nằm ở phía bắc cây cầu vì sự hiện diện của các tổ đội phòng không Đức ở Deelen. Một khu vực thả phù hợp khác ở phía nam cây cầu đã bị từ chối vì đất ở khu vực đó không đủ chắc để cho các tàu lượn chuyên chở thiết bị hạng nặng hạ cánh, nhưng chính khu vực thả này đã được chọn cho Lữ đoàn Nhảy dù Độc lập số 1 Ba Lan trong đợt đổ bộ thứ ba, cho thấy RAF đã nhận thức rõ về sự phù hợp của nó. Thiếu tướng Urquhart đã phản đối gay gắt các kế hoạch đổ bộ của RAF, ngay cả khi ông đã thông báo với họ rằng lính dù và phi công tàu lượn của ông vẫn sẵn sàng chấp nhận bất cứ rủi ro nào khi hạ cánh gần các cây cầu mục tiêu. Sau khi tính toán kĩ, Urquhart và RAF đã đồng thuận cho ba đợt đầu tiên đổ bộ tại các khu vực cách cây cầu 8–10 kilômét, và đợt thứ tư đổ bộ tại vị trí cách cây cầu 13 kilômét.

### Thời tiết
Thời tiết thay đổi bất thường đã khiến lịch trình đổ bộ của các đơn vị bị trì hoãn liên tục. Phải đến ngày thứ ba, các đơn vị pháo binh của Sư đoàn Không vận 101 mới được đưa vào mặt trận; Sư đoàn Không vận 82 mất bốn ngày để có thể đưa Trung đoàn Bộ binh Tàu lượn 325 và các đơn vị pháo dã chiến vào Hà Lan; và đến chiều ngày thứ hai, lữ đoàn thứ ba của Sư đoàn Không vận số 1 mới có thể đổ bộ vào Arnhem. Quân Đức đã tận dụng điều đó để tăng cường phòng thủ và tấn công vào phòng tuyến rời rạc và mỏng của lính dù Đồng Minh.

### Tình báo
Trái ngược với các sư đoàn không vận của Mỹ trong khu vực, lực lượng Anh tại Arnhem đã phớt lờ hoàn toàn thông tin của Quân Kháng chiến Hà Lan. Nguyên nhân là mạng lưới tình báo của Anh ở Hà Lan đã bị xâm nhập đáng kể - được biết đến qua cái tên Englandspiel (England Game), một chiến dịch phản gián của cơ quan tình báo Abwehr của Đức Quốc Xã - và chỉ được phát hiện vào tháng 4 năm 1944. Do đó, tình báo Anh đã cố gắng hạn chế tối đa mọi các thông tin liên lạc dân sự. Các đơn vị của Mỹ, do chưa từng gặp phải vấn đề này, đã nhận được sự giúp đỡ nhiệt tình của Quân Kháng chiến Hà Lan. Khi tình hình ở Arnhem ngày một tồi tệ, thông tin về con phà ở Driel và mạng lưới điện báo của Quân Kháng chiến Hà Lan có thể đã thay đổi được cục diện của chiến dịch, đặc biệt là khi hệ thống radio của lính dù Anh hoàn toàn vô dụng và phải cho lính chạy từ đơn vị này sang đơn vị khác để truyền tin.
Sau chiến tranh, đã xuất hiện những tuyên bố rằng mạng lưới quân kháng chiến Hà Lan đã bị xâm nhập. Trung tá Oreste Pinto, một sĩ quan cấp cao của Hà Lan, từng công tác trong lực lượng phản gián của SHAEF, đã xuất bản một cuốn sách nổi tiếng, Spy Catcher. Pinto, nổi tiếng với việc phát hiện ra điệp viên hai mang Mata Hari trong Chiến tranh Thế giới thứ nhất, đã cho rằng một thành viên của Quân Kháng chiến Hà Lan, Christiaan Lindemans (biệt danh "King Kong"), từng là điệp viên cho Đức và đã làm lộ kế hoạch của Chiến dịch Market Garden. Lindemans bị bắt vào tháng 10 năm 1944, nhưng đã tự sát trong phòng giam của mình vào năm 1946, trong khi chờ xét xử. Năm 1969, nhà báo và nhà sử học người Pháp Anne Laurens đã kết luận rằng Lindemans là một điệp viên hai mang.

## Thương vong
Quân đoàn XXX chịu thương vong hơn 1.500 người. Sư đoàn Không vận số 1 có thương vong lên tới 8.000 người sau chín ngày cầm cự ở Arnhem. Trong một số trường hợp, các đơn vị khác của Quân đội Anh bên sườn đã liên lạc với lính dù trước các đơn vị của Quân đoàn XXX, và đã hỗ trợ họ cho đến khi kết thúc chiến dịch. Thương vong cao của Sư đoàn Không vận 101 là do ngoài phải đối đầu với các lực lượng phòng thủ trong khu vực, họ còn phải chiến đấu với các đơn vị Đức đang rút lui khỏi cuộc tiến công của Quân đoàn XXX.
| Đơn vị                                         | Thương vong   | Tổng          |
| ---------------------------------------------- | ------------- | ------------- |
| Dân thường Hà Lan                              | 500–10.000    | 500-10.000    |
| Tập đoàn quân số 2 và Quân đoàn Không vận số 1 | 11.784–13.226 | 15.326–17.200 |
| Quân đoàn Không vận XVIII                      | 3.542–3.974   | 15.326–17.200 |

Thương vong của quân Đức không thể xác định chính xác do hồ sơ lưu lại không còn nguyên vẹn. Thống chế Rundstedt đưa ra con số chính thức là 3.300, nhưng điều này đã bị các nhà sử học hoài nghi. Nhiều nhà sử học ước tính quân Đức có khoảng từ 6.400 đến 8.000 người thiệt mạng và bị thương. Robert Kershaw công bố thương vong của Đức là từ 6.315 tới 8.925. Trong cuốn sách A Bridge Too Far, Cornelius Ryan ước tính thương vong Đức đạt từ 7.500 tới 10.000 người, và dựa vào tài liệu của Thống chế Rundstedt, Ryan đưa ra con số cuối cùng là 10.800-13.300 thương vong. Một báo cáo của Tập đoàn quân 21 công bố có 16.000 lính Đức bị bắt làm tù binh trong thời gian diễn ra chiến dịch Market Garden. Báo cáo còn ghi nhận bắn hạ 159 máy bay Đức, và 30 xe tăng hoặc pháo tự hành.

## Diễn biến tiếp theo

### Quân Đức phản công

Một tổ pháo chống tăng QF 17-pounder đang bảo vệ con đường dẫn vào 'Hòn Đảo', ở phía bắc cây cầu đường bộ Nijmegen.

Model đã cố gắng giành lại đầu cầu Nijmegen bằng một chiến dịch đánh chặn đà tiến công của quân Đồng Minh và đẩy lùi họ ra khỏi Betuwe, còn được biết đến là "Hòn đảo". Quân đoàn Panzer SS số 2 đã tổ chức phản công nhằm chiếm lại Nijmegen và các cây cầu trong khu vực. Đóng tại Nijmegen là các đơn vị gồm: Sư đoàn Bộ binh 43 (Wessex), Sư đoàn Bộ binh 50 (Northumbrian), được hỗ trợ bởi Sư đoàn Không vận 101 Hoa kỳ và các đơn vị pháo binh của Quân đoàn XXX. Phòng tuyến của quân Đồng Minh nằm ở phía đông con đường nối giữa Nijmegen và Arnhem, đồng thời chạy qua Elst, Bemmel và phía tây của Haalderen xuống Sông Waal. Từ ngày 30 tháng 9, quân Đức cùng một số đơn vị thiết giáp đã tấn công vào phòng tuyến quân Đồng Minh, chiếm được một số vị trí và tiếp tục tiến công trong những ngày tiếp theo. Đến ngày 3 tháng 10, quân Đức chững lại và bị đẩy lùi, chịu tổn thất nặng nề và mất nhiều xe tăng hạng nặng.
Sư đoàn Bộ binh 50 (Northumbrian) sau đó tổ chức phản công vào ngày 4-5 tháng 10 và tái chiếm lại phần lớn các khu vực bị mất trước đó, và chiếm thêm được vài ngôi làng ở Bemmel và Haalderen. Sư đoàn Panzer SS số 10 chịu tổn thất nặng tới mức đơn vị này không đủ khả năng để tham gia vào các chiến dịch lớn trong tương lai.
Quân Đức tiếp tục tấn công một lần cuối cùng, lần này phải đối đầu với lính dù thuộc Sư đoàn Không vận 101, đã thay thế Sư đoàn Bộ binh 43 (Wessex) đóng quân xung quanh Randwijk, Driel và Opheusden. Sư đoàn Panzer 116 không chọc thủng được phòng tuyến của lính dù ở Driel và phải rút lui vào ngày 5 tháng 10. Trong ngày tiếp theo, Sư đoàn Volksgrenadier 363 cố gắng đánh chiếm Randwijk và Opheusden từ tay người Mỹ, và trận chiến ác liệt kéo dài tới ngày tiếp theo. Opheusden bị phá hủy nặng nề nhưng phòng tuyến vẫn được giữ vững, và Sư đoàn Volksgrenadier 363 bị thiệt hại rất nặng.
Ngày 7 tháng 10. cầu Arnhem bị không kích và bị phá hủy bởi các máy bay ném bom Martin B-26 Marauder thuộc Phi đoàn Ném bom 344, Không lực Lục quân Hoa Kỳ. Do không còn cầu để đưa các thiết bị hạng nặng qua sông, quân Đức không thể tiếp tục tổ chức tấn công. Von Rundstedt sau đó cho phép Model rút khỏi khu vực Arnhem và chỉ để lại một đơn vị nhỏ trong thị trấn.

### Các chiến dịch tiếp theo

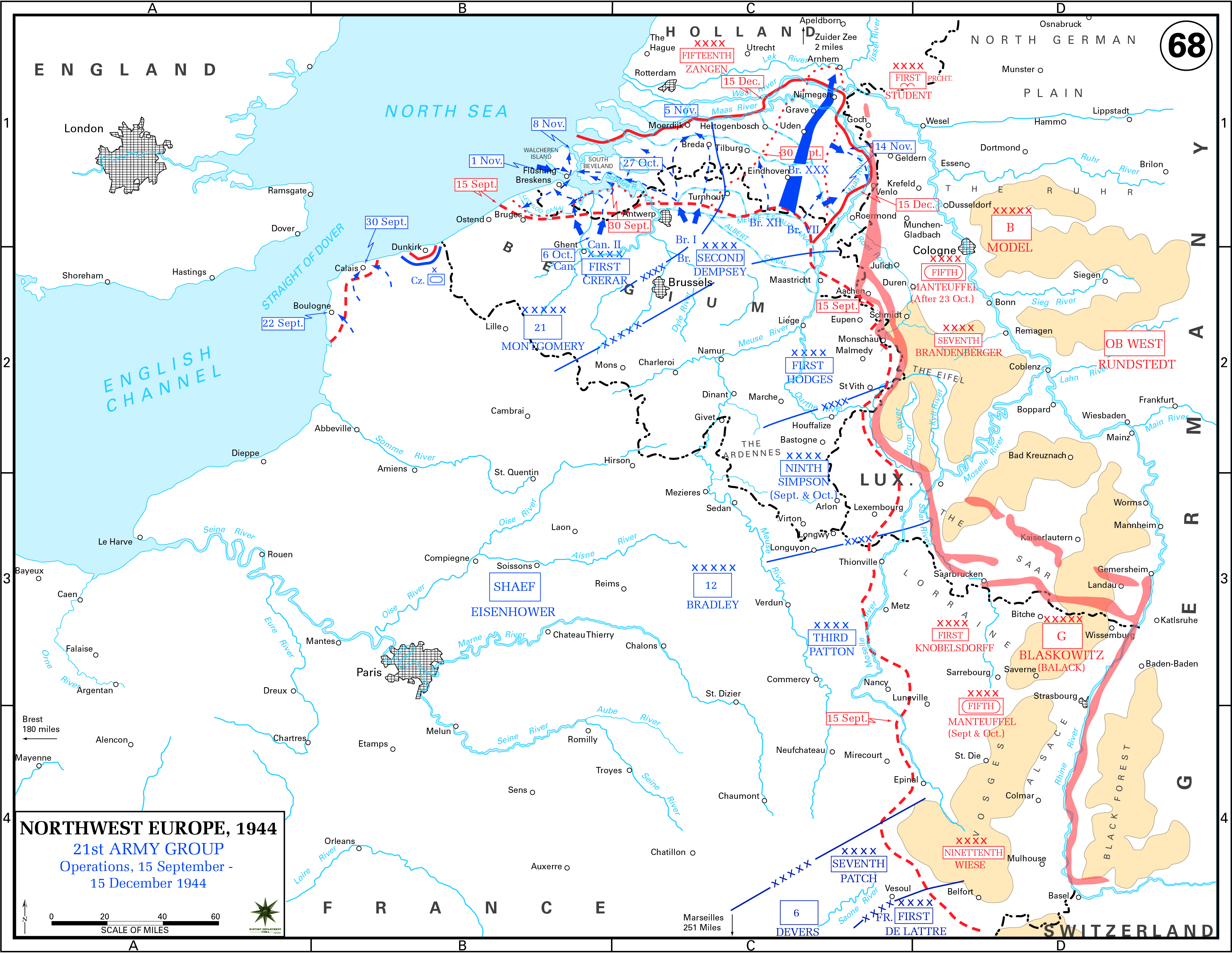
Phòng tuyến quân Đồng Minh ở khu vực Vùng đất thấp sau Chiến dịch Market Garden.

Sau khi Chiến dịch Market Garden thất bại trong việc thiết lập đầu cầu qua Sông Rhine, lực lượng Đồng Minh đã tiến hành các cuộc tấn công trên ba mặt trận ở phía nam của Hà Lan. Để đảm bảo tuyến vận chuyển đến cảng quan trọng ở Antwerp, họ đã tiến về phía bắc và phía tây, Tập đoàn quân số 1 Canada đã đánh chiếm Cửa sông Scheldt. Các lực lượng Đồng Minh cũng tiến về phía đông trong Chiến dịch Aintree để đánh chiếm khu vực Sông Meuse, vốn sẽ là một cuộc tấn công kéo dài đầy bất ngờ đối với quân Đồng Minh. Sau khi Chiến dịch Aintree kết thúc, Chiến dịch Pheasant được tiến hành vào ngày 20 tháng 10 nhằm mở rộng phòng tuyến ra khu vực Westward và giải phóng thành công 's-Hertogenbosch.
Vào tháng 1 năm 1945, quân Đồng Minh mở Chiến dịch Veritable, bắt đầu tiến công vào nước Đức từ Cao nguyên Groesbeek, và vượt Sông Rhine vào tháng 3 trong Chiến dịch Plunder. Thành phố Arnhem được giải phóng bởi Quân đoàn I Canada vào ngày 14 tháng 4 năm 1945 sau hai ngày chiến đấu. Lực lượng Đức còn lại ở phía tây Hà Lan tiếp tục chống cự tới khi đầu hàng vào ngày 5 tháng 5.

## Vinh danh
Sau Chiến dịch Market Garden, Tướng Eisenhower đã gửi một bức thư tới Roy Urquhart và khen ngợi rằng: "Trong cuộc chiến này, không có màn trình diễn của đơn vị nào truyền nhiều cảm hứng sâu sắc và khiến tôi tự hào hơn việc sư đoàn của ông đã chiến đấu suốt chín ngày liên tục từ 17 đến 26 tháng 9."
Montgomery cho rằng "Trong tương lai, sẽ là một niềm tự hào lớn đối với một người đàn ông khi có thể nói rằng: 'Tôi đã chiến đấu tại Arnhem'."
Phóng viên chiến trường của CBS, Bill Downs, người được chỉ định tham gia chiến dịch của Montgomery kể từ Cuộc đổ bộ vào Normandie, đã nói về trận chiến ở Nijmegen rằng "...đó là một trận chiến đơn lẻ, biệt lập nhưng có thể xếp ngang hàng về độ hoành tráng và dũng cảm với Guam, Tarawa, Bãi Omaha ... một câu chuyện nên được kể với tiếng trống và tiếng kèn về những chàng trai dũng cảm đã khiến việc đánh chiếm các cây cầu bắc qua Sông Waaal đạt được thành công rực rỡ."

### Trao thưởng

#### Huân chương Chữ thập Victoria

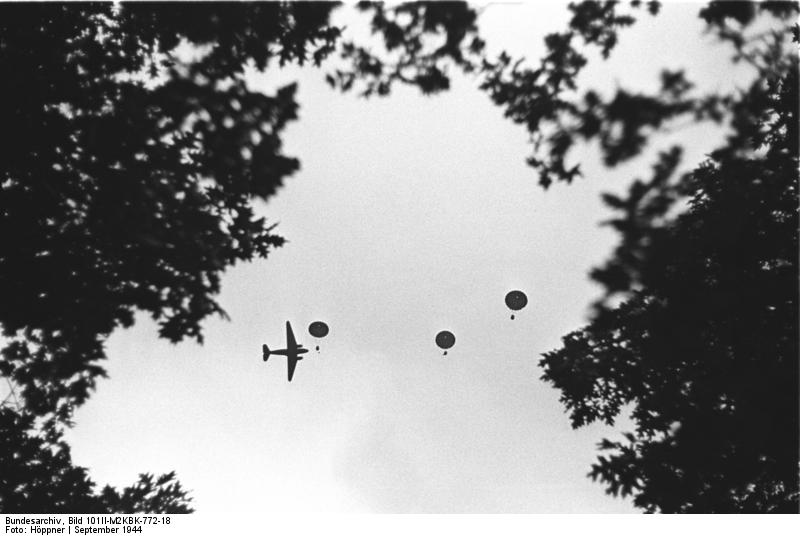
Máy bay vận tải C-47 Dakota của Không quân Hoàng Gia Anh đang làm nhiệm vụ tiếp tế lính dù Anh trong Chiến dịch Market Garden. Ảnh được một lính Đức chụp ở ngoại ô Arnhem.

Năm Huân chương Chữ thập Victoria đã được trao thưởng cho các cá nhân tham gia vào Chiến dịch Market Garden. Ngày 19 tháng 9, một chiếc Douglas Dakota Mk. III, phiên hiệu KG374, thuộc Phi đoàn 271, điều khiển bởi Trung úy David Lord, bị trúng đạn phòng không vào động cơ bên phải khi đang làm nhiệm vụ thả đồ tiếp tế cho lính dù Anh ở Arnhem. Lửa lan ra toàn cánh phải máy bay trong khi Lord cố gắng điều khiển máy bay bay quanh các khu vực thả tiếp tế hai lần trong suốt 10 phút (vốn đã bị quân Đức kiểm soát, và phi hành đoàn của Lord không biết về điều đó) để thả toàn bộ tám hòm đạn. Ngay sau khi hòm cuối cùng được thả khỏi máy bay, bình nhiên liệu của máy bay phát nổ và cắt đứt cánh phải máy bay, chỉ có duy nhất hoa tiêu Harry King thoát được khỏi máy bay và sau đó bị bắt làm tù binh. Phi công - Trung úy Lord, cơ phó R. E. H. "Dickie" Medhurst (con trai của Đại tướng RAF Charles Medhurst), điện đài viên Alec Ballantyne và nhóm điều phối viên hàng không gồm P. Nixon, A. Rowbotham, J. Ricketts, và L. Harper, thuộc Đại đội RASC 223, thiệt mạng. Sau khi chiến tranh kết thúc, King được thả tự do và toàn bộ câu chuyện về chuyến tiếp tế ngày hôm đó mới được biết đến. Trung úy David Lord được truy tặng Huân chương Chữ Thập Victoria vào ngày 13 tháng 11 năm 1945, và là thành viên duy nhất của Bộ Tư lệnh Hành quân Vận tải được trao tấm huy chương này trong Chiến tranh Thế giới thứ hai. Vào tháng 5 năm 1949, Chính phủ Hà Lan đã trao tặng Harry King Huân chương Chữ thập Đồng Hà Lan.

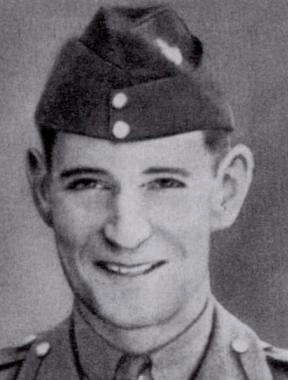
Trung úy John Hollington "Jack" Grayburn.

Từ ngày 17 tới ngày 20 tháng 9, Trung úy John Hollington Grayburn, chỉ huy Trung đội 2, Đại đội A, Tiểu đoàn 2, đã "chỉ huy người của mình với lòng dũng cảm và sự quyết tâm cao độ. Mặc cho cơ thể bị suy yếu do những vết thương, thiếu ăn và thiếu ngủ gây ra, lòng dũng cảm của anh không bao giờ bị khuất phục. Không nghi ngờ rằng, nếu không nhờ vào khả năng lãnh đạo đầy nhiệt huyết và dũng cảm này, cầu Arnhem đã không bao giờ được giữ vững tại thời điểm đó". Thiếu tá Digby Tatham-Warter, chỉ huy Đại đội A, sau khi trốn thoát khỏi bệnh viện Đức và trở về phòng tuyến quân Đồng Minh trong Chiến dịch Pegasus, đã báo cáo lên sở chỉ huy lữ đoàn về John Hollington Grayburn. Grayburn được truy tặng Huân chương Chữ thập Victoria vào ngày 23 tháng 1 năm 1945 và được truy phong quân hàm Đại úy.
Cũng trong ngày 19 tháng 9, Đại úy Lionel Queripel, thuộc Tiểu đoàn Nhảy dù số 10, dù bị thương ở mặt và cả hai tay, vẫn tiếp tục ở lại chiến đấu cùng đơn vị của mình suốt chín giờ liên tục. Khi quân Đức sắp tràn qua phòng tuyến, Queripel đã ra lệnh cho đơn vị của mình rút lui và một mình ở lại cầm chân quân Đức bằng súng lúc và những quả lựu đạn còn lại. Queripel được truy tặng Huân chương Chữ Thập Victoria vào ngày 1 tháng 2 năm 1945.
Ngày 20 tháng 9, Trung sĩ John Baskeyfield, thuộc Tiểu đoàn 2, Trung đoàn Nam Staffordshire, một cựu binh từng chiến đấu ở Sicily và Italy, "đã mặc hiểm nguy, đau đớn và bằng tinh thần chiến đấu cao nhất của mình, đã truyền cảm hứng cho tất cả những người đồng đội bằng sự hiếu chiến và cố gắng tận tụy với nghĩa vụ, vốn là những đặc trưng vốn có của anh ấy." Mặc dù bị thương nặng sau khi khẩu đội pháo của Baskeyfield bị xe tăng Đức bắn trúng, làm phần lớn tổ vận hành thiệt mạng hoặc bị thương, Baskeyfield đã tự mình vận hành khẩu pháo tới khi bị một pháo tự hành Đức bắn trúng, cướp đi sinh mạng của anh. Baskeyfield được truy tặng Huân chương Chữ Thập Victoria vào ngày tháng 11 năm 1944.
Ngày 25 tháng 9, Thiếu tá Robert Henry Cain, tiểu đoàn phó Tiểu đoàn 2, Trung đoàn Nam Staffordshire "đã chứng tỏ sự dũng cảm tuyệt vời." Ông đã chạy từ con hào này sang hố cá nhân khác, trực tiếp chỉ huy đơn vị của mình chiến đấu đẩy lùi các cuộc tấn công có xe tăng của quân Đức, và đã góp phần bắn hạ sáu xe tăng Đức, bốn trong số đó là Tiger I, bằng một khẩu pháo cối 2-inch. Ông cũng dẫn đầu đơn vị của mình qua phòng tuyến quân Đức, vượt Sông Rhine và rút lui về phòng tuyến quân Đồng Minh thành công. Vì sự dũng cảm ở Arnhem, Robert Cain được trao thưởng Huân chương Chữ Thập Victoria trong một buổi lễ tại Cung điện Buckingham vào ngày 6 tháng 12 năm 1944. Ông là quân nhân Anh duy nhất được nhận Huân chương Chữ Thập Victoria trong Chiến dịch Market Garden sống sót qua trận đánh và là quân nhân người Man duy nhất tính đến thời điểm hiện tại được nhận huân chương này.

#### Huân chương Danh Dự

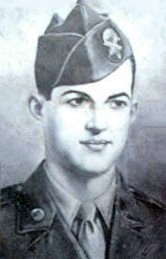
Binh nhất Joe Eugene Mann.

Hai quân nhân Hoa kỳ được trao thưởng Huân chương Danh Dự và cả hai đều được truy tặng. Ngày 18 tháng 9, Binh nhất Joe E. Mann, một lính dù của Đại đội H, Trung đoàn Bộ binh Nhảy dù 502, Sư đoàn Không vận 101, bị thương cả tay trong một cuộc tấn công của pháo binh Đức. Buổi sáng ngày 19, đơn vị của Mann bị quân Đức tấn công. Một quả lựu đạn được ném vào vị trí của trung đội anh. Mann "không thể đưa tay ra do cả hai tay đã bị băng bó cố định vào sát người, anh đã hét lớn 'lựu đạn" và dùng thân mình đè lên quả lựu đạn, và quả lựu đạn phát nổ, cướp đi sinh mạng của anh." Joe E. Mann được truy tặng Huân chương Danh Dự vào ngày 30 tháng 8 năm 1945.
Ngày 21 tháng 9, Binh nhì John R. Towle, thuộc Đại đội C, Trung đoàn Bộ binh Nhảy dù 504, Sư đoàn Không vận 82, đã chống trả các cuộc tấn công của quân Đức với khẩu Bazooka. Sau khi bắn hỏng hai xe tăng khiến chúng phải rút lui, Towle "..đã chạy một đoạn dài khoảng 125 yard dưới làn đạn của kẻ thù vào vị trí anh có thể bắn hạ một chiếc xe bán xích bằng khẩu Bazooka." Towle sau đó bị pháo cối Đức bắn trọng thương và không qua khỏi ngay sau đó. Towle được truy tặng Huân chương Danh Dự vào ngày 15 tháng 3 năm 1945, và là thành viên đầu tiên của Sư đoàn Không vận 82 được nhận tấm huân chương này trong Chiến tranh Thế giới thứ hai.

#### Huân chương Quân công William (MOW)
Vì sự dũng cảm trong Chiến dịch Market Garden, hai đơn vị đã được trao tặng huân chương cao quý nhất của Quân đội Hà Lan, Huân chương Quân công William. Ngày 8 tháng 10 năm 1945, Sư đoàn Không vận 82 được phong tước Hiệp sĩ Hạng 4 bởi Nữ vương Wilhelmina. Sư đoàn cũng được phép thêm "Nijmegen 1944" vào bảng thành tích của sư đoàn.
Ngày 31 tháng 5 năm 2006, Nữ vương Beatrix đã phong tướng Hiệp sĩ Hạng 4 cho Lữ đoàn Nhảy dù Độc lập số 1 Ba Lan.

## Tưởng niệm

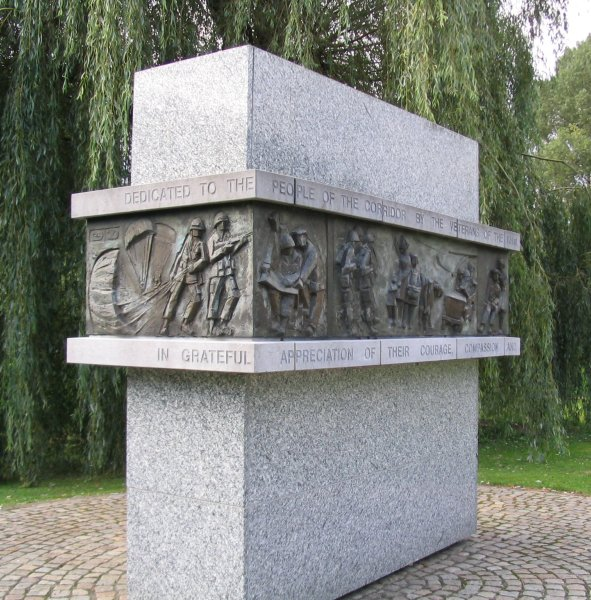
Một đài tưởng niệm những người dân Hà Lan tại Sint-Oedenrode.

Cây cầu Arnhem, nơi lính dù Anh đã kiên cường chiến đấu, đã không còn tồn tại sau chiến tranh. Cây cầu bị các máy bay ném bom Martin B-26 Marauder thuộc Phi đoàn Ném bom 344, Không lực Lục quân Hoa Kỳ, phá hủy vào ngày 7 tháng 10 để quân Đức không thể sử dụng. Nó được thay thế bằng một cây cầu có diện mạo tương tự vào năm 1948 và được đổi tên thành Cầu John Frost (John Frostbrug) vào ngày 17 tháng 12 năm 1977, lấy theo tên của John Frost, chỉ huy Tiểu đoàn 2, Lữ đoàn Nhảy dù số 1, Sư đoàn Không vận số 1, tại cầu Arnhem.

Nhiều đài tưởng niệm ở khu vực Hành lang Eindhoven - Nijmegen - Arnhem đã được xây dựng. Một đài tưởng niệm gần Arnhem ghi:
GỬI TỚI NHỮNG NGƯỜI DÂN CỦA GELDERLAND
50 năm trước, những người lính dù Anh và Ba Lan đã chiến đấu ở đây với quân số bị áp đảo để mở đường vào Đức và giúp chiến tranh kết thúc sớm. Thay vào đó, chúng tôi lại mang đến cho các bạn sự chết chóc và hủy diệt, nhưng các bạn không bao giờ trách chúng tôi.
Tấm đá được ghi lại sự ngưỡng mộ của chúng tôi đối với sự dũng cảm của các bạn, đặc biệt là những người phụ nữ đã chăm sóc vết thương cho chúng tôi. Trong mùa đông dài sau đó, gia đình của các bạn đã mạo hiểm mạng sống để che chở binh lính và phi công Đồng Minh, trong khi các thành viên của Quân Kháng chiến đã giúp nhiều người đến nơi an toàn.
Bạn đưa tôi vào nhà của bạn như những người đào tẩu và người bạn,

Chúng tôi đưa bạn vào trong trái tim.

Mối quan hệ bền chặt này sẽ tiếp tục

Rất lâu sau khi tất cả chúng ta ra đi.

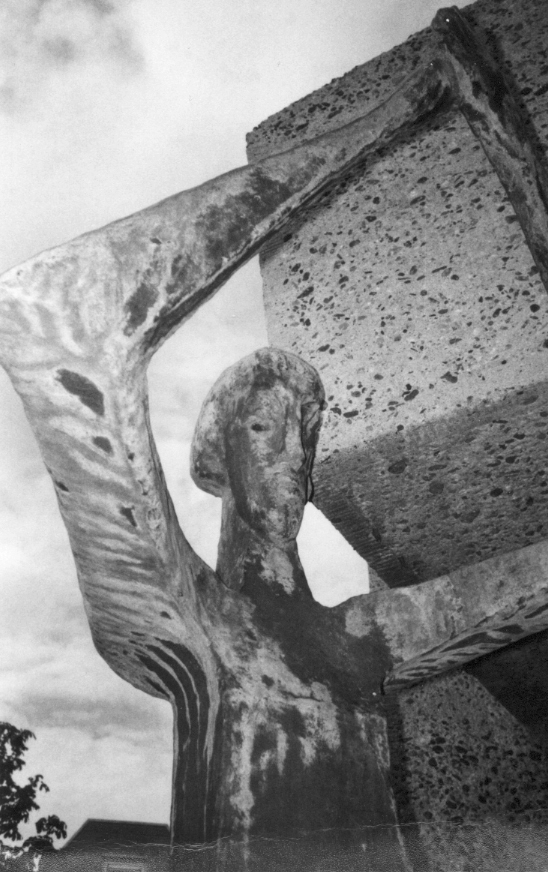
Một ngôi tượng về lính dù Ba Lan tại Driel.

Một số bảo tàng ở Hà Lan đã được xây dựng để tưởng niệm và trưng bày các hiện vật, ảnh về Chiến dịch Market Garden, bao gồm Bảo tàng Freedom ở Groesbeek, Bảo tàng Wings of Liberation ở Best, gần Eindhoven, và Bảo tàng Không vận Hartenstein ở Oosterbeek. Hàng năm có một cuộc đi bộ kỷ niệm ở Oosterbeek vào thứ bảy đầu tiên của tháng 9, thu hút hàng chục nghìn người tham gia.
Vào ngày 16 tháng 9 năm 1994, các cựu binh của Sư đoàn Không vận 101 đã khánh thành "Tượng đài cho người Hà Lan" ở Sint-Oedenrode. Tượng đài là một món quà của các cựu chiến binh dành cho những người dân đã chiến đấu cùng với lính dù Mỹ, và tạo cho họ những ấn tượng mãnh liệt và sư thở phào nhẹ nhõm. Dòng chữ bằng tiếng Anh trên tượng đài có nội dung "Dành tặng cho người dân của Hành lang bởi các cựu chiến binh Sư đoàn Không vận 101, để tri ân lòng dũng cảm, lòng trắc ẩn và tình bạn của họ".
"Đường mòn Không vận" là một tuyến đi bộ dài 225 kilômét từ Lommel đến Arnhem, được tạo ra như một lời tri ân vĩnh cửu về Chiến dịch Market Garden bởi Hiệp hội Đi bộ Đường dài Hà Lan "Ollandse Lange Afstand Tippelaars" (OLAT). Con đường được chính thức khai trương vào tháng 9 năm 2004, trong lễ kỷ niệm 60 năm ngày Giải phóng.
Một tấm bảng Dự án Kỷ niệm (Commemorative Project) đã được công bố vào ngày 23 tháng 6 năm 2009, để kỷ niệm mối quan hệ quân sự và lịch sử độc đáo giữa Canada và Hà Lan. Vài lỗ golf, một bảng thông tin ở khu vực phía nam sân golf của Câu lạc bộ Hylands Golf ở Ottawa, Ontario được đặt tên "Arnhem", để vinh danh những quân nhân thuộc các đơn vị Pháo binh Hoàng Gia Canada đã tham gia vào Chiến dịch Market Garden từ ngày 17 tới ngày 26 tháng 9 năm 1944.

## Trong văn hóa đại chúng
- Chiến dịch Market Garden là một bối cảnh trong bộ phim Theirs Is the Glory năm 1946. Bộ phim này kết hợp các cảnh quay gốc từ trận chiến với các cảnh tái hiện lại được quay tại các địa điểm ở Arnhem. Nhiều diễn viên đóng vai lính dù được thủ vai những người lính đã chiến đấu trong trận chiến thật. Một số đã tự đóng vai chính mình, bao gồm Kate ter Horst, Frederick Gough, John Frost và Stanley Maxted, một nhà báo người Canada đã tác nghiệp cùng với các đơn vị lính dù Anh tại Arnhem.[247]
- A Bridge Too Far là một bộ phim chiến tranh sử thi được công chiếu vào năm 1977, dưa trên một cuốn sách cùng tên vào năm 1974 của nhà sử học Cornelius Ryan. Bộ phim được đạo diễn bởi Richard Attenborough và biên kịch bởi William Goldman, và có sự góp mặt của nhiều diễn viên điện ảnh nổi tiếng. Không như bộ phim trước đó, bộ phim này bao quát toàn bộ chiến dịch dưới các góc nhìn khác nhau bao gồm: Anh, Mỹ. Hà Lan, Ba Lan và Đức.
- Chiến dịch Market Garden được tái hiện lại trong Tập 5 của phim truyền hình dài tập nổi tiếng Band of Brothers của HBO, dưới góc nhìn của những người lính dù Mỹ thuộc Đại đội E(asy), Trung đoàn Bộ binh Nhảy dù 506, Sư đoàn Không vận 101 (đồng thời có sự xuất hiện của Quân đoàn XXX) trong một đợt giao tranh ở Nuenen. Đồng thời Tập 6 có tái hiện lại Chiến dịch Pegasus, chiến dịch giải cứu/di tản lính dù Anh thuộc Sư đoàn Không vận số 1 của Đại đội E (với sự hỗ trợ của công binh Hoàng gia Canada) trong vòng vây quân Đức ở gần Renkum về phòng tuyến quân Đồng Minh.
- Bô phim The Forgotten Battle năm 2021 có đề cập đến chiến dịch đổ bộ bằng tàu lượn trong Chiến dịch Market Garden.[248]

### Sách tham khảo
- Ambrose, Stephen (2001), The Wild Blue : The Men and Boys Who Flew the B-24s Over Germany 1944–45, Simon & Schuster, ISBN 978-0-7432-0339-5.
- Atkinson, Rick (2013), The Guns at Last Light, New York: Henry Holt, ISBN 978-0805062908.
- Austin, Brian (2001), Schonland: Scientist and Soldier, Philadelphia: Philadelphia Institute of Physics, ISBN 0750305010
- Badsey, Stephen (1993), Arnhem 1944: Operation Market Garden, London: Osprey Publishing, ISBN 978-1855323025
- Balke, Ulf (1990), Der Luftkrieg in Europa, quyển II, Koblenz: Bernard & Graefe, ISBN 3763758844
- Barnes, B. S (1999). The Sign of the Double 'T' (The 50th Northumbrian Division – July 1943 to December 1944). Market Weighton: Sentinel Press. ISBN 9780953426201.
- Beevor, Antony (2012), The Second World War, London: Weidenfeld & Nicolson, ISBN 978-0297844976
- Beevor, Antony (2018), Arnhem: The Battle for the Bridges, 1944, London: Viking, ISBN 978-0670918669
- Beevor, Antony (2015), Ardennes 1944: Hitler's Last Gamble, New York: Viking, ISBN 978-0670025312
- Bennett, David (2008), A Magnificent Disaster, Newbury: Casemate Publishers, ISBN 978-1932033854
- Brereton, L. H. (1946), The Brereton Diaries. The War in the Air in the Pacific, Middle East and Europe, 3 October 1941 – 8 May 1945, New York: W Morrow, OCLC 792951
- Buckley, John (2013). Monty's Men: The British Army and the Liberation of Europe. Yale University Press. ISBN 9780300160352.
- Delaforce, Patrick (2018). The Fighting Wessex Wyverns: From Normandy to Bremerhaven with the 43rd Wessex Division. Fonthill Media. ISBN 9781781550717.
- D'Este, Carlo (2002), Eisenhower: A Soldier's Life, New York: Henry Holt, ISBN 978-1853671654
- D'Este, Carlo (1994). "Chapter 13: The Army and the Challenge of War 1939–1945". Trong Chandler, David; Beckett, Ian Frederick William (biên tập). The Oxford Illustrated History of the British Army. Oxford: Oxford University Press. tr. 99–126. ISBN 978-0-19869-178-5.
- Dibbs, John; Holmes, Tony (2000), Spitfire: Flying Legend, Osprey Publishing, ISBN 978-1841350127
- Eisenhower, Dwight David (1977), Crusade in Europe, Politics and Strategy of World War II , Doubleday, ISBN 978-0306707681
- Ellis, L. F.; Warhurst, A. E. (2004) [1968]. Butler, J. R. M. (biên tập). Victory in the West: The Defeat of Germany. History of the Second World War United Kingdom Military Series. Quyển II . London: HMSO. ISBN 978-1845740597.
- Ford, Ken (2018). Operation Market-Garden 1944 (3): The British XXX Corps Missions. Bloomsbury Publishing. ISBN 9781472820136.
- Fraser, David (1999) [1983]. And We Shall Shock Them: The British Army in the Second World War. London: Cassell Military. ISBN 978-0-304-35233-3.
- Frost, John (1980), A Drop Too Many, Cassell, ISBN 978-0850529272
- Gill, Ronald; Groves, John (2006) [1946], Club Route in Europe: The History of 30 Corps from D-Day to May 1945, MLRS Books, ISBN 978-1905696246
- Greenacre, J. (2004). "Assessing the Reasons for Failure: 1st British Airborne Division Signal Communications during Operation Market Garden". Defence Studies. Quyển 4 số 3. London: Frank Cass. tr. 283–308. doi:10.1080/1470243042000344777. OCLC 55201531.
- Harclerode, Peter (2005), Wings Of War: Airborne Warfare 1918–1945, Weidenfeld & Nicolson, ISBN 978-0304367306
- Hastings, Max (2005) [2004], Armageddon: The Battle for Germany 1944–45, London: Pan Books, ISBN 978-0330490627
- Hart, Stephen Ashley (2007) [2000]. Colossal Cracks: Montgomery's 21st Army Group in Northwest Europe, 1944–45. Mechanicsburg: Stackpole Books. ISBN 978-0-8117-3383-0.
- Hibbert, Christopher (2003) [1962], Arnhem, London: Phoenix, ISBN 978-1842127278
- Horrocks, Brian (1960), Escape to Action, New York: St Martin's Press, OCLC 398771
- Jackson, G. S.; và đồng nghiệp (2006) [1945], 8 Corps: Normandy to the Baltic, Smalldale: MLRS Books, ISBN 978-1905696253
- Joiner, J. H (1990). One More River To Cross. Pen and Sword. ISBN 9780850527889.
- Kershaw, Robert J. (2004), It Never Snows in September: The German View of Market-Garden and the Battle of Arnhem, September 1944 , Hersham: Ian Allan Publishing, ISBN 978-0711030626
- Laurens, Anne (1971) [1969], Lindemans Affair: Betrayal of the Arnhem Drop, Allan Wingate, ISBN 978-0855230074
- MacDonald, Charles B. (1963), The Siegfried Line Campaign (PDF), Washington, DC: Office of the Chief of Military History, Department of the Army, OCLC 494234368, Bản gốc (PDF) lưu trữ ngày 24 tháng 3 năm 2022, truy cập ngày 27 tháng 6 năm 2014
- Middlebrook, Martin (1995), Arnhem 1944: The Airborne Battle, Penguin, ISBN 978-0140143423
- Montgomery, Bernard Law (1958), The Memoirs of Field-Marshal the Viscount Montgomery of Alamein, K.G., London: Collins, OCLC 375195
- Otway, T. B. H. (1990) [1951], The Second World War 1939–1945 Army Airborne Forces , Imperial War Museum, ISBN 978-0901627575
- Pogue, Forrest C. (1954), The Supreme Command (PDF), Washington, DC: Office of the Chief of Military History, Department of the Army, OCLC 318368731, Bản gốc (PDF) lưu trữ ngày 5 tháng 9 năm 2021, truy cập ngày 27 tháng 6 năm 2014
- Neillands, Robin, The Battle for the Rhine 1944, ISBN 0786158867
- Ramsey, Winston G., biên tập (1973), "Arnhem", After the Battle, số 2, OCLC 4895468
- Randel, P. B. (1945), Wilson, Major D. B. (biên tập), A short history of 30 Corps in the European Campaign 1944–1945, Crawford, W. H. (illustrator), MLRS Books, ISBN 978-1905973699
- Reynolds, M. (2001), Sons of the Reich: The History of II Panzer Corps, Stroud: Spellmount Publishers, ISBN 1862271461
- Ruppenthal, Roland G. (1953), Logistical Support of the Armies: May 1941 – September 1944 (PDF), quyển I, Washington, DC: Office of the Chief of Military History, Department of the Army, OCLC 643383738, Bản gốc (PDF) lưu trữ ngày 4 tháng 3 năm 2016, truy cập ngày 27 tháng 6 năm 2014
- Ruppenthal, Roland G. (1959), Logistical Support of the Armies: September 1944 – May 1945 (PDF), quyển II, Washington, DC: Office of the Chief of Military History, Department of the Army, OCLC 256470218, Bản gốc (PDF) lưu trữ ngày 4 tháng 3 năm 2016, truy cập ngày 27 tháng 6 năm 2014
- Ryan, Cornelius (1999) [1974], A Bridge Too Far, Wordsworth Editions, ISBN 978-1840222135
- Saunders, Tim (2008). The Island: Nijmegen to Arnhem Battleground Europe. Pen and Sword. ISBN 9781783037087.
- Staff of 21st Army Group (1945), Notes on the operations of 21 Army Group 6 June 1944 – 5 May 1945, 21st Army Group, OCLC 220436388{{Chú thích}}:  Quản lý CS1: tên số: danh sách tác giả (liên kết)
- Tedder, Lord (1966). With Prejudice. Cassell & Company.
- Tucker-Jones, Anthony; Caddick-Adams, Peter (2020). The Devil's Bridge The German Victory at Arnhem, 1944. Bloomsbury Publishing. ISBN 9781472839848.
- Warren, John C. (1956), Airborne Operations in World War II, European Theater (PDF), USAF Historical Studies, USAF Historical Division Research Studies Institute, OCLC 78918574, Bản gốc (PDF) lưu trữ ngày 24 tháng 6 năm 2016, truy cập ngày 27 tháng 6 năm 2014
- Weinberg, Gerhard L. (1994). A World at Arms: A Global History of World War II. Cambridge: Cambridge University Press. ISBN 978-0-521-44317-3.
- Wilmot, Chester (1997) [1952], The Struggle For Europe, Wordsworth Editions, ISBN 978-1853266775
- Zaloga, Steven (2014) [2014], Operation Market-Garden 1944 (1): The American Airborne Missions, Osprey Publishing, ISBN 978-1782008163
- Ambrose, Stephen (1992). Band of Brothers. Pocket Books & Design. ISBN 0-7434-2990-7.
- Badsey, Stephen (1993). Arnhem 1944, Operation Market Garden. Osprey Publishing. ISBN 1-85532-302-8.
- Bennett, David (2008). A Magnificent Disaster. Casemate. ISBN 978-1-932033-85-4.
- Buckingham, William (2002). Arnhem 1944. Temps Publishing. ISBN 0-7524-1999-4.
- Evans, Martin (1998). The Battle for Arnhem. Pitkin. ISBN 0-85372-888-7.
- Frost, Major General John (1980). A Drop Too Many. Cassell. ISBN 0-85052-927-1.
- Gavin, Major General James (1947). Airborne Warfare. Infantry Journal Press. ISBN 0-89839-029-X.
- Goldman, William (1977). William Goldman's Story of a Bridge Too Far. Coronet Books. ISBN 0-340-22340-5. [NB: Book has no page numbers]
- Kershaw, Robert (1990). It Never Snows in September. Ian Allan Publishing. ISBN 0-7110-2167-8.
- Rodger, Alexander (2003). Battle Honours of the British Empire and Commonwealth Land Forces. Marlborough, UK: The Crowood Press. ISBN 1-86126-637-5.
- Ryan, Cornelius (1999) [1974]. A Bridge Too Far. Wordsworth Editions. ISBN 1-84022-213-1.
- Shulman, Milton (2004) [1947]. Defeat in the West. Cassell. ISBN 0-304-36603-X.
- Steer, Frank (2003). Battleground Europe – Market Garden. Arnhem – The Bridge. Leo Cooper. ISBN 0-85052-939-5.
- Waddy, John (1999). A Tour of the Arnhem Battlefields. Pen & Sword Books Limited. ISBN 0-85052-571-3.
- Wilmot, Chester (1997) [1952]. The Struggle For Europe. Wordsworth Editions. ISBN 1-85326-677-9.
- van Lunteren, Frank (2014). The Battle of the Bridges: The 504 Parachute Infantry Regiment in Operation Market Garden. Havertown, Pennsylvania: Casemate Publishers. ISBN 9781612002323. Truy cập ngày 27 tháng 4 năm 2017.
- Saunders, Tim (2008). Nijmegen: U.S. 82nd Airborne Division - 1944. Barnsley: Pen and Sword. ISBN 9781783461141. Truy cập ngày 28 tháng 4 năm 2017.
- Nordyke, Phil (2010). All American, All the Way: From Market Garden to Berlin. A Combat History of the 82nd Airborne Division in World War II. Voyageur Press. ISBN 9781616739836.
- Foot, M. R. D., biên tập (1990). Holland at War Against Hitler.